# Apollo 17
Vous lisez un « bon article » labellisé en 2012.
Apollo 17 (7-19 décembre 1972) est la dernière mission du programme spatial Apollo à emmener des hommes à la surface de la Lune. Avec cette mission, l'agence spatiale américaine, la NASA, conclut le projet lancé en 1961 par le président John F. Kennedy qui avait pour objectif d'amener des hommes sur la Lune avant 1970. Apollo 17 est, comme Apollo 15 et 16, une mission de type J, caractérisée par un important volet scientifique. Le module lunaire utilisé permet aux astronautes de séjourner trois jours à la surface de la Lune ; les sorties extravéhiculaires peuvent durer jusqu'à huit heures tandis que la mobilité des astronautes est accrue grâce au rover lunaire ; le vaisseau Apollo emporte des expériences scientifiques mises en œuvre en surface mais également en orbite.
Le site d'atterrissage retenu, la vallée Taurus-Littrow, fait partie d'une région de hauts plateaux : ceux-ci constituent un objectif scientifique majeur car cette formation géologique, fréquente sur la Lune, n'a pu être étudiée jusqu’alors. La vallée semble par ailleurs avoir conservé des traces d'activité volcanique récente. L'étude sur place de ces formations, ainsi que les échantillons de roches et de sol ramenés sur Terre, doivent fournir des informations structurantes sur la géologie de la Lune. Pour remplir cette mission, l'équipage d'Apollo 17 comprend le pilote du vaisseau Apollo, Ronald Evans, qui reste en orbite autour de la Lune, le commandant Eugene Cernan et le copilote du module lunaire Harrison H. Schmitt qui est le premier scientifique à faire partie d'une mission spatiale de la NASA. Schmitt est un géologue dont les connaissances vont faciliter l'étude sur le terrain et la collecte des roches lunaires.
La fusée Saturn V emportant le vaisseau Apollo 17 décolle du centre spatial Kennedy le 7 décembre 1972. Le module lunaire se pose quatre jours plus tard, le 11 décembre, sur le site d'alunissage prévu. Cernan et Schmitt enchaînent au cours de leur séjour trois sorties extravéhiculaires sur le sol lunaire d'une durée totale de vingt-deux heures et quatre minutes, au cours desquelles ils collectent 110 kilogrammes de roches lunaires et parcourent à bord de leur véhicule 36 kilomètres, établissant un nouveau record dans tous ces domaines. Le module lunaire redécolle sans encombre de la surface de la Lune et le vaisseau Apollo, après un voyage de retour sans incident, amerrit dans l'océan Pacifique le 19 décembre. Apollo 17 est un succès sur le plan scientifique et démontre la fiabilité remarquable des équipements. Mais le programme Apollo, victime d'arbitrages budgétaires et d'un certain désintérêt des politiques pour les enjeux scientifiques, se conclut avec cette mission qui reste en 2025 la dernière à avoir emmené des hommes sur la Lune.

## Contexte

### La dernière excursion sur la Lune

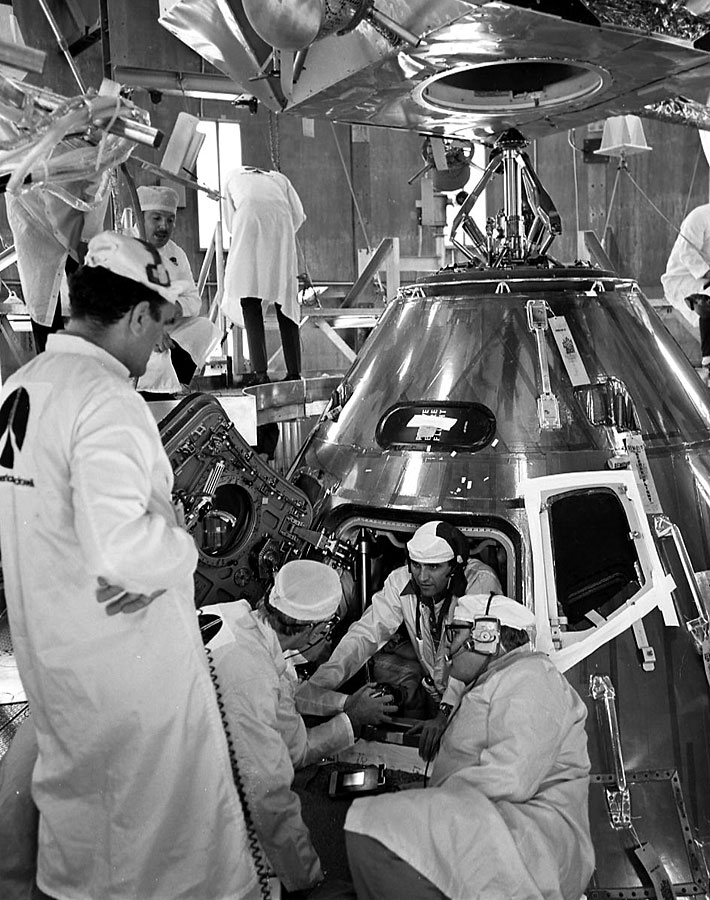
Schmitt s'entraine aux procédures d'amarrage dans le module de commande.

Le programme Apollo est lancé par le président John F. Kennedy le 2 mai 1961 avec comme objectif d'envoyer pour la première fois des hommes sur la Lune avant la fin de la décennie. Il s'agit de démontrer la supériorité des États-Unis sur l'Union soviétique dans le domaine spatial, devenu un enjeu politique dans le contexte de la guerre froide. Le 20 juillet 1969, l'objectif fixé à l'agence spatiale américaine, la NASA, est atteint lorsque les astronautes de la mission Apollo 11 parviennent à se poser sur la Lune. À ce moment, neuf autres missions sont prévues. Mais les ambitions du programme sont rapidement revues à la baisse. Les priorités des États-Unis ont changé : les dispositifs sociaux mis en place par le président Lyndon Johnson dans le cadre de sa guerre contre la pauvreté (Medicare et Medicaid) et surtout un conflit vietnamien qui s'enlise prélèvent une part croissante du budget du pays. Pour les décideurs politiques américains, le programme Apollo a rempli son principal objectif en prouvant la supériorité technique des États-Unis sur l'Union soviétique, et la science ne justifie pas les dépenses envisagées pour les missions à venir. En 1970, la dernière mission planifiée, Apollo 20, est annulée tandis que les vols restants sont étalés jusqu'en 1974 ; la chaîne de fabrication de la fusée Saturn V, chargée de lancer les vaisseaux du programme, est également arrêtée, mettant fin à tout espoir d'une prolongation du programme,. Le 20 septembre 1970, le responsable de la NASA, démissionnaire, annonce que les contraintes budgétaires nécessitent de supprimer deux nouvelles missions Apollo 18 et Apollo 19 ; les économies attendues sont d'environ cinquante millions de dollars,. Désormais Apollo 17, septième mission ayant pour objectif de déposer des hommes sur la Lune, doit être la dernière et aucun retour vers le satellite naturel de la Terre n'est envisagé par la suite.

### Une mission à vocation scientifique
Apollo 17 est la troisième mission lunaire de type J après Apollo 15 et Apollo 16. Toutes les missions de ce type profitent d'un lanceur Saturn V plus puissant que celui mis en œuvre pour Apollo 11 à 14, qui permet d'emporter une charge utile plus importante : la durée du séjour sur la Lune est doublée, passant à trois jours, les astronautes disposent d'un véhicule, le rover lunaire, les sorties extravéhiculaires peuvent durer jusqu'à huit heures et le module de service emporte des équipements scientifiques. Comme pour les missions précédentes, l'équipage d'Apollo 17 utilise deux vaisseaux distincts :
- le module de commande et de service Apollo, baptisé America pour l'identifier dans les échanges radio, est le vaisseau principal dans lequel les astronautes séjournent à l'aller comme au retour. Il comporte deux sous-ensembles : le module de commande et le module de service. Le module de commande (5,8 tonnes) comprend la cabine pressurisée de 6,5 m3 dans laquelle séjournent les astronautes ; celle-ci est protégée par un bouclier thermique qui lui permet de résister à la rentrée atmosphérique au retour sur Terre. Le module de service (25,5 tonnes) comprend la propulsion principale (SPS Service Propulsion System) qui joue un rôle essentiel dans le déroulement de la mission en permettant la mise en orbite lunaire puis le retour vers la Terre, l'essentiel des consommables nécessaires à la survie des astronautes (énergie, eau, oxygène) et de l'instrumentation scientifique. Le module de service est largué juste avant la rentrée atmosphérique[5] ;
- le module lunaire Apollo, baptisé Challenger, est quant à lui utilisé par deux des membres d'équipage pour descendre sur le sol lunaire, y séjourner puis revenir. Il comprend deux sous-ensembles : d'une part l'étage de descente (10 tonnes) qui rassemble l'ensemble de propulsion utilisé pour la descente sur le sol lunaire, les principales réserves de consommables (eau, énergie, oxygène), l'instrumentation scientifique et le rover lunaire ; d'autre part le module de remontée (4,5 tonnes), le seul à remonter en orbite à la fin du séjour lunaire, qui comprend la partie pressurisée de 4,5 m3 dans laquelle vivent les astronautes, ainsi que la propulsion utilisée pour le retour en orbite lunaire. L'étage de remontée est abandonné une fois que les astronautes ont réintégré le vaisseau principal[6].

## L'équipage

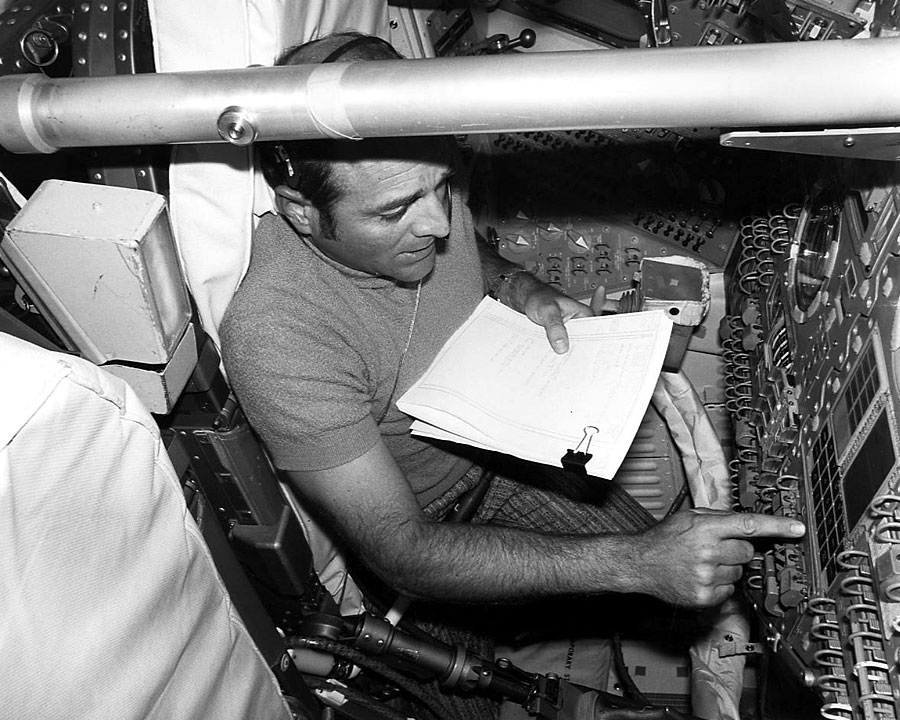
Evans à l'entraînement dans le simulateur du module de commande.

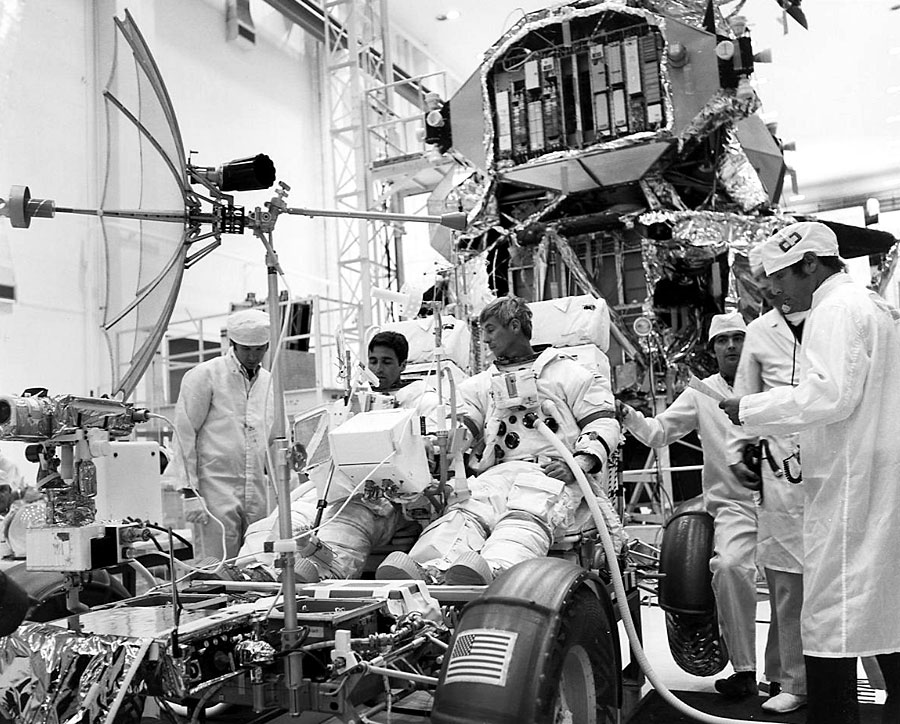
Cernan et Schmitt participent à une dernière vérification du rover lunaire.

L'équipage de la mission Apollo 17 devait comprendre initialement Eugene Cernan, commandant de la mission et pilote du module lunaire, Ronald Evans, pilote du module de commande, et Joe Engle. Il s'agissait de l'équipage de réserve de la mission Apollo 14 qui devait, selon la tradition, devenir l'équipage principal trois missions plus tard. Mais l'annulation des missions postérieures à Apollo 17 a bouleversé cette règle. En effet, la NASA n'avait sélectionné jusque-là que des anciens pilotes militaires pour composer les équipages des missions car ils constituaient depuis le début de l'ère spatiale l'unique source de recrutement. Sous la pression de la communauté scientifique, la NASA avait commencé à former des scientifiques pour les missions lunaires du programme Apollo. Le premier d'entre eux, le géologue Harrison Schmitt devait voler dans le cadre de la mission Apollo 18 annulée en 1970. Pour la communauté scientifique il n'était pas admissible qu'autant d'argent ait été dépensé pour explorer la Lune sans qu'un seul spécialiste du domaine participe à une mission ; un pilote formé à la géologie ne pouvait en aucun cas se substituer à un géologue professionnel. La NASA décida donc de remplacer Joe Engle par Harrison Schmitt qui avait par ailleurs démontré au cours des entraînements qu'il pouvait parfaitement exercer les fonctions de copilote du module lunaire. À la suite de ce changement, l'équipage d'Apollo 17 est constitué de :
- Eugene Cernan est un vétéran qui a déjà accompli deux missions spatiales. Après un cursus universitaire scientifique, il devient pilote d'avion de chasse de la marine de guerre américaine. Il est recruté en 1963 par la NASA. Cernan est un des deux astronautes de la mission Gemini 9 au cours de laquelle il effectue la deuxième sortie extravéhiculaire américaine. Il est copilote à bord du module lunaire de la mission Apollo 10 qui effectue une répétition en grandeur réelle de l'atterrissage sur la Lune en s'approchant à moins de 14 km de sa surface. Il est le commandant de la mission Apollo 17 et pilote le module lunaire. Cernan a 38 ans lors de son séjour sur la Lune[8] ;
- Harrison Schmitt qui a 37 ans au moment de la mission Apollo 17, est le premier scientifique à participer à une mission de la NASA. Il a décroché un doctorat en géologie en 1964 et a travaillé dans les services géologiques américains. Il est recruté en 1965 avec le premier groupe des astronautes scientifiques et se forme au pilotage durant un an. Il joue un rôle-clé dans la formation de ses camarades astronautes au domaine de la géologie et participe à la mise au point des méthodes d'investigation et de navigation sur le sol lunaire. Schmitt s'associe également aux activités d'analyse des roches ramenées de la Lune. En 1970, il est le premier scientifique à être affecté à une mission et sera le seul à voler dans le cadre du programme Apollo. Lors de la mission Apollo 15, il est l'un des membres de l'équipage de réserve et, pour la mission Apollo 17, il est copilote du module lunaire[Note 1],[9] ;
- Ronald Evans a suivi un cursus universitaire scientifique avant de devenir pilote d'avion de chasse dans la marine de guerre américaine. Il est sélectionné par la NASA en 1966 et effectue sa première mission dans le cadre d'Apollo 17. Il est l'un des astronautes de soutien de l'équipage principal lors des missions Apollo 7 et Apollo 11 puis fait partie de l'équipage de réserve de la mission Apollo 14. Il est le pilote du module de commande et de service Apollo et à ce titre restera en orbite lorsque ses deux camarades descendront sur le sol lunaire. Evans a 39 ans en 1972[10].

L'équipage qui doit remplacer les astronautes titulaires de la mission en cas de maladie, accident ou autre événement imprévu est constitué de John Young (commandant), Charles Duke et Stuart Roosa (pilote du module de commande). Initialement, l'équipage de rechange devait être constitué par les astronautes de la mission Apollo 15 mais celui-ci fut disqualifié à la suite de la découverte d'un trafic de timbres emportés clandestinement dans l'espace puis revendus à un marchand allemand spécialisé dans la philatélie.

### La préparation de l'équipage
L'entraînement de l'équipage titulaire et de celui de remplacement pour la mission Apollo 17 débute en septembre 1971 et se poursuit jusqu'à quelques jours du lancement. Il comprend des formations théoriques et pratiques sur les différents sous-systèmes et équipements scientifiques, le travail en simulateur, des formations sur les sciences lunaires ainsi que des cours dans différents domaines (médecine, photographie...). Les trois astronautes passent entre 1 500 et 1 700 heures à se former spécifiquement pour la mission. Cernan et Schmitt passent notamment 300 à 350 heures dans le simulateur du module lunaire et plus de 600 heures à se préparer à leurs excursions sur le sol lunaire à travers des formations théoriques et pratiques (prospection géologique sur Terre, simulations), tandis que Evans passe plus de 600 heures dans le simulateur du module de commande et de service. Par ailleurs, les deux équipages sont astreints à un entraînement physique et à un certain nombre d'heures de pilotage de leurs avions d'entraînement à réaction T-33.

## Objectifs de la mission

### Des connaissances lunaires à approfondir
Les missions spatiales robotiques et habitées lancées au cours de la décennie qui précède la mission Apollo 17 ont fait progresser les connaissances sur la Lune dans de nombreux domaines : composition chimique du sol, origine des cratères, caractéristiques du champ magnétique, date de formation des mers, activité sismique. Mais beaucoup d'interrogations subsistent notamment sur la structure interne de la Lune, sa formation et l'histoire de son évolution, l'existence d'une activité volcanique récente. Les scientifiques ne disposent toujours pas d'échantillon de roche de la croûte originale. Pour répondre aux interrogations qui subsistent, les scientifiques souhaitent étudier en priorité les régions de hauts plateaux et le manteau sombre qui pourrait être d'origine volcanique. Les processus concernés sont la surrection des hauts plateaux, le remplissage des zones situées à basse altitude et la formation du manteau volcanique. La mission Apollo 17 doit :
- recueillir des échantillons de la croûte originelle et de dépôts volcaniques ;
- déterminer l'âge et la composition des hauts plateaux et des zones de remplissage situées en basse altitude ;
- déterminer la composition et l'âge du manteau sombre ;
- déterminer la nature des roches composant le glissement de terrain.

### Les critères de sélection du site d'atterrissage
Les résultats scientifiques de la mission sont étroitement liés au site d'atterrissage retenu. Apollo 17 étant la dernière mission permettant l'étude in situ de la Lune, le comité de la NASA chargé de la sélection du site d'atterrissage ne prit en considération que les sites ayant la plus haute priorité d'un point de vue scientifique et répondant aux critères suivants,,,:
- fournir des échantillons de roches de la région des hauts plateaux qui soient plus anciens que ceux à l'origine de l'impact de la mer des Pluies. Le site doit être donc aussi éloigné que possible de cette mer ;
- permettre la récupération de matériau d'origine volcanique datant de moins de 3 milliards d'années, afin de comprendre l'évolution thermique de la Lune et d'étudier la nature de son volcanisme ;
- faire en sorte que les caractéristiques de l'orbite du module de commande et de service[Note 3], qui reste en orbite durant le séjour sur la Lune, permettent de survoler de nouvelles régions par rapport à celles qui avaient été déjà étudiées par les instruments des missions Apollo 15 et Apollo 16. Mais dans la mesure où le vaisseau Apollo 17 embarque de nouveaux instruments, les responsables de la mission souhaitent également que les zones survolées soient en partie identiques à celles des deux missions précédentes pour pouvoir comparer les données collectées.

Contrairement aux missions précédentes, l'emplacement des instruments ALSEP n'est pas considéré comme un facteur déterminant pour le choix du site.

### Les sites étudiés

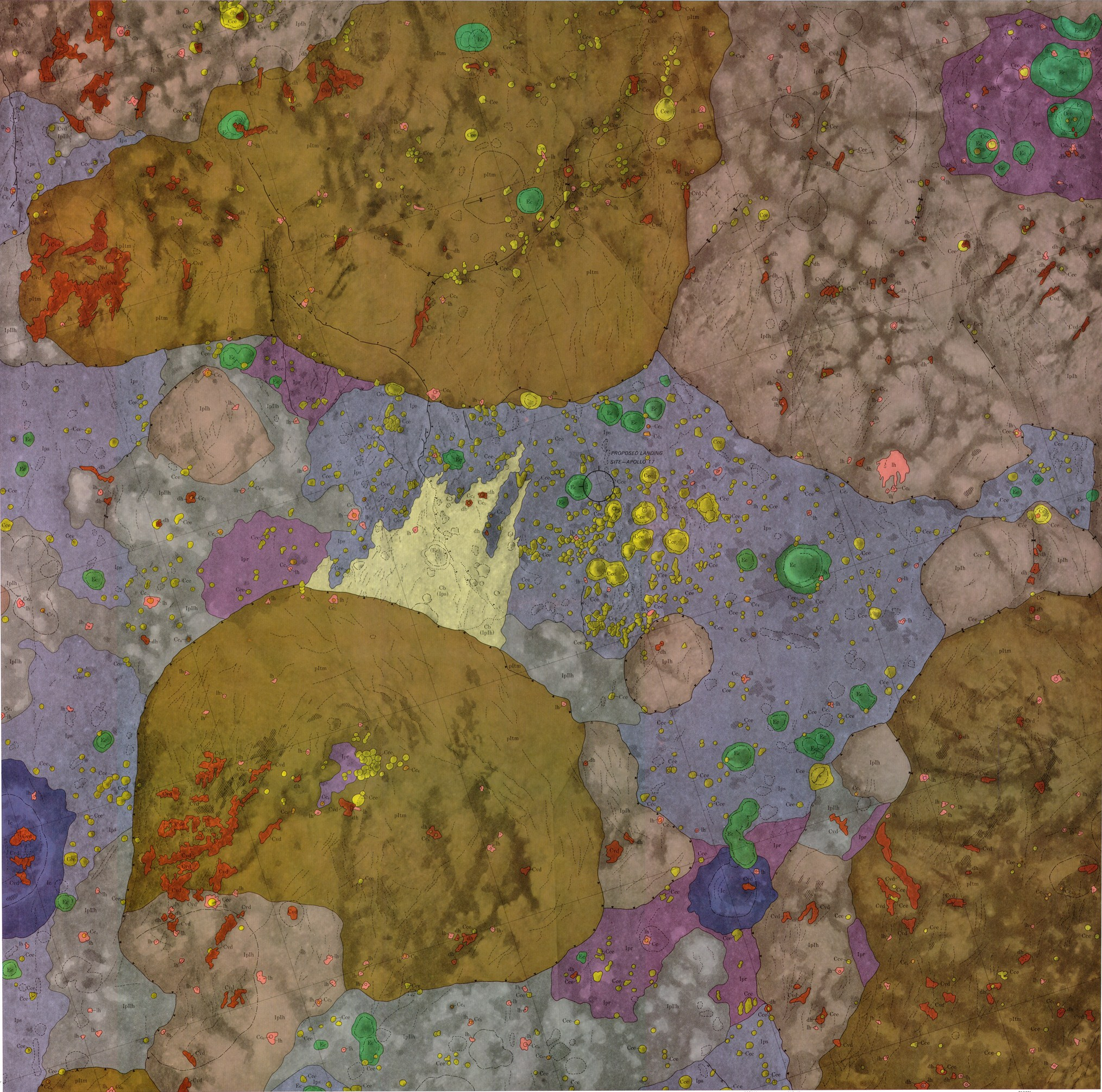
Carte géologique de la vallée de Taurus–Littrow. Légende :
Matériau de manteau très sombre
Matériau de manteau clair
Matériau de manteau sombre
Matériau des plaines
Matériau des collines
Matériau des massifs des hauts plateaux
Matériau des cratères
Matériau des cratères

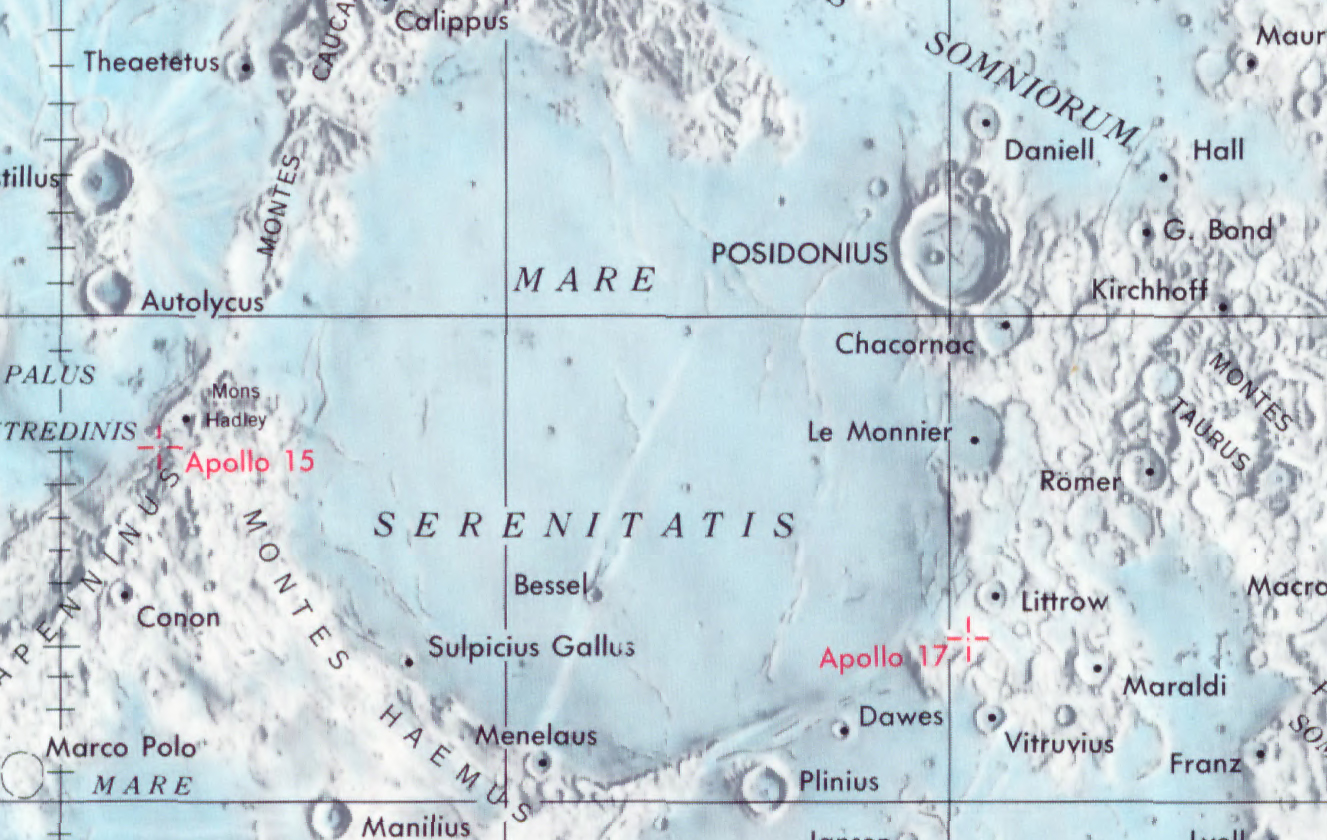
Localisation du site d'atterrissage d'Apollo 17.

Plusieurs sites candidats sont écartés successivement : un site situé sur la face cachée de la Lune qui, du fait de sa localisation, pose des problèmes de communications entre la mission et la Terre ; un autre présente un risque durant la phase d'atterrissage et un troisième site puisqu'il est à portée des futures missions de retour d'échantillon du programme Luna soviétique. Trois zones d'atterrissage sont l'objet d'une étude plus poussée,.
À l'époque de la sélection du site d'atterrissage d'Apollo 16, le cratère Alphonsus est considéré comme le site favori pour Apollo 17 : les spécialistes pensent y trouver des échantillons de roches antérieures à la formation des mers, et la présence de matériau volcanique sur le plancher du cratère relativement récent semble probable. Mais le site est éliminé par la suite car le matériau ancien, présent sur les parois du cratère, pourrait être enfoui sous des couches plus récentes le rendant inaccessible aux astronautes. Le cratère Gassendi est un site favorable pour l'obtention de roches anciennes et il donne la possibilité de dater à la fois le cratère et le bassin d'impact occupé par la mer des Humeurs. Mais aucune trace de volcanisme n'a été observée près de la zone d'atterrissage et le terrain, au relief difficile, pourrait constituer un obstacle aux déplacements des astronautes.
Taurus-Littrow est une vallée étroite située dans les monts Taurus qui bordent la mer de la Sérénité. En prélevant des échantillons sur les parois nord et sud de la vallée, on doit à la fois pouvoir obtenir des roches des hauts plateaux et dater l'impact à l'origine de la mer de la Sérénité. Un glissement de terrain sur la paroi sud doit en particulier placer à portée des astronautes les échantillons des roches convoitées. Par ailleurs, Al Worden, membre de l'équipage d'Apollo 15, a remarqué au cours d'observations effectuées depuis l'orbite, plusieurs cratères entourés d'un matériau particulièrement sombre que certains spécialistes attribuent à d'anciens cônes volcaniques. Un de ces cratères, baptisé Shorty, proche du glissement de terrain, constitue un objectif majeur d'une éventuelle mission. Par ailleurs, bien que le site soit situé dans une vallée étroite entourée de part et d'autre de montagnes qui culminent entre 1,5 et 2 km, les photos prises par Apollo 15 montrent que la zone d'atterrissage est dégagée. La vallée est assez large pour que la marge d'erreur acceptable à l'atterrissage atteigne 4 km dans le sens longitudinal et 3 km par le travers ; or, durant les précédentes missions, l'écart entre le site d'atterrissage et le lieu visé a toujours été inférieur à 500 mètres. Par ailleurs, dans l'éventualité où le rover lunaire serait victime d'une défaillance, les distances sont assez faibles pour que les astronautes puissent atteindre à pied les zones géologiques permettant de remplir les objectifs principaux de la mission. C'est finalement le site de Taurus-Littrow qui est choisi au cours d'une séance du comité de sélection qui a lieu le 11 février 1972 : le risque couru par les astronautes à l'atterrissage est légèrement supérieur à ce qui était envisagé mais le retour scientifique potentiel est beaucoup plus important que celui du cratère Alphonsus également finaliste.

### La vallée de Taurus-Littrow
La vallée de Taurus-Littrow est située sur la bordure sud-est de la mer de la Sérénité. Il y a environ 3,8 à 3,9 milliards d'années, un astéroïde ou un noyau de comète de grande taille s'est abattu à l'emplacement actuel de la mer en creusant une cuvette d'environ 700 km de diamètre. De nombreux blocs de rochers arrachés par l'impact ont été projetés sur le pourtour du cratère d'impact où par ailleurs des pans du sol se sont soulevés en réaction ; le tout a formé des chaines de montagnes qui bordent la mer. À certains endroits, les blocs qui s'étaient relevés se sont affaissés immédiatement après leur surrection et ont créé un réseau de vallées radiales dont fait partie la vallée de Taurus-Littrow. Celle-ci se situe dans la partie sud-ouest des Monts Taurus immédiatement au sud du cratère Littrow. Environ 100 ou 200 millions d'années après l'événement qui a donné naissance à la mer de la Sérénité, de grandes quantités de lave fluide ont surgi de l'intérieur de la Lune et ont rempli les régions basses telles que les mers créées par les impacts d'astéroïdes. L'éruption des laves fluides s'est souvent produite au niveau des fractures situées sur les marges des mers. Parfois, ce volcanisme effusif s'est accompagné d'éruptions explosives donnant naissance à un matériau formé de petites perles de verre. Celui-ci peut être orangé ou très sombre comme ce qui avait été observé avant la mission à quelques endroits, en bordure de la mer de la Sérénité soulevant l'espoir d'un volcanisme récent.
La vallée de Taurus-Littrow s'étire sur un axe nord-ouest/sud-est. L'extrémité nord-ouest débouche sur la partie centrale de la mer de la Sérénité : à cet endroit la vallée qui est en partie obstruée par une colline haute d'un kilomètre (Family Mountain) a une largeur d'environ 7 kilomètres. L'autre extrémité est fermée par une montagne de grande taille baptisée Massif Est. Au sud, une passe étroite, partiellement coupée par un grand cratère, permet d'atteindre une autre vallée. À l'ouest de cette passe, le Massif Sud forme la paroi sud-ouest de la vallée. Au nord du Massif Est se trouve une passe qui débouche sur une autre vallée puis, vers l'ouest, deux massifs : les Collines Sculptées et le Massif Nord qui forment la deuxième paroi de la vallée. Un escarpement baptisé Lee-Lincoln, haut parfois de 80 mètres, barre la vallée du nord au sud.
Le site d'atterrissage retenu est situé au centre de la vallée à bonne distance des massifs et à environ 6 km avant l'escarpement qui coupe la vallée. Le site a été choisi de manière que le module lunaire durant la phase d'atterrissage survole les Collines Sculptées à une altitude suffisante pour aboutir dans la vallée, sans être trop éloigné du massif sud pour permettre un retour à pied en cas de panne du rover lunaire. Le terrain visé est une zone relativement plate située au milieu d'une série de cratères de grande taille. Le plus important est le cratère Camelot de 600 mètres de diamètre qui doit fournir des échantillons de roches représentatifs du matériau de la vallée. Situé à un kilomètre à l'ouest du site visé, il doit fournir un repère pour le pilote du Module Lunaire. Trois cratères de plus petite taille, baptisés Punk, Rudolph et Poppie, sont situés à proximité immédiate du site d'atterrissage et fournissent les repères pour la phase terminale de la descente du module lunaire.

## Les équipements scientifiques

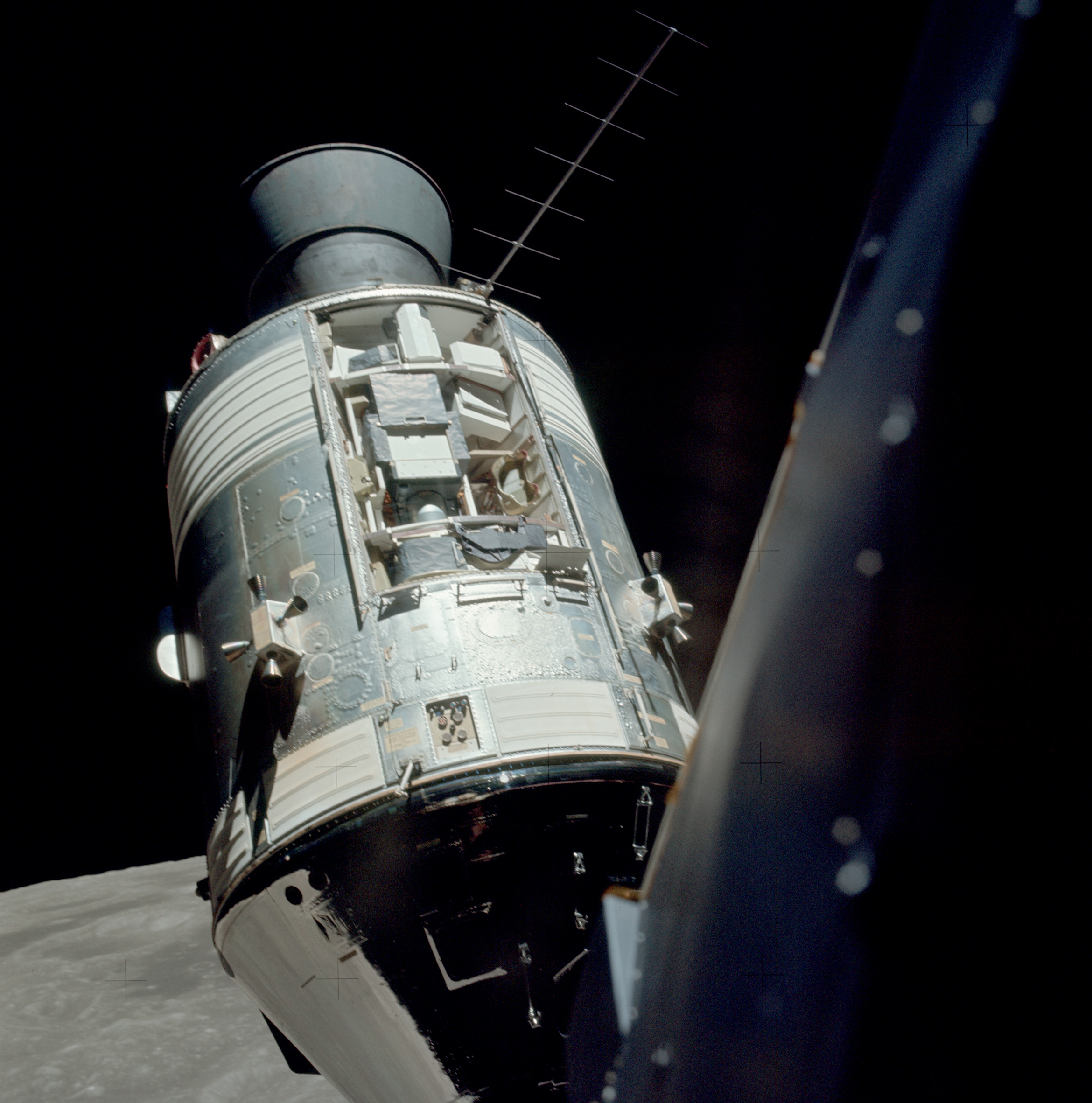
La baie SIM contenant les instruments scientifiques du module de service est visible sur cette photo, ainsi que l'antenne VHF.

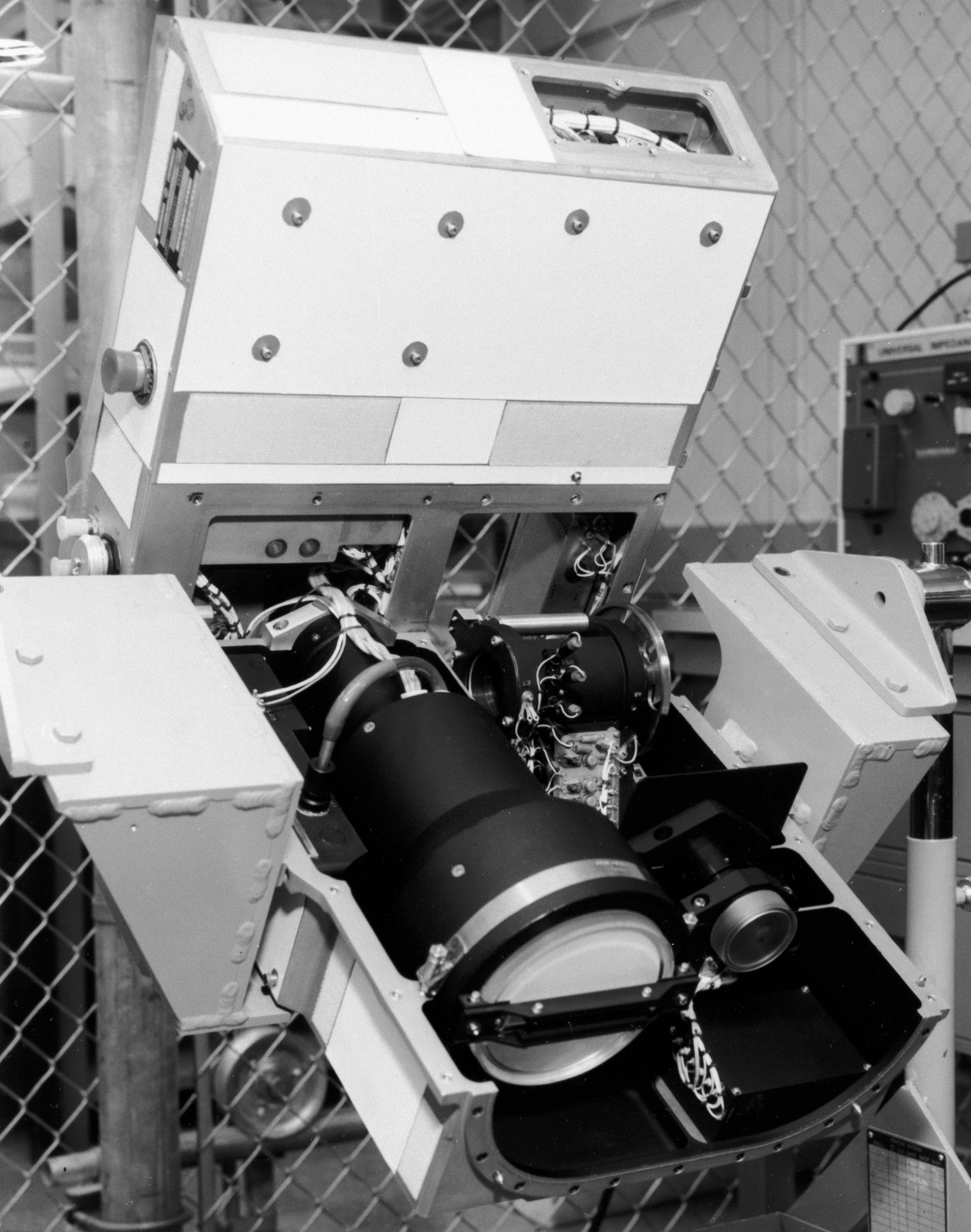
Une des caméras installées dans la baie SIM.

La mission Apollo 17 embarque, comme les précédentes missions, de nombreuses expériences scientifiques. Certaines sont montées dans le Module de commande et de service Apollo, qui reste en orbite autour de la Lune. Les autres se répartissent entre l'ensemble instrumental ALSEP, déployé sur le sol lunaire par les astronautes et destiné à collecter des données transmises en continu vers la Terre après leur départ, et des instruments à déployer au cours des sorties extravéhiculaires pour des mesures ponctuelles. La mission comprend également plusieurs expériences médicales et biologiques, nécessitant dans certains cas la participation de l'équipage.

### Les expériences du module de service et de commande
Les principaux instruments scientifiques du Module de commande et de service Apollo, formant le Scientific instrument module (SIM), sont installés dans la baie no 1 du module de service. Ces instruments, qui sont activés peu avant la mise en orbite lunaire, comprennent :
- le sondeur lunaire (Lunar Sounder) est un radar à synthèse d'ouverture qui doit permettre d'étudier la structure géologique de la Lune jusqu'à une profondeur de 1,3 km. Ses principaux composants sont le radar CSAR (Coherent Synthetic Aperture Radar), un enregistreur optique et deux antennes, qui sont déployées une fois que l'ensemble Apollo est en orbite : une antenne HF, constituée par un dipôle de 24,4 mètres, et une antenne Yagi VHF[22] ;
- le radiomètre infrarouge à balayage ISR (Infared Scanning Radiometer) doit permettre de mesurer la température du sol lunaire avec une précision de 1 kelvin et une résolution spatiale de 2 km, nettement accrue par rapport aux mesures effectuées jusque-là depuis la Terre. La partie optique du capteur pivote de 162° perpendiculairement à l'axe de progression du vaisseau spatial pour balayer les zones survolées. Cet instrument doit détecter des lieux anormalement froids ou chauds permettant de localiser d'éventuels évents de gaz chauds, des indices d'activité volcanique et des différences dans les structures de surface[23] ;
- le spectromètre en ultraviolet lointain FUS (Far Ultraviolet Spectrometer) est chargé d'analyser la composition atomique et la densité de l'atmosphère très ténue qui entoure la Lune. En analysant les longueurs d'onde comprises entre 1 175 et 1 675 Angstrœms, l'instrument doit permettre de détecter la présence des atomes d'hydrogène, de carbone, d'azote, d'oxygène, de krypton et de xénon. Le spectromètre doit permettre également de mesurer les radiations de la partie du spectre électromagnétique réfléchie par le sol lunaire et émise par les sources galactiques[24] ;
- le spectromètre rayons gamma est une expérience déjà embarquée sur Apollo 15 et 16. Un cristal de iodure de sodium sensible aux rayons gamma doit fournir des informations complémentaires permettant de calibrer les résultats fournis par les missions précédentes[25] ;
- la caméra panoramique, dotée d'un objectif de 610 mm, fournit des photos en noir et blanc ou en couleurs, mono ou stéréo, de la surface de la Lune avec une résolution de 2 mètres couvrant une surface de 28 × 334 km (angle de vue de 11° sur 108° perpendiculaire à l'axe de progression). La cassette du film photographique, d'une capacité de 1 650 photos (masse 33 kg), est récupérée en orbite par un astronaute au cours d'une sortie extravéhiculaire[26] ;
- la caméra utilisée pour cartographier la Lune utilise un objectif de 76 mm et restitue des photos couvrant une surface de 170 × 170 km à une altitude de 11,5 km. Une seconde caméra, dont l'axe optique forme un angle de 96° avec la précédente, fournit des photos du champ d'étoiles permettant de situer les photos de la surface de la Lune[26]. Comme la caméra panoramique, il s'agit d'un équipement développé pour les satellites de reconnaissance américains de l'époque, notamment les satellites Corona[27] ;
- l'altimètre laser permet de mesurer l'altitude du vaisseau avec une précision de 2 mètres. Il est couplé avec les deux caméras pour fournir une altitude de référence au centre des zones photographiées[26].

### Les équipements scientifiques utilisés sur le sol lunaire

#### L'ensemble instrumental ALSEP

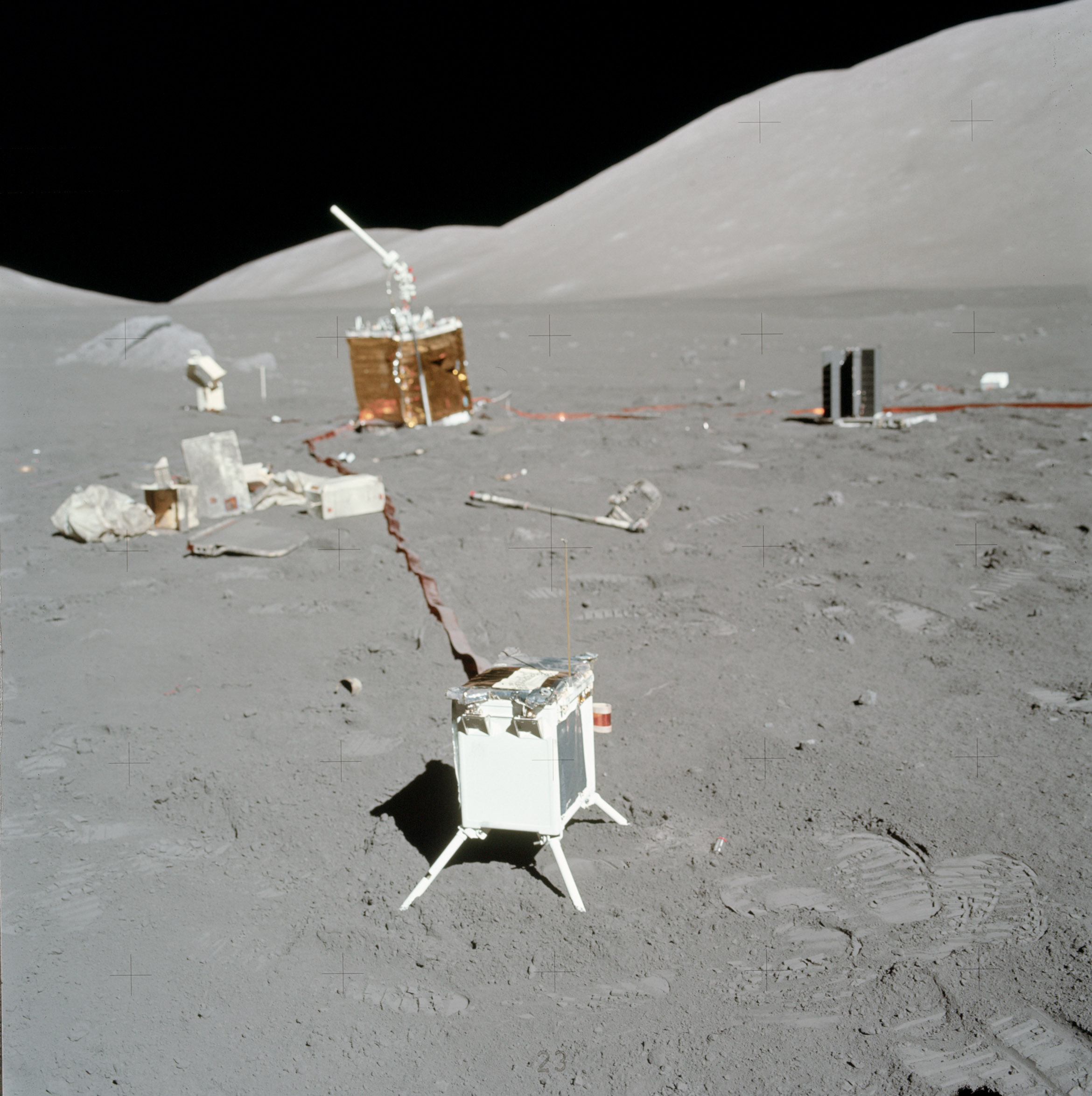
Au premier plan, le détecteur de micrométéorites LEAM ; en arrière-plan, la station centrale de l'ALSEP et le RTG (à droite).

Comme les missions lunaires Apollo précédentes, Apollo 17 emporte l'ALSEP (Apollo Lunar Surface Experiments Package), une suite d'instruments scientifiques qui doivent être installés sur le sol lunaire. Disposant d'une source d'énergie et d'un émetteur, ils permettent la collecte et la transmission des données après le départ des astronautes. L'ALSEP embarqué par Apollo 17 comprend cinq instruments, dont quatre n'ont jamais été déployés au cours des missions précédentes :
- le détecteur de micrométéorites et éjectats LEAM (Lunar Ejecta And Meteorites) est conçu pour détecter les micrométéorites et les matériaux lunaires éjectés par l'impact de ceux-ci. L'objectif est de déterminer les variations sur le long terme des flux de poussière cosmique et leurs origines. Il s'agit notamment de déterminer la corrélation entre ces évolutions et la traversée des plans orbitaux des comètes, des nuages de météorites, de la contribution des particules interstellaires et d'un phénomène nommé « focalisation des particules de poussières par la Terre »[28] ;
- le sismomètre LSPE (Lunar Seismic Profiling Experiment) est utilisé pour déterminer la composition du sous-sol lunaire sur plusieurs kilomètres de profondeur, en analysant les ondes sismiques générées par des charges explosives. Il comprend trois sous-ensembles : 4 géophones déployés par les astronautes de manière à former un triangle équilatéral (le quatrième étant positionné au centre), une antenne chargée de transmettre un signal aux charges explosives, et 8 charges explosives d'une masse comprise entre 50 g et 4 kg. Les charges sont installées à des distances comprises entre 150 et 2 500 m des capteurs par les astronautes, durant leurs excursions en rover lunaire[29] ;
- le spectromètre de masse LACE (Lunar Atmospheric Composition Experiment) a comme objectif de déterminer la composition de l'atmosphère lunaire pour les particules dont la masse atomique est comprise entre 1 et 110. LACE est capable de détecter des gaz dont la pression est supérieure à 1 milliardième de milliardième de celle de l'atmosphère terrestre[30] ;
- le gravimètre LSG (Lunar Surface Gravimeter) effectue des mesures très précises de la gravité lunaire et de son évolution dans le temps. Les scientifiques espéraient que les données recueillies puissent être utilisées pour confirmer l'existence des ondes gravitationnelles[30] ;
- l'instrument de mesure des flux thermiques HFE (Heat Flow Experiment) a déjà été installé lors des missions Apollo 15 et 16. Il mesure les variations thermiques du sous-sol pour déterminer à quel rythme la chaleur interne de la Lune s'évacue vers l'extérieur. Ces mesures doivent permettre d'estimer la radioactivité interne et permettre de comprendre l'évolution thermique de la Lune. L'instrument comporte un boîtier électronique et deux sondes. Chaque sonde est placée dans un trou de 2,5 mètres de profondeur foré par les astronautes[31].

L'énergie permettant aux instruments de fonctionner est fournie par un générateur thermoélectrique à radioisotope (RTG) de 70 watts : l'électricité est produite par des thermocouples qui utilisent la chaleur dégagée par la radioactivité d'une capsule de plutonium 238. Un boîtier central muni d'un émetteur/récepteur radio contrôle l'ensemble des instruments : il reçoit les instructions de la Terre et les transfère aux instruments, ainsi que l'énergie fournie par le RTG. Il recueille les données scientifiques transmises par les instruments avant de les envoyer vers la Terre.

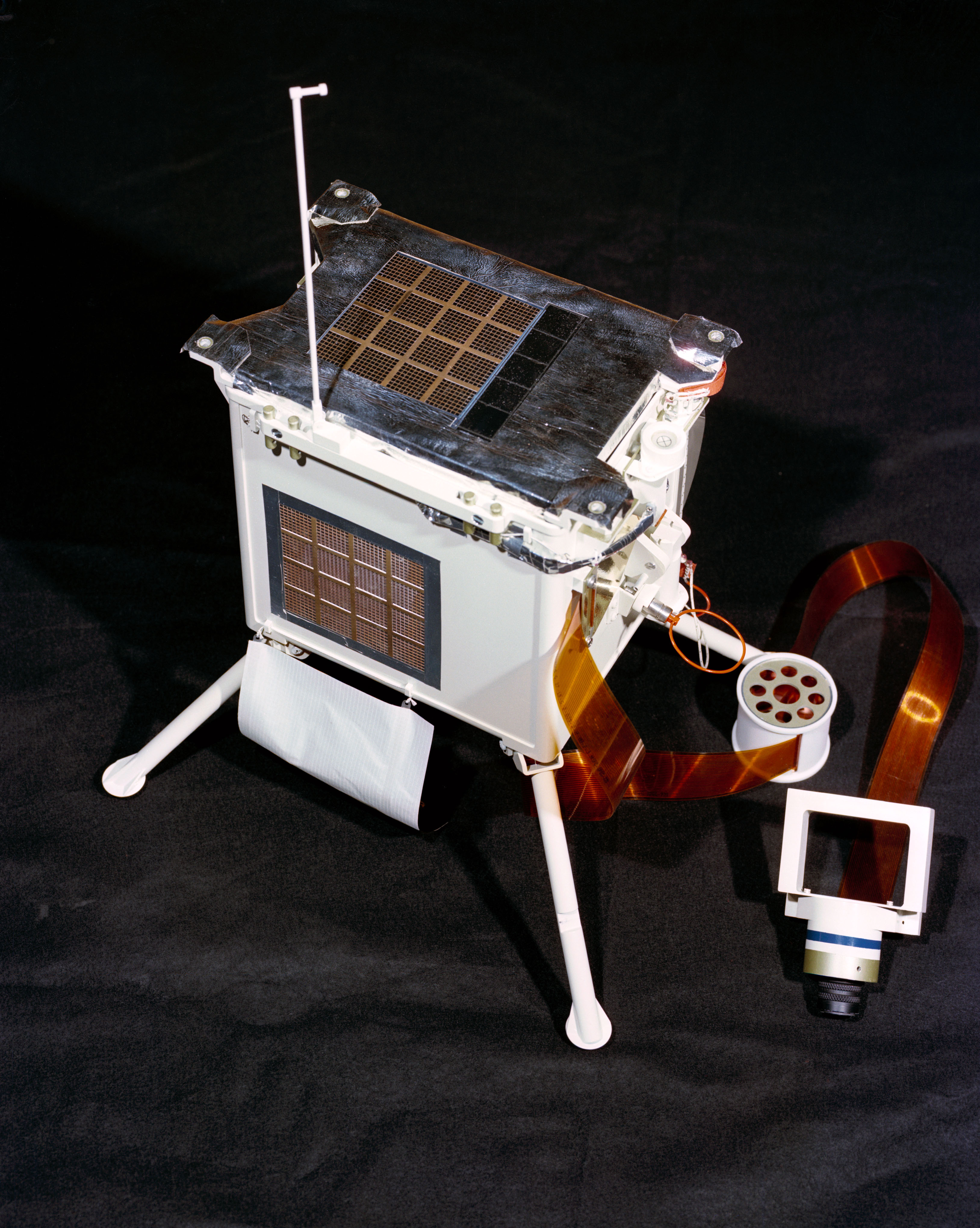
Le détecteur de micrométéorites LEAM.
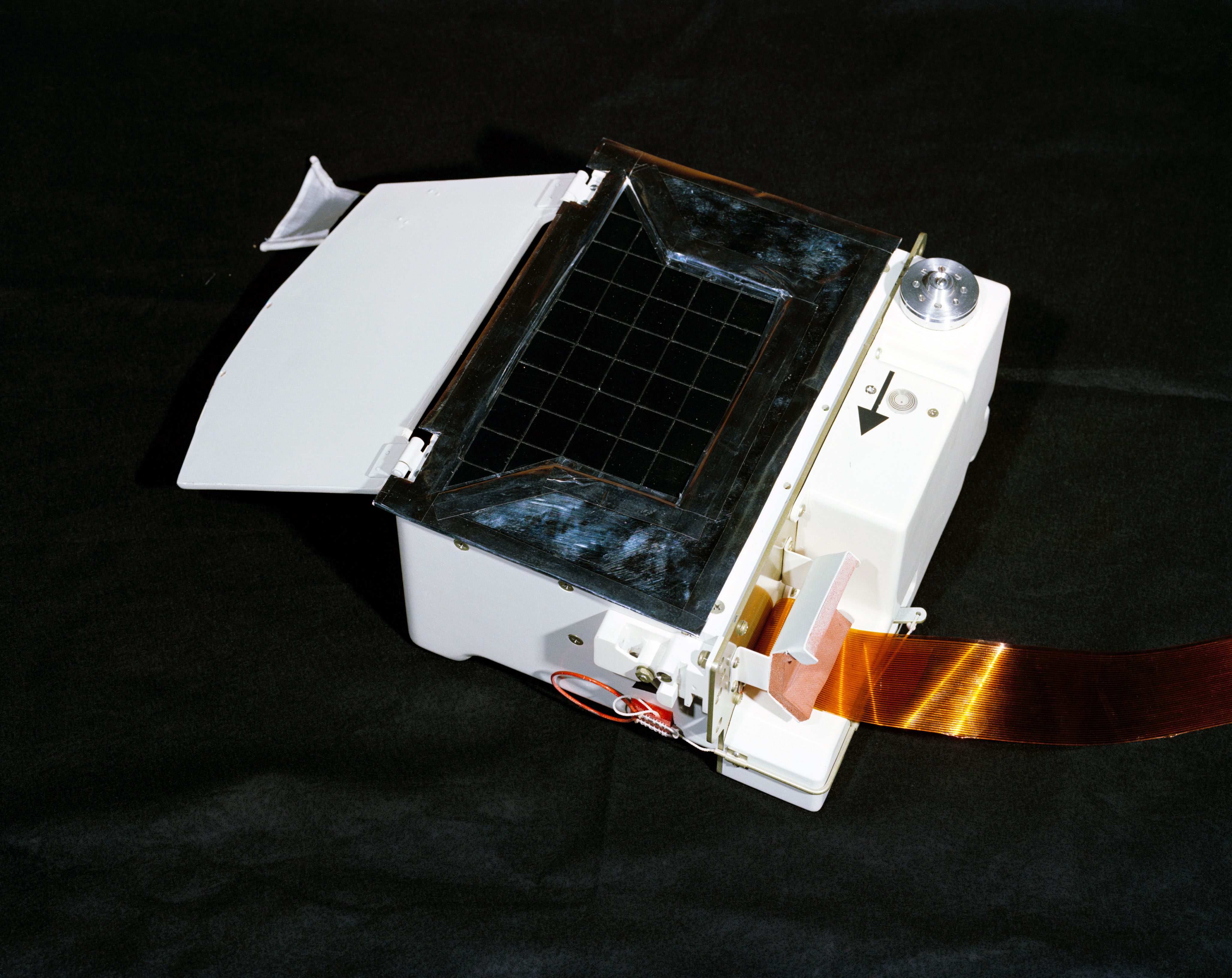
Le spectromètre de masse LACE détermine la composition de l'atmosphère lunaire.
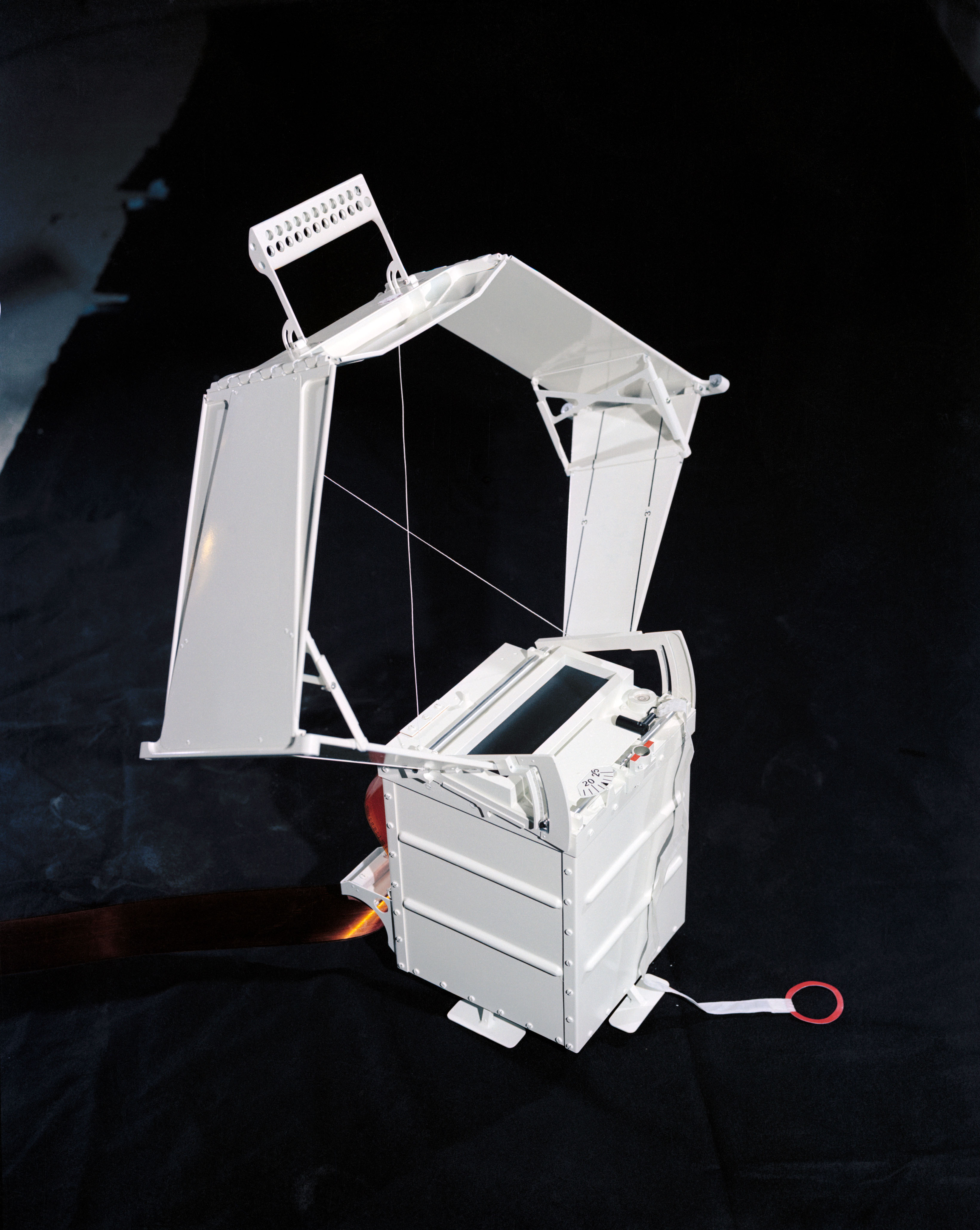
Le gravimètre LSG doit détecter les ondes gravitationnelles.
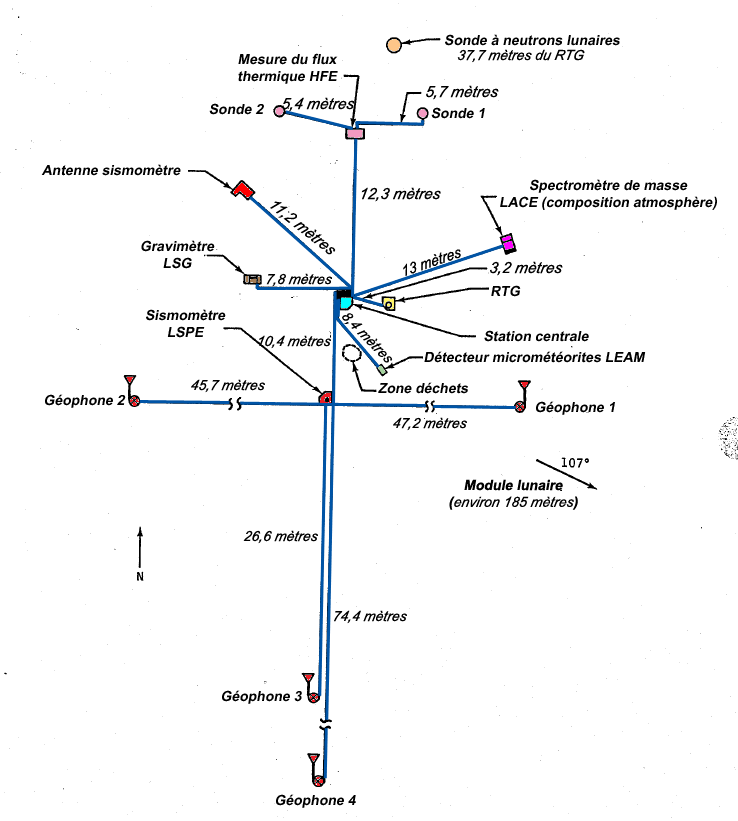
Schéma 1 : disposition des équipements et du câblage de l'ALSEP sur le sol lunaire.

#### Les autres expériences scientifiques sur le sol lunaire

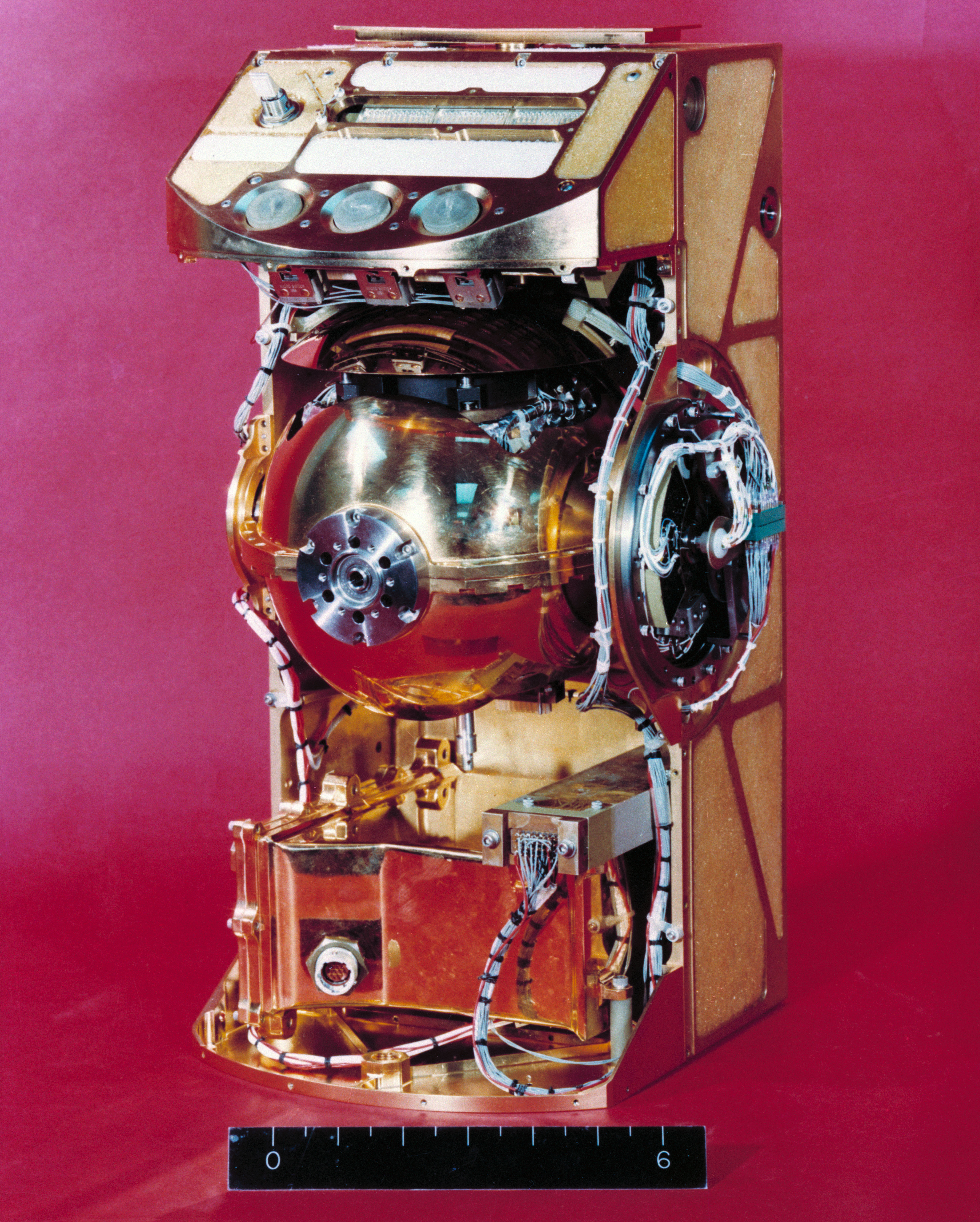
Le gravimètre portatif utilisé durant les excursions en rover pour mesurer la gravité locale.

Durant leur séjour à la surface de la Lune, les astronautes utilisent d'autres instruments scientifiques pour recueillir des données :
- le rover lunaire emporte un gravimètre (Traverse Gravimeter) qui doit permettre de mesurer les variations du champ de gravité lunaire sur les différents sites étudiés au cours des excursions des astronautes. Cet instrument est susceptible de fournir un éclairage sur la structure interne de la Lune. L'utilisation de l'instrument nécessite que le rover soit à l'arrêt[32] ;
- l'instrument SEP (Surface Electrical Properties) permet de mesurer les propriétés électriques du sol lunaire à différentes profondeurs. Elles sont compilées avec les données fournies par le gravimètre et le sismomètre actif, ces informations permettant de fournir une modélisation géologique des couches supérieures de la Lune. L'instrument comprend un émetteur envoyant successivement des ondes sur plusieurs fréquences comprises entre 1 et 32 MHz. L'émetteur est déployé sur le sol de la Lune à une centaine de mètres du module lunaire ; un récepteur embarqué sur le rover lunaire enregistre les ondes transmises directement et indirectement via le sol. Ces données et la localisation des différentes mesures en réception sont enregistrées et ramenées sur Terre pour être exploitées[33] ;
- la sonde à neutrons lunaires est chargée de déterminer le volume de neutrons captés par le régolite lunaire. Il comprend une tige de 2,4 mètres de long pour 2 cm de diamètre, qui doit être enfoncée dans le sol durant la première sortie extravéhiculaire. Elle doit être retirée et ramenée sur Terre pour être analysée[33] ;
- le détecteur de rayons cosmiques LSCRE (Lunar Surface Cosmic Ray Experiment) est destiné à mesurer le nombre et l'énergie des particules lourdes ou très énergétiques du vent solaire. Cet équipement de petite taille (encombrement total 22,5 × 6,3 × 1,1 cm, pour une masse de 163 grammes) comprend deux capteurs composés d'une feuille de mica, installés par l'équipage au début de la première sortie extravéhiculaire, l'un sur le flanc exposé au Soleil du module lunaire, l'autre à l'ombre. Ils sont récupérés par les astronautes à la fin de la dernière sortie pour pouvoir être examinés sur Terre[34] ;
- les observations des astronautes et les photographies prises durant les sorties extravéhiculaires doivent contribuer à déterminer les caractéristiques mécaniques et physiques du sol lunaire à proximité de la zone d'atterrissage du module lunaire[33].

### Les expériences biologiques

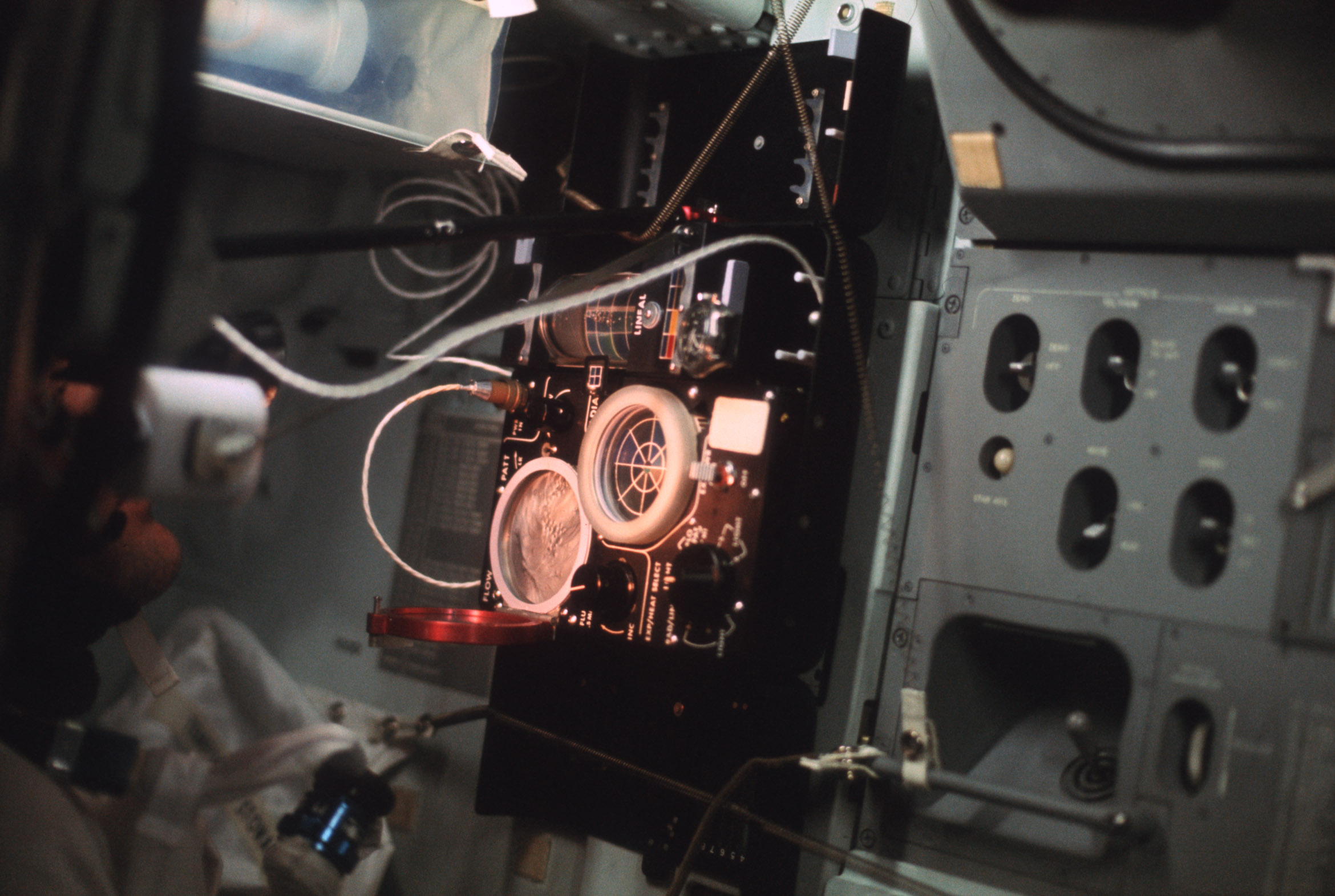
L'expérience sur la dynamique des fluides à bord du module de commande Apollo 17.

Trois des expériences de la mission Apollo 17 ont pour objectif d'analyser l'impact des rayons cosmiques sur la matière vivante ; ils sont constitués en majorité de protons expulsés par des événements astronomiques violents, et contenant suffisamment d'énergie pour bousculer la structure atomique de la matière :
- les équipages des missions Apollo précédentes avaient observé des flashs lumineux (phosphène), généralement lorsqu'ils se reposaient dans le module de commande avec les lumières éteintes. L'origine de ces phénomènes était attribuée aux rayons cosmiques par l'effet Vavilov-Tcherenkov. Durant le transit entre la Terre et la Lune, il est prévu plusieurs expériences permettant de confirmer le lien existant entre les rayons cosmiques et les flashs lumineux. Lors de l'expérience, un des astronautes doit porter sur sa tête un dispositif nommé ALFMED comportant des détecteurs capables de caractériser les rayons cosmiques incidents (date/heure, quantité d'énergie et trajectoire), tandis que les autres astronautes qui portent des masques sur les yeux signalent l'apparition de flash lumineux[35] ;
- Biocore est une expérience qui cherche à déterminer si les rayons cosmiques peuvent endommager les cellules non régénératives telles que les nerfs contenus dans l'œil et le cerveau. Cinq souris à poches — Fe, Fi, Fo, Fum et Phooey —, une espèce originaire du désert de Californie et donc très résistante, sont équipées de détecteurs de rayons cosmiques qui permettent, après la mission, de reconstituer le trajet des rayons cosmiques qui ont traversé leur crâne. Les souris sont placées dans des tubes individuels, eux-mêmes insérés dans un cylindre de 33,8 cm de long et de 17,8 cm de diamètre qui leur fournit nourriture et oxygène sans aucune intervention de l'équipage[36] :
- Biostack comprend 6 soucoupes contenant différents organismes vivants (spores, bactéries, œufs), entre lesquelles s'intercalent des détecteurs de rayons cosmiques. L'ensemble est contenu dans un cylindre en aluminium d'une masse de 2,4 kg. Biostack a déjà volé sur Apollo 16 et ne nécessite également aucune intervention des astronautes[37].

D'autres expériences biologiques sont effectuées :
- le pilote du module de commande doit tester une combinaison anti-G qu'il doit porter durant la rentrée atmosphérique, au retour de la mission sur Terre. Son efficacité doit être déterminée par le biais d'examens médicaux pratiqués sur l'astronaute immédiatement après l'amerrissage (« Splash down ») du module[38] ;
- tout au long de la mission Apollo 17, sauf durant leur séjour sur le sol lunaire, les astronautes sont soumis à une expérience portant sur les gains et les pertes métaboliques. À cet effet, ils doivent notamment prélever quotidiennement un échantillon de leur urine qui est analysé au retour sur Terre[39].

### Les autres expériences
D'autres expériences ou recueils de données à objectif scientifique sont réalisés dans le module de Commande :
- le radiomètre infrarouge et le spectromètre ultraviolet sont utilisés, après l'éjection d'une certaine quantité d'eau par le vaisseau, pour étudier l'incidence de la contamination de l'environnement proche du vaisseau sur les observations réalisées avec des instruments optiques, en prévision de la mise en œuvre de l'observatoire installé à bord de la station spatiale Skylab[40] ;
- les émissions du transpondeur en bande S du vaisseau sont utilisées pour mesurer les anomalies du champ de gravité de la Lune. Les modifications de l'orbite induites par ces irrégularités sont détectées depuis la Terre par mesure de l'effet Doppler découlant des variations du vecteur vitesse du vaisseau[41] ;
- dans le module de commande, les astronautes disposent d'un appareil photographique moyen format Hasselblad équipé d'un objectif Zeiss 80 mm qui peut être remplacé par un objectif Zeiss Sonnar de 250 mm pour les photos de la Lune ou de la Terre à grande distance, d'un Nikon F (format 35 mm) équipé d'un objectif Nikkor de 55 mm et d'une caméra 16 mm. Le module de commande est également équipé avec une caméra de télévision[42] ;
- analyse de la cratérisation du hublot du module de commande. La surface de celui-ci est analysée après le retour à Terre pour détecter les impacts de micrométéorites d'une masse supérieure à un trillionième de gramme[41] ;
- des expériences de physique portant sur l'écoulement des fluides utilisant un équipement scientifique spécial sont réalisées durant le transit entre la Terre et la Lune, pour analyser les effets de l'absence de gravité dans différents cas de figure[43].

## Lancement et transit entre la Terre et la Lune

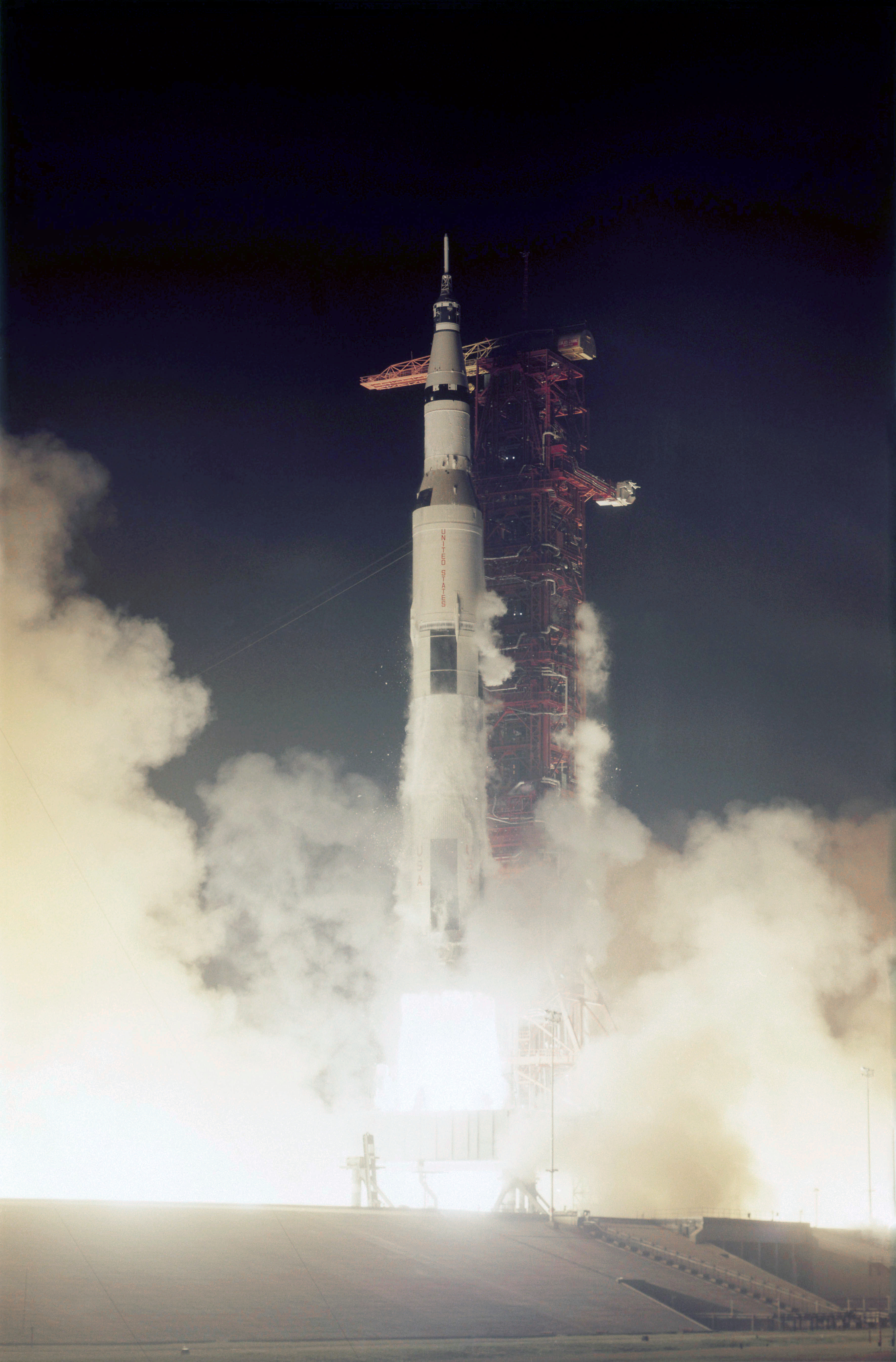
Décollage de la mission Apollo 17, le 7 décembre 1972.

La fusée Saturn V emportant le vaisseau Apollo 17 décolle du Centre spatial Kennedy le 7 décembre 1972 à 0 h 33 min 51 s (heure locale), après une première interruption du compte à rebours à 30 secondes du lancement qui s'avère due à un problème technique mineur. Malgré l'heure tardive, un demi-million de personnes font le déplacement pour observer le lancement. Ce sera le seul décollage nocturne d'une mission Apollo. La mise en orbite terrestre se déroule sans incident. Environ trois heures plus tard, le troisième étage de la fusée Saturn est rallumé pour injecter le vaisseau Apollo et le module lunaire sur une trajectoire de transit vers la Lune. Une demi-heure plus tard, le Module de commande et de service Apollo effectue la manœuvre consistant à s'amarrer tête-bêche au Module lunaire ; le troisième étage de la fusée Saturn V est largué et inséré sur une trajectoire de collision avec la surface de la Lune. L'étage s'écrase le 10 décembre 1972 sur le sol lunaire (−4,21, −12,31) à la vitesse de 2,55 km/s sous un angle de 55° par rapport à l'horizontale en dégageant une énergie de 4,71 × 1017 ergs ; l'impact, détecté par les sismomètres déposés par les missions précédentes, fournit des indications précieuses sur la structure du sous-sol lunaire. Deux heures après le début du transit vers la Lune, un des astronautes, sans doute Schmitt, réalise une photo de l'hémisphère visible de la Terre parfaitement éclairée car le vaisseau se trouve exactement sur l'axe joignant le Soleil et la Terre,. Cette photo, nommée La Bille bleue pour la ressemblance de la Terre avec un élément du jeu de bille, devient très rapidement populaire au point d'être, selon certaines sources, la photo la plus diffusée dans le monde,,.
Une correction de la vitesse d'environ 3 m/s est effectuée à mi-distance entre la Terre et la Lune pour parfaire la trajectoire. Le 10 décembre, le moteur principal SPS du vaisseau Apollo est allumé pour réduire la vitesse de 908 m/s, afin de l'insérer sur une orbite lunaire de 315 × 95 km ; celle-ci est abaissée à 109 × 28 km environ 4 heures plus tard en modifiant à nouveau la vitesse de 61 m/s. Par rapport aux missions précédentes, les différents manœuvres aboutissant à l'atterrissage ont été optimisées pour permettre au module lunaire de se poser dans la vallée au plus près du point visé : les orbites ont été modifiées pour augmenter la marge de carburant disponible à l'approche du sol, et une connaissance plus précise du champ de gravité lunaire a été affinée pour réduire les manœuvres de correction de vitesse,. Après avoir séjourné durant 17 heures sur cette orbite, Cernan et Schmitt embarquent dans le module lunaire Challenger puis déclenchent la séparation avec le module de Commande et de Service. Ce dernier remonte sur une orbite plus circulaire de 100 × 81 km. De son côté, Cernan déclenche 5 minutes après la séparation un changement d'orbite qui abaisse le périgée de celle-ci à 11,5 km. Une heure plus tard, alors que le vaisseau se situe à son point bas par rapport au sol, Cernan, qui pilote le module lunaire, déclenche la propulsion principale pour annuler la vitesse du vaisseau spatial. L'équipage corrige d'un kilomètre la trajectoire qui a été calculée automatiquement par l'ordinateur du bord. L'atterrissage se déroule sans incident notable et le module lunaire se pose par 20,16528, 30,76583 exactement à l'endroit prévu, alors qu'il reste une marge confortable de 117 secondes d'ergols dans les réservoirs,.

## Le séjour sur la Lune
Cernan et Schmitt séjournent trois jours complets sur la Lune, ce qui est le maximum autorisé par les réserves de consommables emportés par le module lunaire. Ils vont effectuer au cours de cette période trois sorties extravéhiculaires sur le sol lunaire d'une durée totale de 22 heures et 4 minutes. Apollo 17 est la troisième et dernière mission consécutive à faire usage du rover lunaire mis au point dans le cadre du programme Apollo pour le déplacement des astronautes. Le rover va parcourir une distance cumulée de 35,9 km en 4 h 26 min, établissant un nouveau record dans ce domaine. Cernan et Schmitt s'éloignent jusqu'à 7,6 km du module lunaire.
| Temps écoulé | Date (UTC)      | Événement                                     | Durée sortie | Distance (rover) | Roches lunaires |
| ------------ | --------------- | --------------------------------------------- | ------------ | ---------------- | --------------- |
| 0 h 0        | 7/12 à 5 h 33   | Décollage du centre spatial Kennedy           |              |                  |                 |
| 110 h 21     | 11/12 à 19 h 55 | Atterrissage sur la Lune                      |              |                  |                 |
| 114 h 22     | 11/12 à 23 h 56 | Début de la première sortie extravéhiculaire  | 7 h 12       | 3,3 km           | 14,3 kg         |
| 137 h 55     | 12/12 à 23 h 29 | Début de la seconde sortie extravéhiculaire   | 7 h 37       | 20,3 km          | 34,1 kg         |
| 160 h 53     | 13/12 à 22 h 25 | Début de la troisième sortie extravéhiculaire | 7 h 15       | 12,1 km          | 62 kg           |
| 185 h 22     | 14/12 à 22 h 54 | Décollage de la Lune                          |              |                  |                 |

### Les conditions du séjour sur le sol lunaire
Les astronautes d'Apollo 17 disposent de trois jours terrestres (75 heures) pour explorer la vallée de Taurus Littrow. Cette contrainte de temps résulte de la quantité de consommables que le module lunaire peut emporter : oxygène, énergie fournie par des batteries non rechargeables et eau destinée à l'alimentation mais également à la régulation thermique de la cabine. Durant ce laps de temps, ils effectuent trois sorties d'une durée d'environ 7 heures soit une par tranche de 24 heures. Le reste du temps est consacré à l'entretien de leurs équipements, l'alimentation et le repos. La durée d'une sortie est limitée par l'autonomie de leur combinaison spatiale de type Apollo A7LB qui, avec le système de survie, leur permet d'effectuer des séjours de 8 heures : cet ensemble qui pèse 111 kg (mais dont le poids équivaut à seulement 18 kg sur la Lune dont la gravité est un sixième de celle de la Terre), les protège du vide, leur fournit l'oxygène, absorbe la vapeur d'eau et l'oxyde de carbone et contient un émetteur/récepteur radio.
Le séjour sur la Lune se déroule durant la première moitié de la journée lunaire (durée 14 jours terrestres) pour bénéficier de l'éclairage du Soleil et ne pas subir les rigueurs de la nuit lunaire. Afin d'accélérer leurs déplacements sur le sol lunaire et accroitre leur rayon d'action sans augmenter les risques, les astronautes disposent du rover lunaire : ce véhicule rustique tout-terrain à propulsion électrique est alimenté par des batteries non rechargeables d'une capacité totale de 230 A-h ; il dispose d'une autonomie de 92 km, peut atteindre la modeste vitesse de 14 km/h et a une capacité d'emport de 490 kg qui permet de charger des outils et les échantillons de roches et de sol,.
S'orienter sur la Lune est plus difficile que sur Terre car l'absence de magnétisme naturel ne permet pas d'avoir recours à une boussole ou un compas dont le fonctionnement repose sur l'influence du champ magnétique sur un aimant ; de plus, la taille réduite de la Lune rapproche l'horizon ; celui-ci se situe à environ 3 km en terrain plat rendant plus difficile les repérages à partir des reliefs environnants. Aussi le rover est doté d'un système de navigation relativement sophistiqué composé d'un gyroscope (DG), de 4 odomètres placés sur chaque roue. Un petit ordinateur embarqué (SPU) alimenté par les données fournies par ces deux types de capteur, recalcule périodiquement la position du rover par rapport au module lunaire et alimente un compas artificiel. Les astronautes disposent par ailleurs pour les guider de dessins, établis à partir des photos effectuées depuis l'orbite au cours des missions précédentes, montrant les reliefs environnants tels qu'ils devraient leur apparaitre depuis différents points situés sur leurs parcours. Les astronautes communiquent entre eux grâce à leur émetteur-récepteur radio VHF et restent en permanence en contact avec le centre de contrôle sur Terre à Houston via un relais de télécommunications installé sur le rover ; celui-ci utilise une antenne hélicoïdale omnidirectionnelle (donc qu'il n'est pas nécessaire de pointer vers la Terre) et communique en bande S. À chaque arrêt prolongé, les astronautes modifient le pointage d'une antenne parabolique grand gain ; celle-ci est utilisée pour retransmettre les images d'une caméra de télévision qui est également installée sur le rover. Le pointage et les réglages de cette caméra peuvent être télécommandés depuis la Terre.

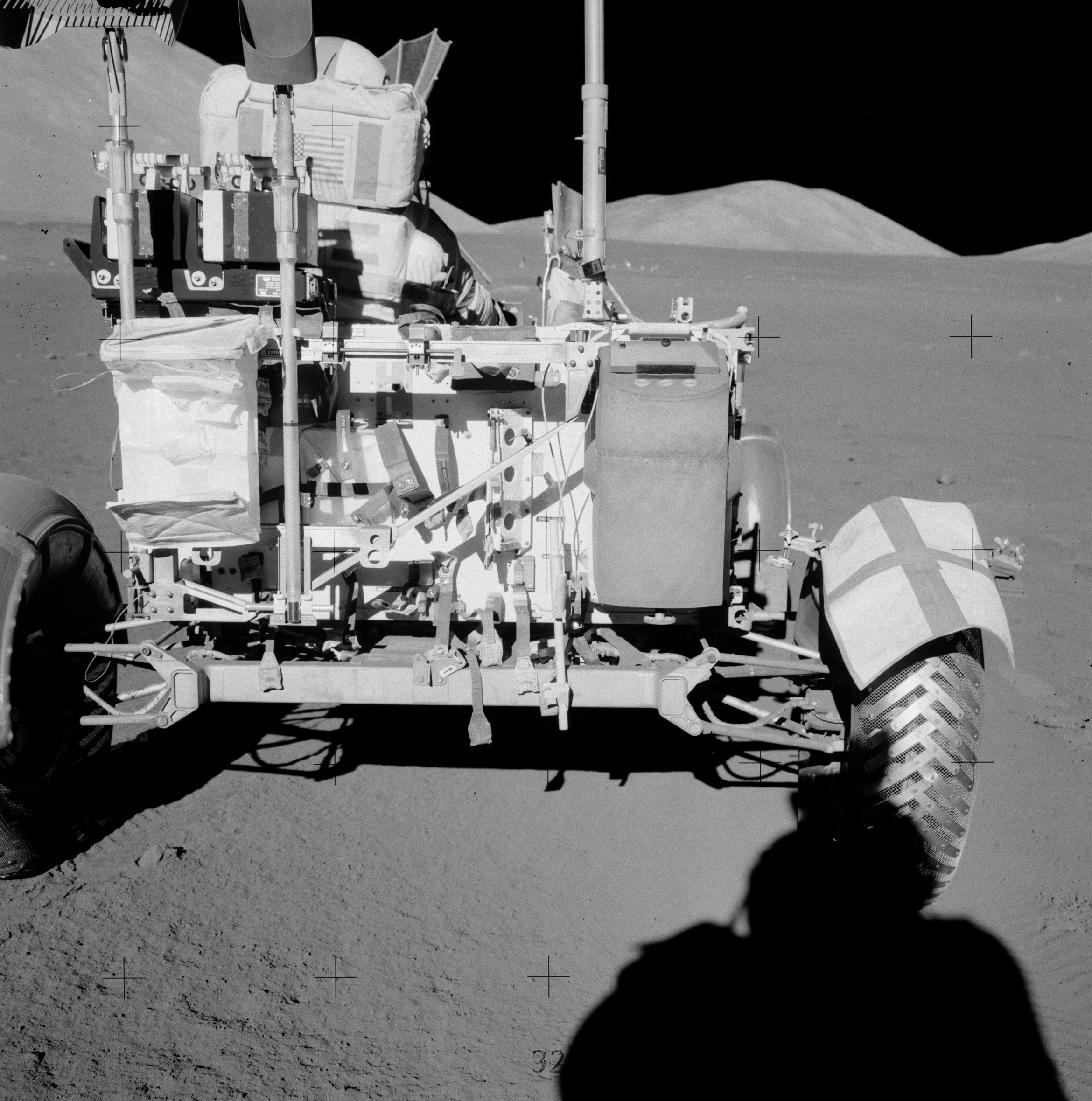
Cette vue de l'arrière du rover montre sur la droite la réparation effectuée sur le garde-boue. Le gravimètre est la boite grise à côté du garde-boue. Gene Cernan est assis à gauche. Immédiatement derrière lui se trouve le boitier contenant les charges explosives. Sur l'arrière du véhicule on distingue le râteau (à gauche) et l'écope et devant, un sac (SCB) dans lequel sont rangés les échantillons.
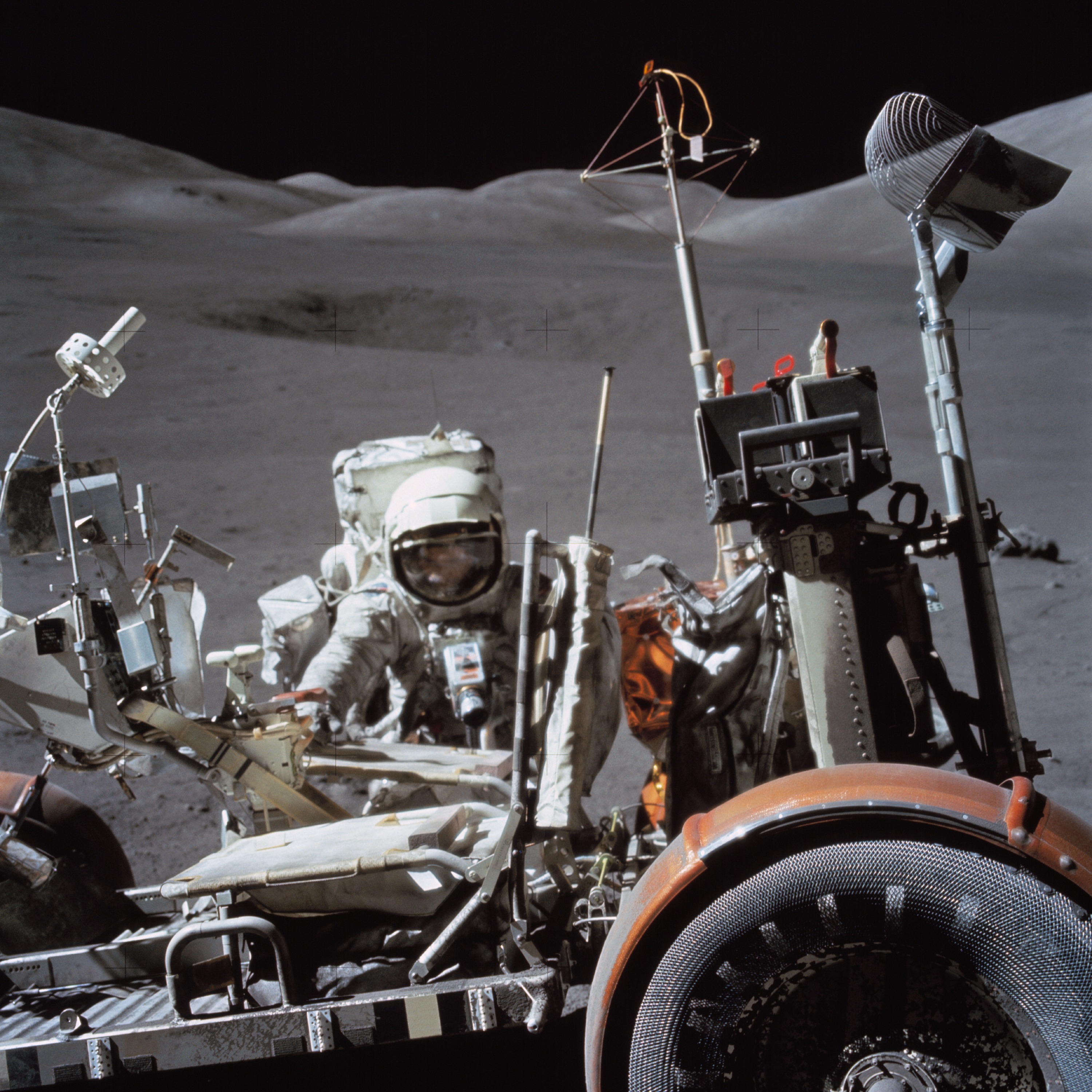
Près de la station 6 : au premier plan, on distingue à l'arrière des sièges le râteau et l'antenne de l'instrument SEP.
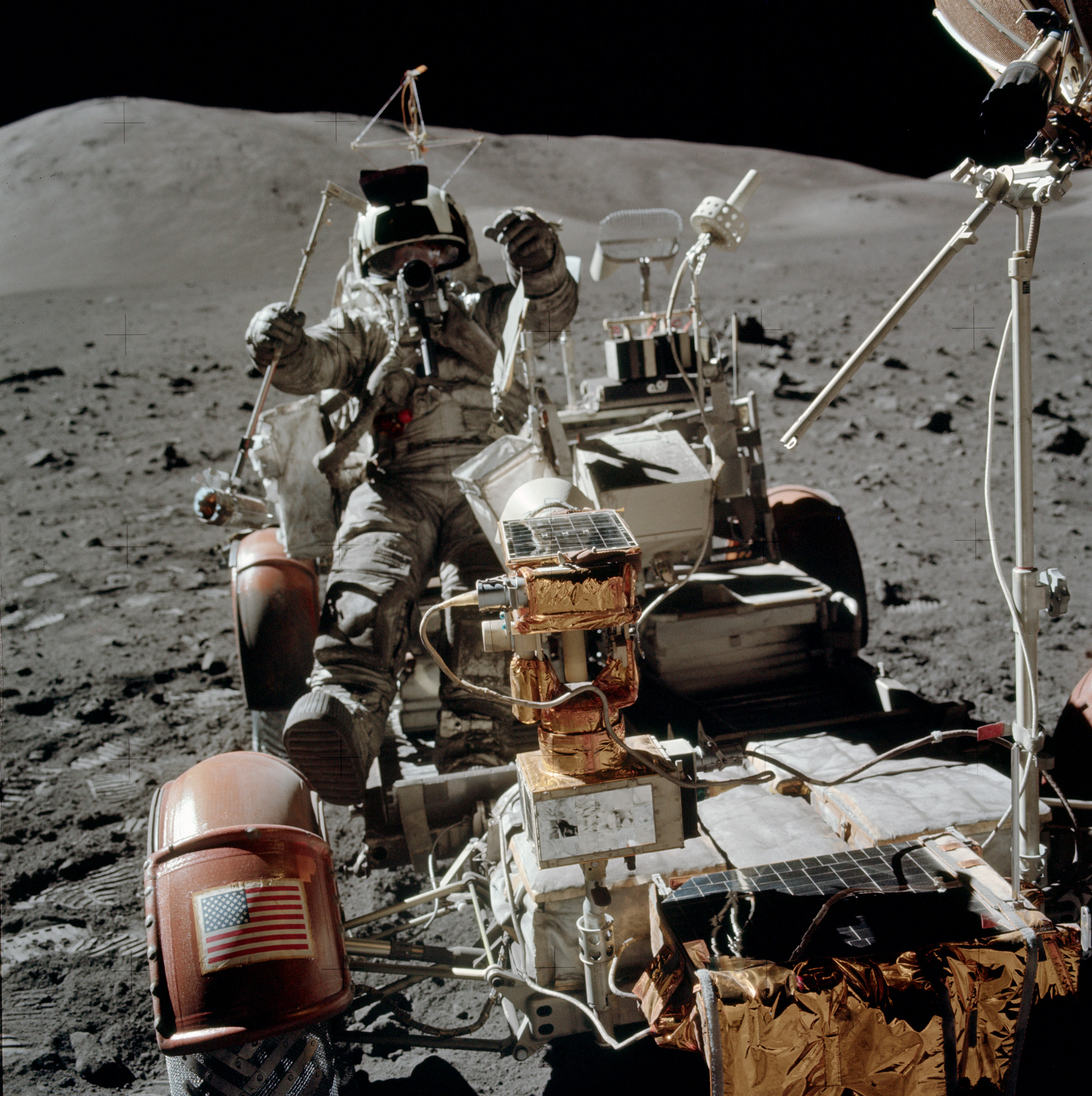
Avant du rover. Schmitt réintègre le rover en effectuant un saut ; il tient à la main l'outil lui permettant de collecter des échantillons sans descendre du rover.

Pour collecter les échantillons, les astronautes disposent de plusieurs outils :
- une écope, dont l'angle d'incidence peut être réglé pour creuser une tranchée, est utilisée pour les échantillons les plus fins et les petites roches de moins de 1,3 cm de diamètre ;
- un râteau muni d'un magasin est utilisé pour les échantillons de roches allant de 1,3  à   2,5 cm ;
- une pince permet de ramasser les échantillons dont la taille peut aller jusqu'à celle d'un poing.

L'astronaute est handicapé dans ses mouvements par la rigidité de sa combinaison, car celle-ci est pressurisée. Aussi, tous ces outils peuvent être fixés sur un manche amovible de 76 cm de long qui permet d'atteindre l'échantillon convoité. Un quatrième outil de collecte, qui inclut à son extrémité un sachet à échantillon, permet à l'astronaute de ramasser une roche ou prélever un peu de sol lunaire sans descendre du rover. Les échantillons sont placés dans des sachets individuels ou dans de rares cas dans de petits containers cylindriques étanches pour les préserver de toute contamination. Les astronautes peuvent également prélever des carottes de sol à l'aide de tubes enfoncés dans le sol à coups de marteau. Une balance utilisée pour peser les roches et un gnomon permettant de donner l'échelle ainsi qu'une référence colorimétrique d'un échantillon de roche photographié complètent cet équipement. Plusieurs appareils photographiques sont utilisés pour documenter les sites sur lesquels sont prélevés les échantillons et effectuer des panoramas : deux appareils moyen format Hasselblad 70 mm équipés d'un objectif Zeiss de 60 mm, un Hasselblad comportant un téléobjectif de 500 mm et une caméra Maurer équipé d'un objectif 10 mm. Les Hasselblad disposent d'un système d'accrochage leur permettant d'être fixés sur la combinaison des astronautes au niveau de leur poitrine ce qui libère leurs mains pour leurs travaux géologiques,.

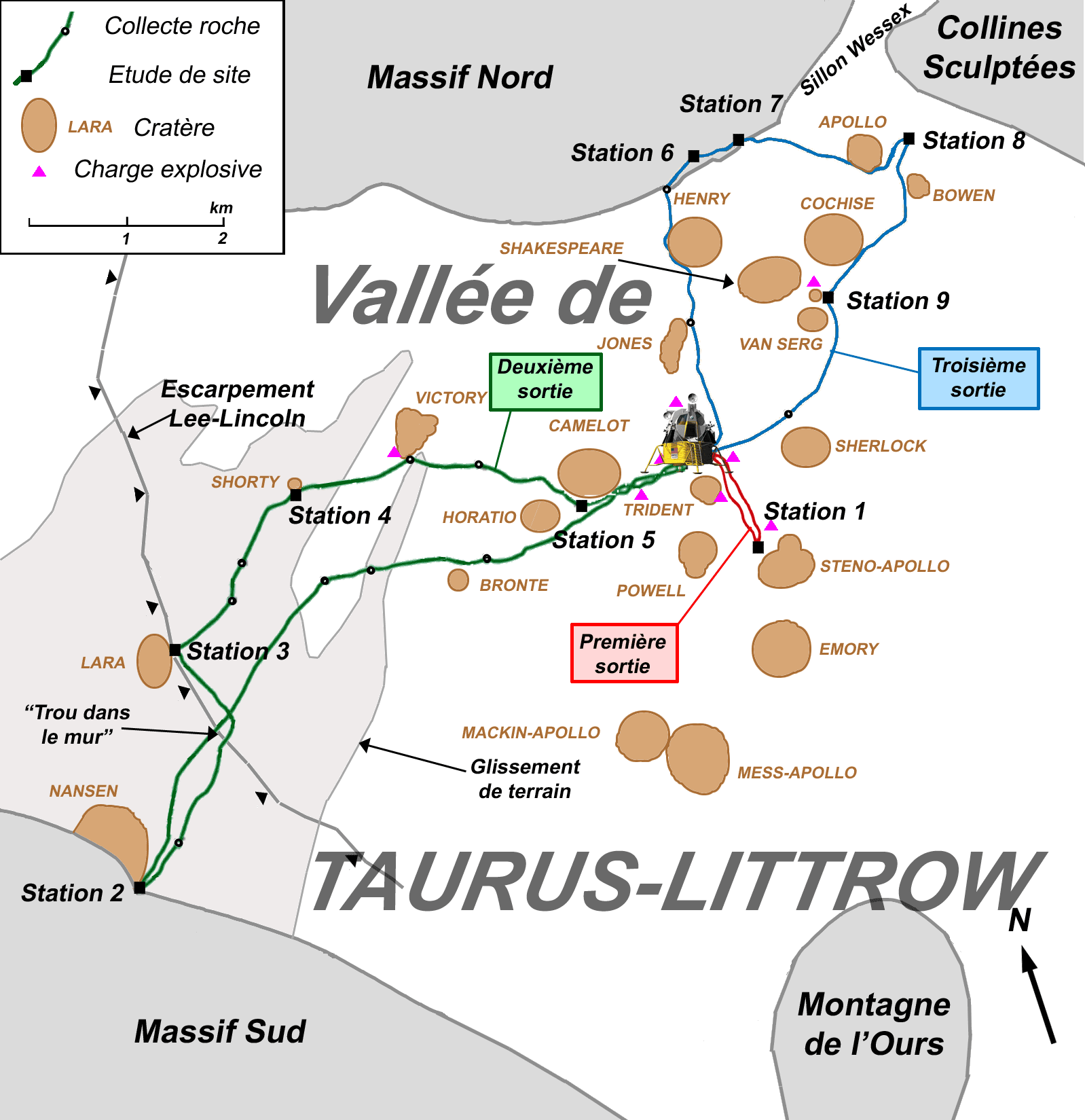
Schéma 2 : carte des sorties extravéhiculaires sur le sol lunaire.

### Première sortie extravéhiculaire

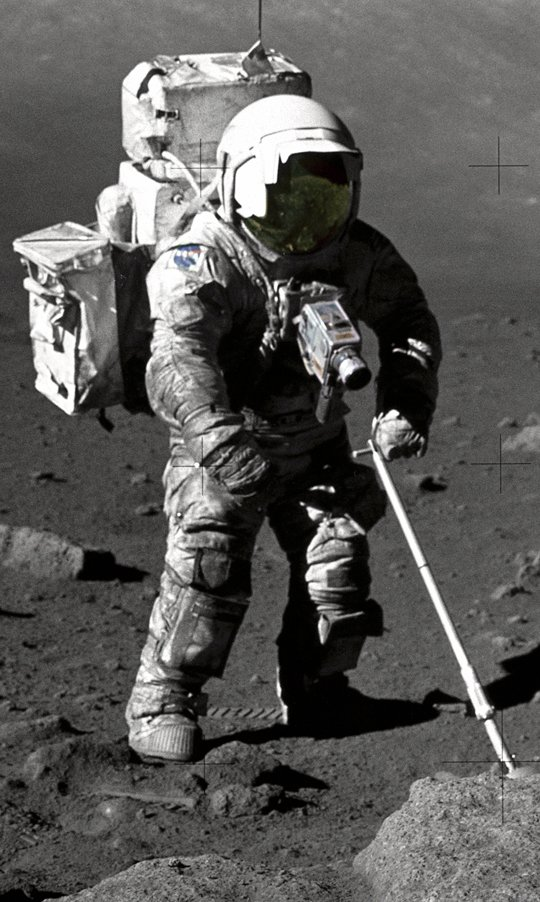
Schmitt, dont la combinaison est couverte de poussière lunaire, collecte un échantillon de roche.

#### Le montage du rover et l'installation de la station ALSEP
Environ 4 heures après avoir atterri, les astronautes entament la première sortie extravéhiculaire. Celle-ci est d'abord consacrée au montage du rover lunaire et à l'installation de l'ensemble instrumental ALSEP sur le sol lunaire. Le site retenu pour le déploiement de l'ALSEP est situé à 185 mètres à l'ouest/nord-ouest du module lunaire. Selon le planning, ces deux tâches doivent prendre 4 heures. Mais Cernan a du mal à effectuer les forages nécessaires pour l'installation des sondes de l'instrument HFE sans doute à cause des caractéristiques mécaniques du sol (la même opération avait été effectuée au cours de la mission Apollo 16, sans rencontrer de problèmes) ; cet incident entame l'heure et demie allouée durant cette sortie à la prospection géologique. Schmitt, de son côté, ne parvient pas à mettre en marche le gravimètre, qui doit détecter les mythiques ondes gravitationnelles. Il renonce après de nombreuses tentatives ; on découvrira par la suite que le problème provient d'une erreur de conception de l'instrument. Alors qu'il contourne le rover lunaire, le marteau, que Cernan porte sur le côté, arrache la partie amovible du garde-boue de la roue arrière droite du rover lunaire qui protège ses occupants des projections de particules du sol lunaire au cours des déplacements. La poussière lunaire, qui a la finesse et la consistance du graphite, s'insinue partout et adhère, au point que les astronautes ont la plus grande difficulté à s'en débarrasser. Elle bloque les articulations mécaniques, contribue à l'échauffement des appareils (la poussière absorbe la chaleur solaire), rend inopérantes les attaches velcro et les rubans adhésifs. La poussière voile les optiques des caméras et obscurcit les visières mais si on tente de l'enlever de manière trop énergique ses caractéristiques abrasives peuvent être à l'origine de rayures. Elle peut également diminuer l'étanchéité des joints (combinaison spatiale, sas du module lunaire). Cernan tente d'effectuer une réparation du pare-poussière avec un morceau de ruban adhésif mais à la fin de la sortie, alors que les astronautes sont sur le trajet du retour, la partie amovible se détache et par la suite les deux astronautes et leurs équipements sont recouverts de poussière soulevée par les roues du rover,.

#### Le cratère Steno (station 1)
L'installation de l'ALSEP ayant pris beaucoup plus de temps que prévu, l'excursion géologique programmée vers le cratère Emory, à 2,5 km du module lunaire, est remplacée par une étude du cratère Steno situé à faible distance, au milieu de la vallée Taurus-Littrow. Sur ce site, nommé Station 1, des échantillons de roche éjectée au moment de l'impact qui a créé le cratère sont collectés, une charge explosive pour l'expérience sismique est déposée et un relevé de la gravité locale est effectué à l'aide du gravimètre portatif. À la fin de la sortie, les astronautes installent l'émetteur de l'instrument SEP non loin du module lunaire. Mais la poussière lunaire couvre par la suite le récepteur du SEP, qui est installé sur le rover lunaire pour effectuer des relevés sur différents sites. Son électronique est très sensible à l'échauffement ; or, le radiateur qui doit évacuer la chaleur est régulièrement recouvert de poussière durant les déplacements malgré les séances de dépoussiérage de Cernan ; finalement, à la suite d'une surchauffe, l'instrument ne fonctionnera plus. À l'issue de cette première journée, Schmitt, le géologue de l'équipage, est frustré par les résultats obtenus : faute de temps l'équipage n'a pas trouvé de roches réellement représentatives des couches géologiques les plus profondes de la zone de hauts plateaux,.

Panorama 1 pris par Cernan à l'est de la station 1.

### Seconde sortie extravéhiculaire

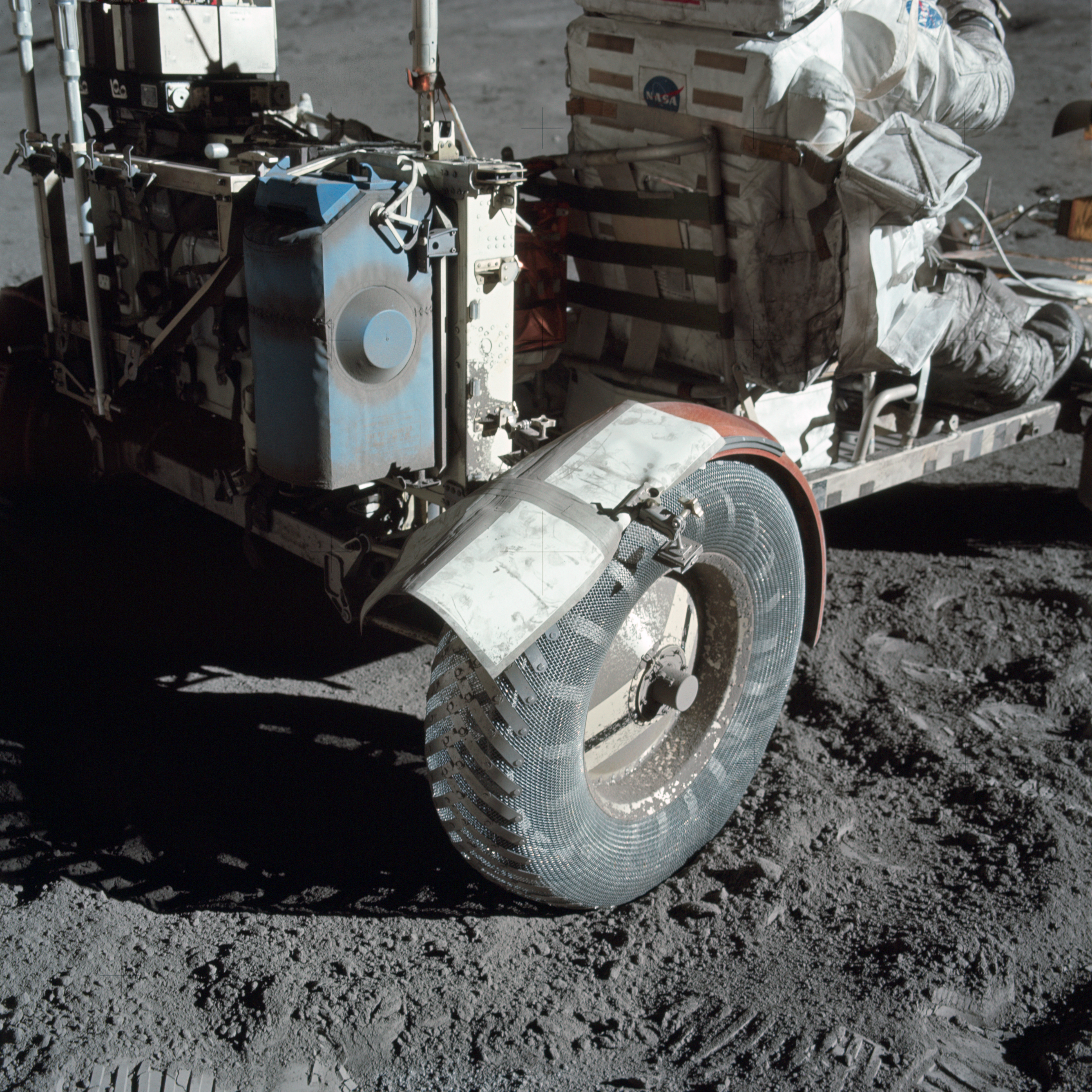
Gros plan sur le « garde-boue » de rechange réalisé en utilisant des cartes de la Lune assemblées avec du scotch et une pince.

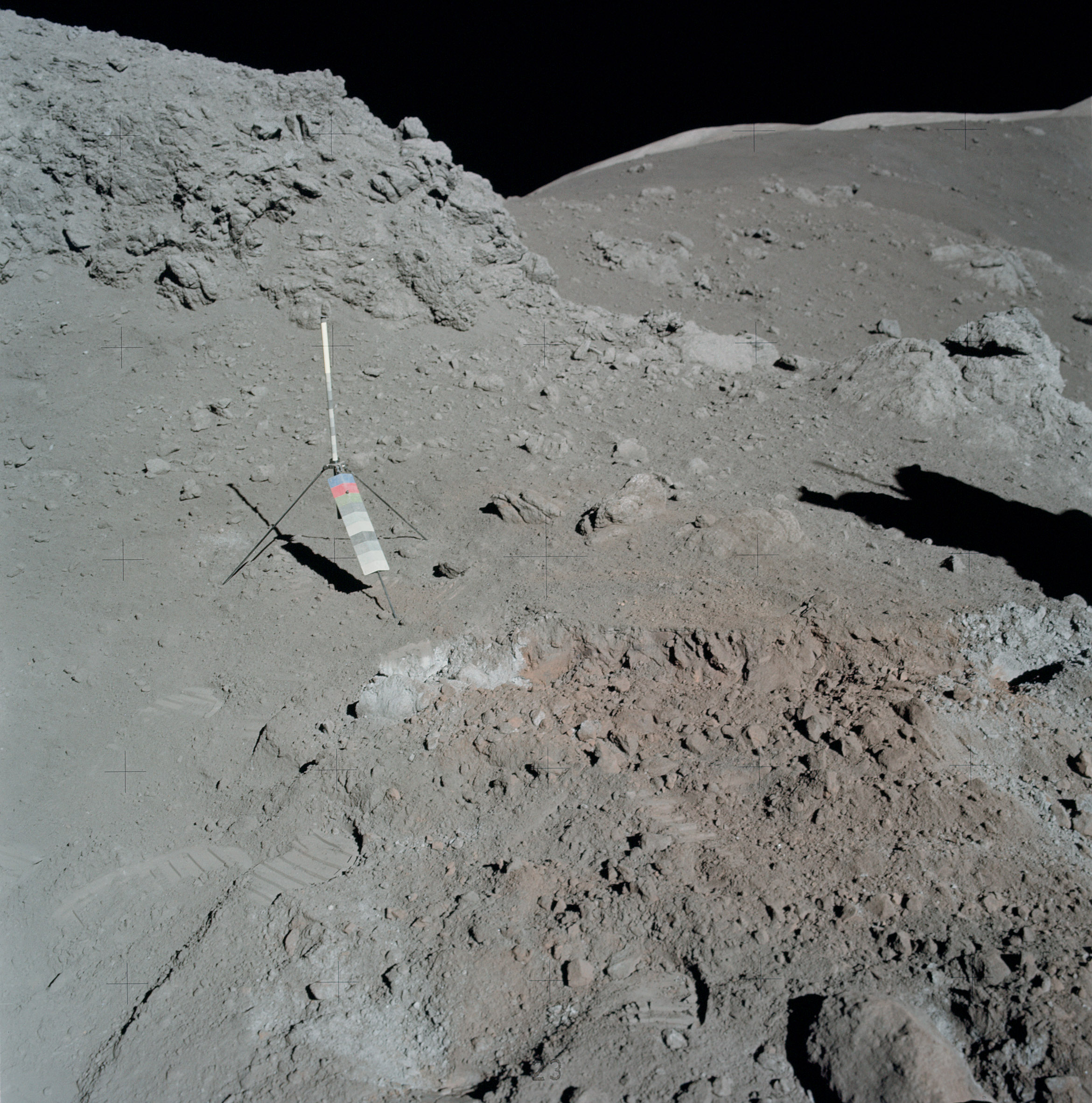
Le sol orange du cratère Shorty.

Après l'équivalent d'une nuit de repos, l'équipage entame une deuxième sortie extravéhiculaire qui doit être, cette fois-ci, entièrement destinée aux investigations géologiques. Au cours de cette sortie qui va durer 7 h 37, l'équipage va parcourir 20,4 km dans des régions situées au sud et à l'ouest de la zone d'atterrissage et explorer de manière détaillée quatre sites distincts. Durant la période de repos, Cernan s'est concerté avec le centre de contrôle à Houston sur la manière de remplacer le « garde-boue » manquant. Il bricole un « garde-boue » de remplacement avec quatre cartes lunaires assemblées par des pinces prélevées sur un des équipements du module lunaire,.

#### Au pied du massif sud: le cratère Nansen (station 2)
Après avoir embarqué dans le rover lunaire, les astronautes se dirigent d'abord vers le cratère Nansen et le pied du Massif Sud. Ils parcourent 6 km vers l'ouest jusqu'à un endroit, nommé « Trou dans le mur » où la pente est suffisamment faible pour permettre au rover lunaire de franchir l'escarpement Lee-Lincoln de 80 mètres de haut qui barre la vallée selon un axe nord sud. Ce type de formation géologique présent à de nombreux endroits sur la Lune, résulte de la contraction de la Lune à la suite du refroidissement progressif de son noyau. Une fois arrivé à son sommet, les deux astronautes parcourent encore un kilomètre avant d'arriver au pied du massif Sud pour leur premier arrêt de la journée nommé Station 2. Le massif Sud, qui borde la mer de la Sérénité, a été formé selon les théories en vigueur à l'époque par le soulèvement du socle lunaire d'origine au moment de l'impact qui a créé la mer ; il devrait donc être composé de roches antérieures à la formation de la mer dont la collecte est un des objectifs majeurs de la mission. Sur le site qu'ils viennent d'aborder, un éboulement de terrain a mis à leur portée des blocs de roches provenant du sommet du massif. Le lieu se révèle effectivement très riche sur le plan géologique et les responsables de la mission à Houston acceptent d'accorder plus de temps aux astronautes pour l'exploration de la zone en restant toutefois dans les limites de sécurité définies pour faire face à une panne du rover lunaire. Deux types de roche semblent être typiques du lieu mais il est aujourd'hui certain que le Massif Sud est constitué de brèches. Après avoir achevé la collecte des échantillons et effectué des mesures de gravité, les astronautes reprennent la route en sens inverse pour un arrêt qui aura duré 64 minutes mais qui leur a semblé bien court compte tenu de l'intérêt du site. Juste avant de franchir à nouveau l'escarpement, les astronautes effectuent un bref arrêt à 600 mètres au nord-est du cratère Nansen pour mesurer la gravité à l'aide du gravimètre portatif. Cette mesure impose un temps d'attente de plusieurs minutes. Schmitt en profite pour effectuer des prélèvements du sol depuis le siège du rover tandis que Cernan réalise des photos après être descendu du rover. Lorsque ce dernier veut remonter dans le véhicule, il procède comme habituellement : compte tenu de la rigidité de la combinaison spatiale et de la faiblesse de la gravité, l'astronaute se tient d'une main à la console centrale, effectue un saut en l'air en donnant une poussée latérale et en levant les jambes pour retomber sur le siège. Mais Cernan manque sa manœuvre et chute par terre sans gravité. En tombant il retourne en partie la couche superficielle du sol lunaire et fait apparaitre un matériau très clair. Comme il s'agit sans doute de sol inaltéré en provenance du glissement de terrain qui recouvre cette partie de la vallée, un échantillon est prélevé. Les astronautes remettent en marche le rover et entament la descente de l'escarpement ; Cernan en profite pour pousser une pointe de vitesse à 18 km/h qui constitue le nouveau record de vitesse officieux sur la Lune,.

#### Le cratère Lara (station 3)
Le site d'exploration suivant est atteint après un parcours de quelques centaines de mètres : la station 3 est située au pied de l'escarpement à 50 mètres de la paroi est du cratère Lara. Il a été décidé que la durée de cet arrêt serait raccourcie (20 minutes au lieu des 45 planifiées) pour compenser le temps passé à la station 2. Les scientifiques sur Terre ont demandé le prélèvement d'une carotte du sol de 60 cm, une photographie panoramique et une mesure du champ de gravité. Cernan prend en charge le prélèvement de la carotte qui lui prend 20 minutes car on lui a demandé de stocker la partie inférieure de l'échantillon dans un container étanche tandis que Schmitt collecte des échantillons de roches. Mais ce dernier a le bras engourdi et ne maitrise pas encore complètement les techniques permettant de compenser la rigidité de sa combinaison et la faiblesse de la gravité. À sa grande frustration, il effectue une chute spectaculaire mais sans gravité et doit se faire aider par Cernan pour ramasser les sachets contenant les échantillons déjà collectés qui sont tombés du sac et se sont éparpillés sur le sol. L'arrêt a finalement duré 37 minutes lorsque Cernan et Schmitt reprennent le rover pour atteindre leur prochaine destination, le cratère Shorty (station 4),.

#### Le sol orange du cratère Shorty (station 4)
Le cratère Shorty est une destination importante car les photos prises depuis l'orbite ont mis en évidence un matériau sombre qui pourrait, selon certains scientifiques, être la manifestation d'un phénomène volcanique plus ou moins récent. Certains espèrent même qu'il s'agit d'un évent volcanique. Dès son arrivée sur place, Schmitt constate avec enthousiasme qu'une bande de matériau de couleur orangée fait le tour du cratère. En creusant une petite tranchée, l'astronaute découvre que le matériau sous-jacent est rouge, manifestation probable d'un événement volcanique. Pour bien mettre en évidence les nuances de couleur, ces photos sont réalisées avec le gnomon dans le champ de la caméra : ce dispositif fournit un référentiel pour estimer la taille des objets photographiés mais également une palette de couleurs et de gris qui permet de corriger les couleurs des photos en laboratoire en étant fidèle à l'original. Plusieurs échantillons du sol rouge sont prélevés ainsi qu'une carotte de 60 cm à la demande des scientifiques présents au centre de contrôle de Houston. Les analyses postérieures montreront que le sol rouge, mais également le sol très sombre également présents sur le site, sont effectivement du verre volcanique ; mais contrairement aux espoirs de certains scientifiques qui pensaient voir là la manifestation d'un volcanisme récent, le verre s'est formé il y a des milliards d'années et a été enfoui par la suite sous la lave. La couche de verre est restée préservée jusqu'à ce qu'elle soit mise au jour, il y a 19 millions d'années, par l'impact de la météorite à l'origine du cratère Shorty. Les deux astronautes ont pris beaucoup de retard sur le planning et ne disposent que d'une trentaine de minutes pour travailler : ils sont encore à 4 km de leur base c'est-à-dire deux heures de marche en cas de panne du rover lunaire et leurs réserves d'oxygène ne leur accordent pas beaucoup de marge dans ce scénario. Cernan prend néanmoins le temps de réaliser un panorama du site depuis le rebord sud-est du cratère (Panorama 2),.

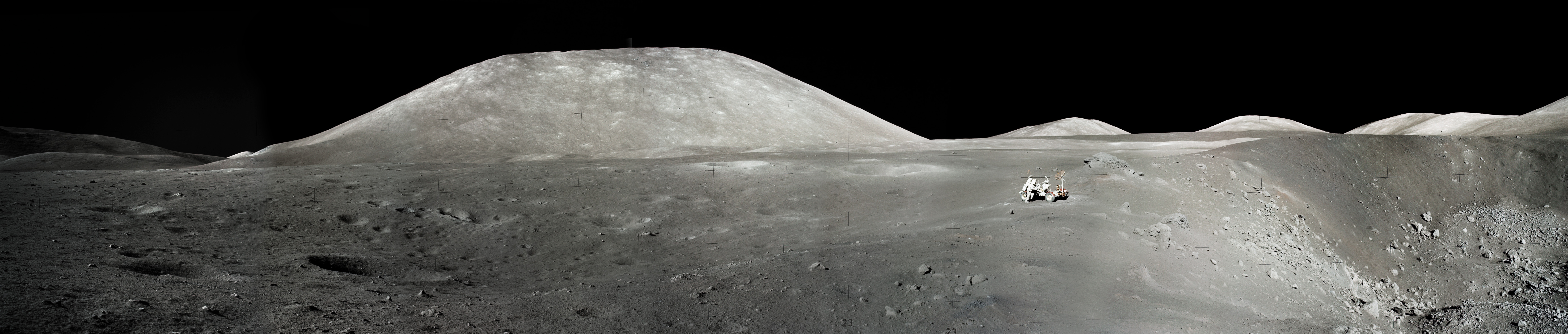
Panorama 2 pris par Cernan près de la station 4 : à droite le cratère Shorty et dans le fond à une distance de 6 km la montagne Family.

#### Le cratère Camelot (station 5)
Les deux astronautes prennent ensuite la direction du module lunaire ; après avoir effectué des arrêts brefs pour déposer une charge sismique puis collecter des roches sans descendre du rover, ils arrivent à proximité du cratère Camelot, le dernier site du jour (station 5). Selon les planificateurs de la mission, ce cratère de grande taille (600 mètres de diamètre) doit être suffisamment récent pour qu'on puisse trouver parmi les éjectas, des roches expulsées par l'impact depuis une profondeur de 150 mètres. En passant devant le cratère à l'aller sur le chemin de la station 2, les astronautes ont repéré un vaste champ de rochers de grande taille au sud-ouest du cratère. Ils se dirigent donc immédiatement vers cette zone. Il s'agit bien de la roche dominante dans la vallée et l'absence énigmatique de basalte à grain fin (refroidi rapidement), qui devrait normalement être également présent, se confirme. Schmitt et Cernan collectent durant une vingtaine de minutes au milieu des éboulis des échantillons de roches et de sol avec une grande efficacité puis reviennent en chantant au rover. Les roches ramassées se révèlent du même type que celles collectées à la station 1 et sur le site où l'ALSEP a été déployé : il s'agit toujours d'un basalte à gros grain qui s'est formé en se refroidissant très lentement,.

### Troisième sortie extravéhiculaire

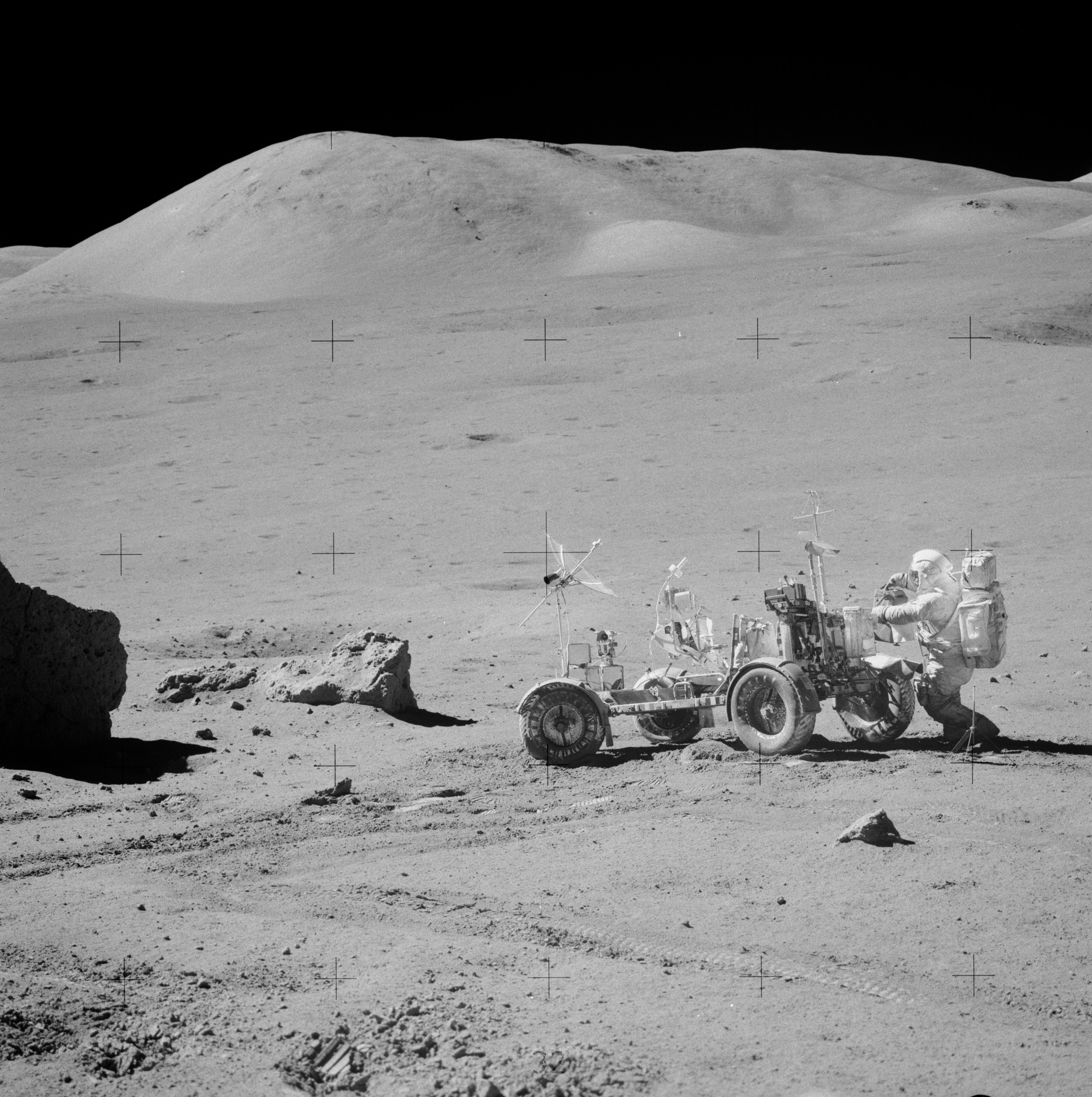
Cernan et le rover lunaire près de la station 6.

Le programme de la troisième et dernière sortie extravéhiculaire est tout aussi ambitieux que le précédent et les résultats des investigations géologiques effectuées vont être également très satisfaisants. Les astronautes mettent cette fois le cap vers le massif Nord dont ils vont explorer les marges.

#### Le rocher de Tracy (station 6)
Les astronautes se dirigent d'abord vers la base du massif Nord à environ 3 km au nord du module lunaire puis traversent une pente sur environ 400 mètres vers le nord-est pour atteindre un gros rocher en partie éclaté qui a été repéré sur des photos prises depuis l'orbite par Apollo 15 et qui constitue le premier arrêt de la journée (station 6). Une fois descendu du rover, la pente s'avère beaucoup plus forte que prévu et les astronautes doivent parfois se pencher en avant pour se maintenir debout durant leur travail de collecte. Sur place, les astronautes constatent que, comme d'autres gros rochers observés précédemment, celui qui est leur cible du moment, a dévalé la montagne en laissant une trace très nette avec parfois des cuvettes aux endroits où il a rebondi. Il s'est arrêté à un endroit où la pente s'adoucit après avoir éclaté en 5 morceaux dont le plus important fait 6  à   10 mètres de côté. Il est constitué en grande partie de brèches (débris de roches agglomérés par un matériau formant du ciment) dont la genèse semble initialement énigmatique. Au bout d'une heure d'exploration, Schmitt avance une explication quant à l'origine des roches : l'impacteur qui a créé la mer de la Sérénité a fracassé des couches rocheuses profondes constituées elles-mêmes de brèches nées d'impacts antérieurs ; la surrection des massifs due à l'impact s'est accompagnée de flots de roches fondues qui se sont infiltrées dans les fractures donnant naissance aux types de roche observés. Alors que Schmitt continue son travail de collecte, Cernan réalise la fameuse photo panoramique du rocher auprès duquel se tient Schmitt avec en arrière-plan la vallée de Taurus-Littrow (panorama 3) ; mais il n'a pas le temps d'inscrire le prénom de sa fille Tracy dans la poussière lunaire, comme il en avait l'intention, pour baptiser le rocher. Les astronautes sont arrivés au bout du temps qu'ils peuvent consacrer à l'exploration du site et regagnent le rover. Celui-ci est arrêté à mi-pente et Schmitt qui se trouve du côté de l’à-pic n'ose pas sauter sur son siège car il craint de manquer sa manœuvre et de chuter jusqu'au pied de la colline. Il décide de descendre la pente à pied où il est rejoint par Cernan au volant du rover. Le contrôle de mission à Houston décide d'abréger l'exploration du site suivant (station 7) pour gagner du temps : le rocher de Tracy a fourni de nombreuses informations sur la géologie du lieu et ce site, situé à quelques centaines de mètres à l'est, ne devrait pas apporter de grande nouveauté. Par rapport à la station précédente, la pente du site est moins accentuée et elle ne pose aucun problème aux astronautes. Schmitt prélève quelques échantillons de roche puis le rover se dirige vers le site de Sculptured Hills,.

Panorama 3. Schmitt et le rocher de Tracy photographiés près de la station 6.

#### Sculptured Hills (station 8)
Sculptured Hills (« les Collines Sculptées ») est un relief situé au nord-est du module lunaire. Aucune formation géologique intéressante n'a pu être repérée sur les photos prises depuis l'orbite et le choix de la zone d'exploration est laissé à l'appréciation de Schmitt et Cernan. Sur place les astronautes ne découvrent que quelques rochers qui pour la plupart proviennent manifestement de la vallée. Toutefois, un rocher situé à une cinquantaine de mètres au-dessus de l'endroit où stationne le rover attire l'attention de Schmitt qui commence à escalader le relief suivi peu après par Cernan. La pente est rude mais les deux astronautes parviennent à leur but sans avoir dépassé la limite des 130 battements cardiaques par minute. Le rocher est un morceau du vieux socle lunaire enrobé d'une couche vitrifiée : il a manifestement été projeté sur la colline depuis un autre lieu à la suite d'un impact. Après avoir prélevé quelques échantillons, les deux astronautes redescendent joyeusement la pente en effectuant des bonds les jambes jointes à la manière d'un kangourou,.

#### Le cratère Van Serg (station 9)

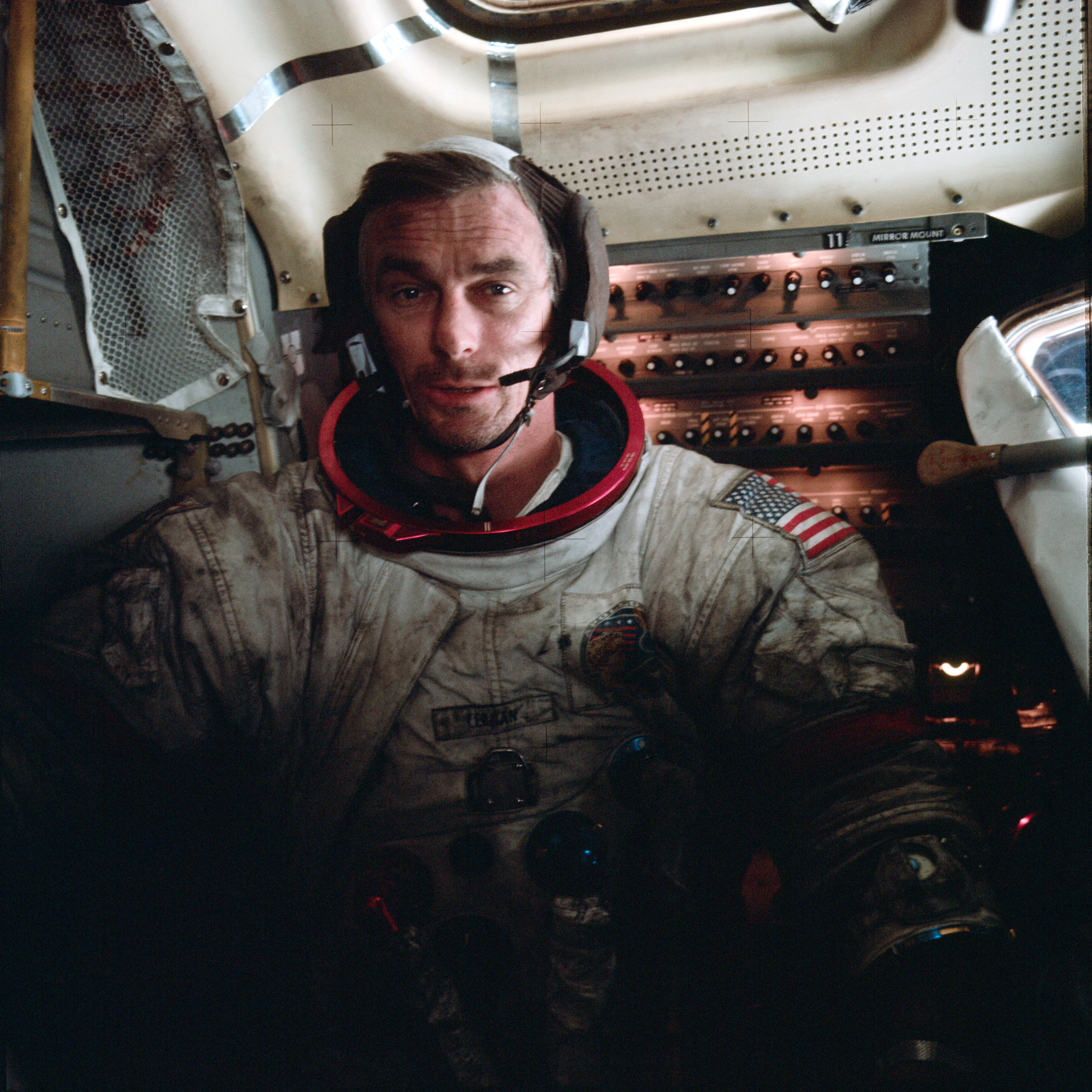
Cernan les traits marqués et couvert de poussière, photographié dans le module lunaire à l'issue de la troisième sortie.

Le petit cratère de Van Serg a été sélectionné pour les mêmes raisons que le cratère Shorty : les photos prises depuis l'orbite montrent un matériau sombre qui pourrait avoir une origine volcanique. Lorsqu'ils arrivent à proximité du cratère, les astronautes constatent que le sol est parsemé de roches ayant la taille d'un ballon de football. Compte tenu de la garde au sol du rover (35 cm), Cernan doit zigzaguer pour se rapprocher du cratère. Une fois arrêté, Cernan s'attelle au dépoussiérage du rover rendu d'autant plus nécessaire que le garde-boue de substitution ne joue plus son rôle. Sur le site il n'y a aucune trace d'un matériau rouge similaire à celui de Shorty ce qui exclut l'hypothèse d'une origine volcanique. Les rochers éparpillés, contrairement à ce qui est attendu, ne sont pas du basalte issu du socle rocheux sous-jacent. Les éjectas semblent avoir subi un choc violent. Ils sont généralement constitués de fragments de couleur claire noyés au sein d'un matériau plus sombre ; ils sont fragiles et peuvent être facilement brisés en morceaux. Schmitt émet l'hypothèse que l'impacteur a frappé une zone de la surface où le socle basaltique sous-jacent était remplacé par de la brèche. Schmitt et Cernan ramassent quelques échantillons de roches et effectuent deux panoramas,.
Les astronautes comme le contrôle au sol sont désorientés par ce puzzle géologique et ne savent pas si le site nécessite finalement de plus amples investigations. Par ailleurs, le dernier arrêt qui avait été programmé avant le lancement de la mission et qui est situé près du cratère Sherlock (station 10) présente un intérêt scientifique réduit du fait des découvertes réalisées sur les autres sites en plaine et le contrôle au sol décide de l'abandonner. Schmitt commence à effectuer des prélèvements d'échantillons systématiques sur une ligne qui va du cratère Van Serg au rover. Il manque de tomber sur les roches qui parsèment le sol en tentant de ramasser un de ses instruments. Les astronautes travaillent depuis 5 heures de manière intensive sur des zones pentues nécessitant un effort accru et la fatigue commence à se faire sentir. En ramassant un échantillon du sol, Schmitt découvre un matériau très blanc à quelques centimètres de profondeur. Cette découverte remotive les deux astronautes qui commencent à creuser une tranchée malgré l'opposition de Houston qui s'inquiète de leur fatigue et souhaiterait interrompre la sortie. Finalement, les géologues à Houston décident de prolonger l'investigation et demandent à Schmitt et Cernan de prélever une carotte du sol sur 60 cm de profondeur et de ramasser quelques-unes des roches de la taille d'un ballon. L'analyse de ces roches permettra de déterminer par la suite qu'il s'agit de régolite compressé par l'impact. La météorite à l'origine du cratère a sans doute heurté le sol en un lieu où s'étaient superposées plusieurs couches de régolite à la suite d'impacts antérieurs,.
Avant de réintégrer pour la dernière fois le module lunaire, une petite cérémonie a lieu pour commémorer l'achèvement des missions lunaires du programme Apollo. Cernan dévoile une plaque fixée sur le train d'atterrissage du module lunaire : sur celle-ci figurent des représentations des deux hémisphères de la Terre ainsi que de la face visible de la Lune avec l'emplacement des différents sites d'atterrissage accompagnés d'un message signé des trois astronautes et du président Nixon. Celui-ci est lu par Cernan : « Ici l'homme a achevé sa première exploration de la Lune, décembre 1972. Que l'esprit de paix dans lequel nous sommes venus s'étende à l'ensemble de l'humanité. ». Après avoir effectué des photos des équipements de l'ALSEP, extrait la sonde à neutrons du sol qui doit être ramenée sur Terre et s'être quelque peu défoulés en lançant le plus loin possible le marteau et le gravimètre portable désormais inutiles, les deux astronautes réintègrent le module lunaire. Cernan est le dernier à fouler le sol lunaire ; de nos jours il est toujours le dernier homme à avoir marché sur la Lune.

## Retour vers la Terre

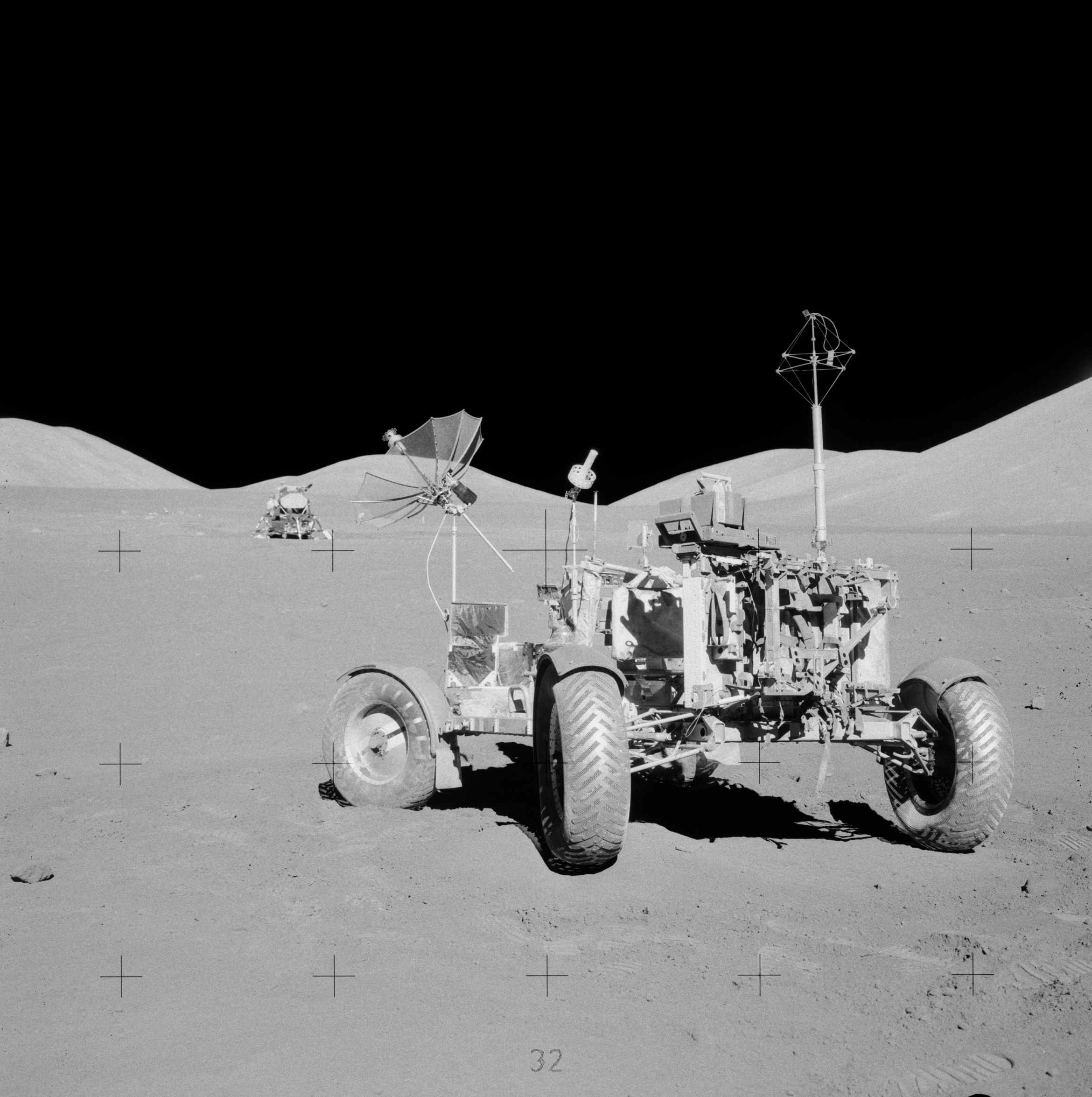
La caméra du rover, pilotée depuis la Terre, est chargée de filmer le décollage du module lunaire.

### Décollage et rendez-vous avec le module de commande
Après un séjour de 75 heures sur le sol lunaire, les astronautes redécollent à bord de l'étage de remontée du Module lunaire Apollo le 14 décembre à 16 h 55. Juste avant le décollage, ils ont dépressurisé une dernière fois la cabine pour évacuer sur le sol lunaire les équipements dont ils n'ont plus besoin afin d'alléger au maximum l'étage de remontée. Pour permettre la manœuvre de rendez-vous orbital, Evans à bord du module de Commande et de Service a de son côté réalisé successivement deux corrections de son orbite pour modifier l'altitude qui passe à 124,6 × 115,8 km et le plan orbital. Le décollage est filmé par la caméra du rover lunaire dont le pointage est télécommandé depuis le centre de contrôle de Houston. Après avoir fait fonctionner sa propulsion principale durant 7 minutes et 18 secondes, le module lunaire réussit à se placer sur l'orbite lunaire visée de 92 km (apolune) sur 17 km (périlune) ; les caractéristiques de l'orbite ont été calculées pour que le rendez-vous en orbite lunaire avec le Module de commande et de service Apollo piloté par Evans ait lieu après avoir bouclé une orbite lunaire complète. Une fois en orbite et pour parfaire sa trajectoire, Cernan effectue une correction de vitesse avec les RCS d'environ 2 m/s ; celle-ci est minime puisque la mise en orbite a nécessité un delta-v de 1 676 m/s. Les deux vaisseaux sont désormais sur une trajectoire convergente avec le LEM à 200 km en arrière mais à une altitude plus basse. Les deux vaisseaux passent derrière la Lune et durant 45 minutes les communications avec la Terre sont coupées. Lorsque les vaisseaux sont de nouveau en vue de la Terre, ils ne sont plus qu'à un peu plus de 1 km de distance l'un de l'autre et ils se rapprochent à une vitesse de 10 mètres par seconde. Cernan marque un arrêt total par rapport à sa cible à 30 mètres de distance pour contrôler visuellement la baie du module de service qui contient les instruments scientifiques puis il entame la manœuvre d’amarrage. Après une première tentative qui échoue car la vitesse relative des deux vaisseaux est trop faible pour déclencher les verrous qui sécurisent l'amarrage, le LEM parvient à s'amarrer correctement à 18 h 10. Quelques minutes après l'amarrage, le CapCom (l'interlocuteur privilégié des astronautes au Centre de Contrôle à Houston) leur lit un message du président Richard Nixon sur la signification du programme Apollo. Schmitt retient surtout à sa grande fureur que le président y annonce en filigrane que l'homme ne retournera sans doute pas sur la Lune au cours du siècle en cours,.

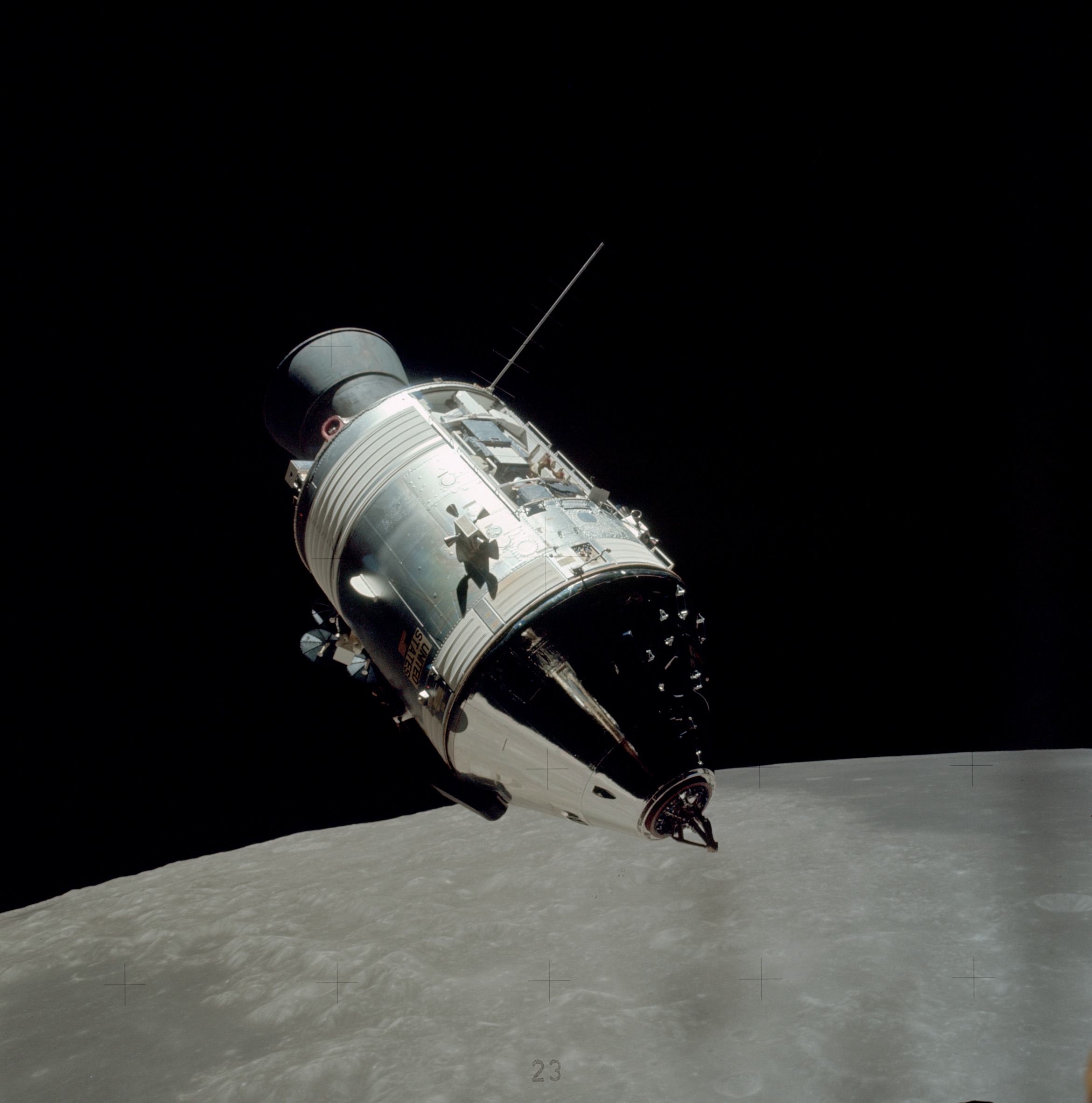
Le rendez-vous orbital entre le module lunaire et le module de commande et de service.
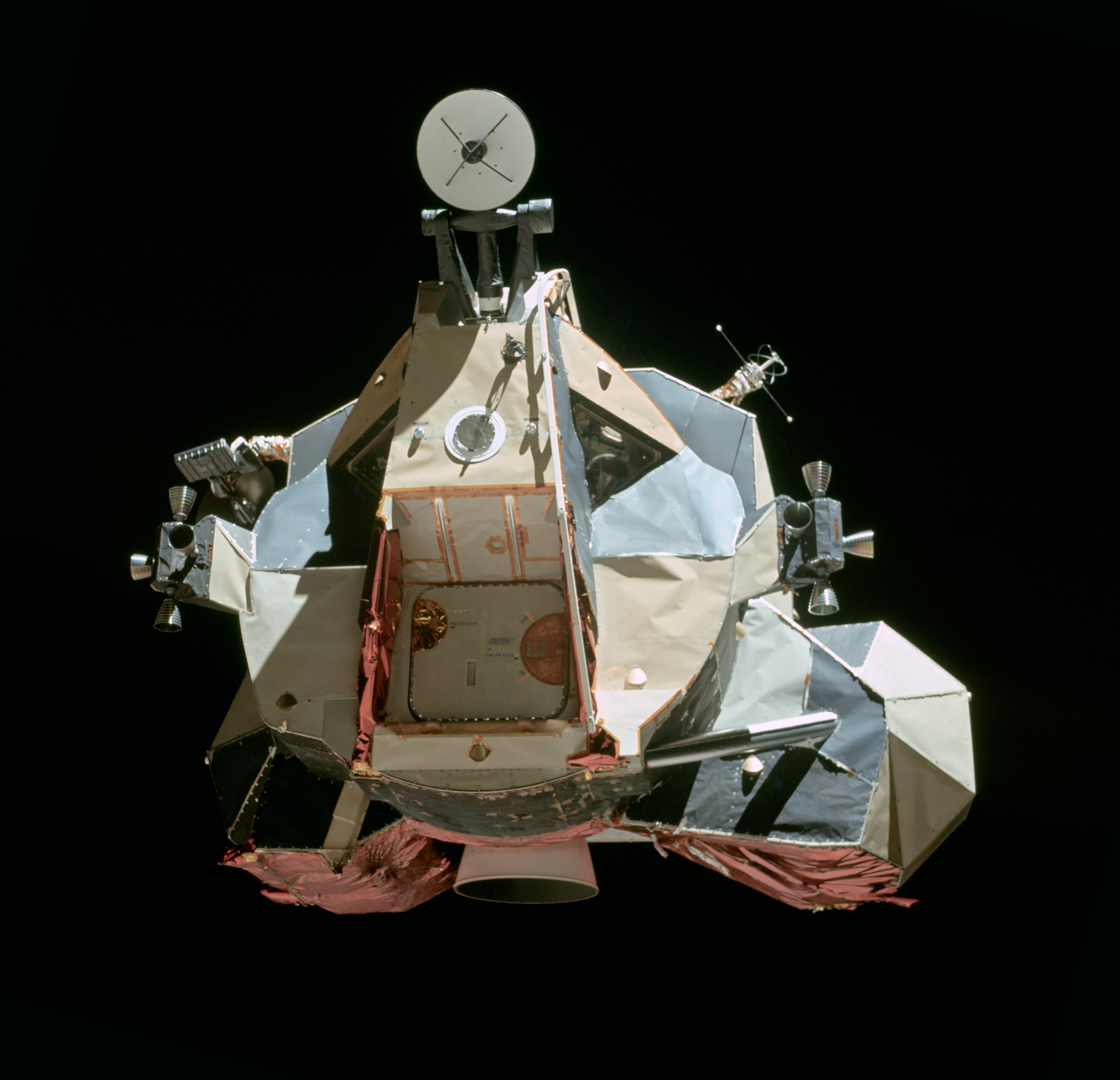
Le module lunaire photographié par Evans depuis le module de commande peu avant l'amarrage.
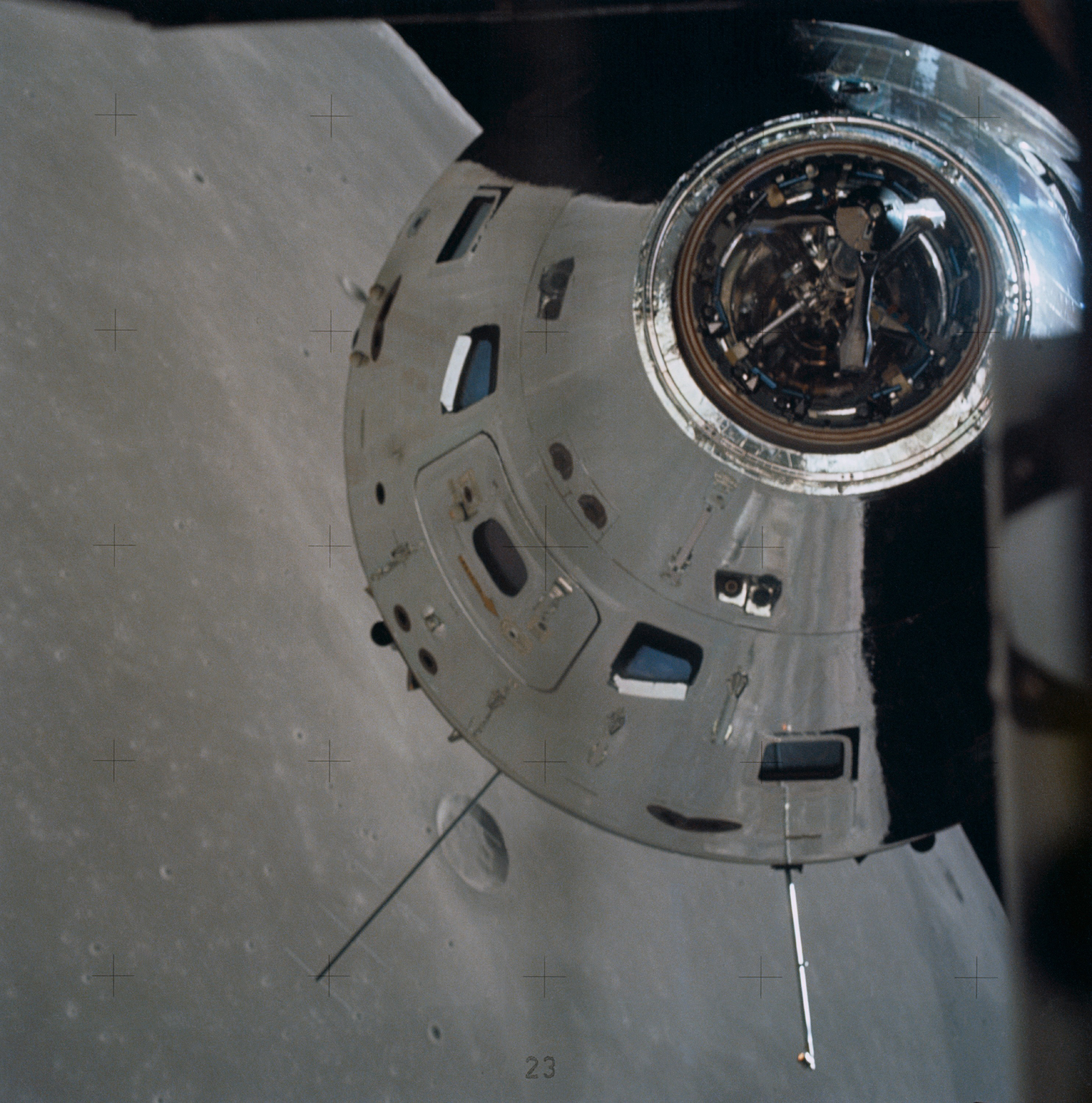
Le module de commande et de service photographié depuis le module lunaire peu avant l'amarrage.

### Derniers travaux scientifiques en orbite lunaire

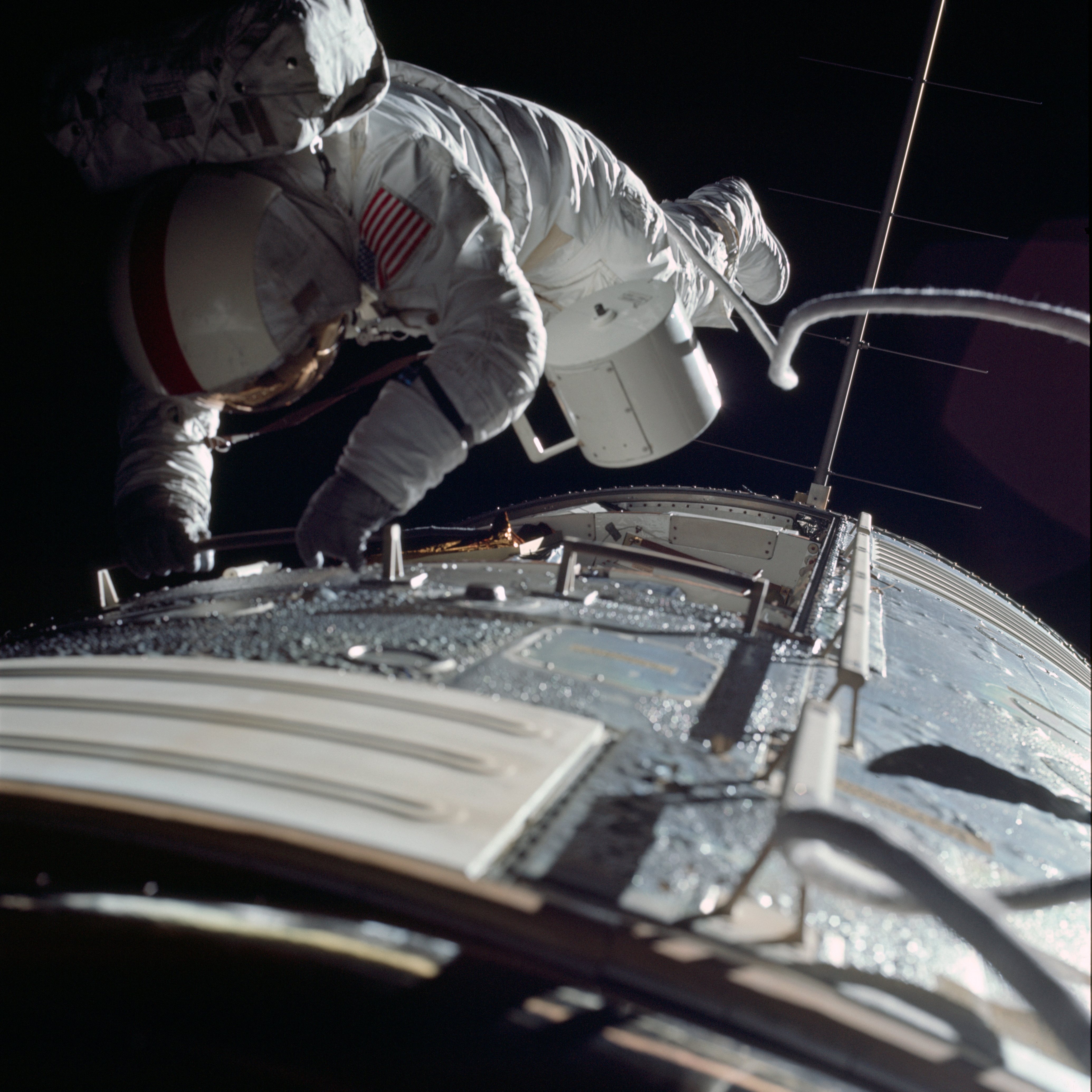
Evans retire les cassettes contenant les films des caméras du module de service durant le voyage de retour vers la Terre.

Comme c'était le cas pour les missions Apollo précédentes, la poussière lunaire transportée par les combinaisons spatiales a envahi le module lunaire au fil des sorties extravéhiculaires. À la fois abrasive et volatile, elle irrite le nez et les yeux des astronautes. Aussi, la première tâche après l'amarrage est de passer l'aspirateur dont dispose le module de commande pour éliminer le plus gros de la poussière. Les astronautes transfèrent ensuite dans le module de commande les gants et les casques qui doivent servir durant la sortie extravéhiculaire d'Evans ainsi que les boites contenant les roches lunaires. Pour faire de la place dans le module de commande désormais bien encombré, différents équipements et déchets sont entassés dans un sac qui est transféré dans le module lunaire. Après avoir enfilé leur combinaison spatiale et effectué une vérification d'étanchéité, les astronautes referment les deux écoutilles reliant le LEM et le CSM puis les verrous assurant l'amarrage sont relâchés. Le module lunaire s'éloigne à faible vitesse du CSM puis une demi-heure plus tard les RCS du LEM sont mis à feu de manière que celui-ci aille s'écraser précisément sur le massif Sud de la vallée de Taurus-Littrow (19,96, 30,5), : l'objectif est d'obtenir via le sismomètre installé par l'équipage d'Apollo 17 des informations supplémentaires sur la nature du sous-sol de la vallée. Les 2 260 kg du module lunaire chutent à une vitesse de 1,67 km/s et s'écrasent comme prévu quelques heures plus tard sur le flanc de la montagne à 8,7 km au sud-ouest du site d'atterrissage en dégageant une quantité d'énergie un peu inférieure à 3/4 tonnes de TNT fournissant un signal sismique riche en informations.
Le vaisseau continue à orbiter autour de la Lune durant 40 heures pour prolonger le temps d'observation des caméras et des autres instruments installés dans le module de service. Schmitt et Cernan profitent de ce répit dans le planning pour se décrasser, ce qu'ils n'avaient pu faire dans le module lunaire. Le reste du séjour en orbite lunaire est occupé essentiellement par des observations visuelles de la surface de la Lune. L'équipe au sol fait détoner à deux heures d'intervalle les deux premières charges explosives déposées sur le sol lunaire par Cernan et Schmitt ; le sismomètre fournit en retour les informations attendues. Au cours des trois jours suivants, l'équipe au sol fera détoner les six autres charges de manière séquentielle. Après une dernière nuit de repos, l'équipage se prépare à quitter l'orbite lunaire. Le propulseur principal SPS du vaisseau Apollo est mis à feu alors que celui-ci se trouve du côté de la face cachée de la Lune. La manœuvre qui place le vaisseau sur le trajet de retour vers la Terre est tellement précise que le contrôle au sol évalue la correction de vitesse à effectuer à mi-course à 10 cm/s.

### Transit vers la Terre et amerrissage

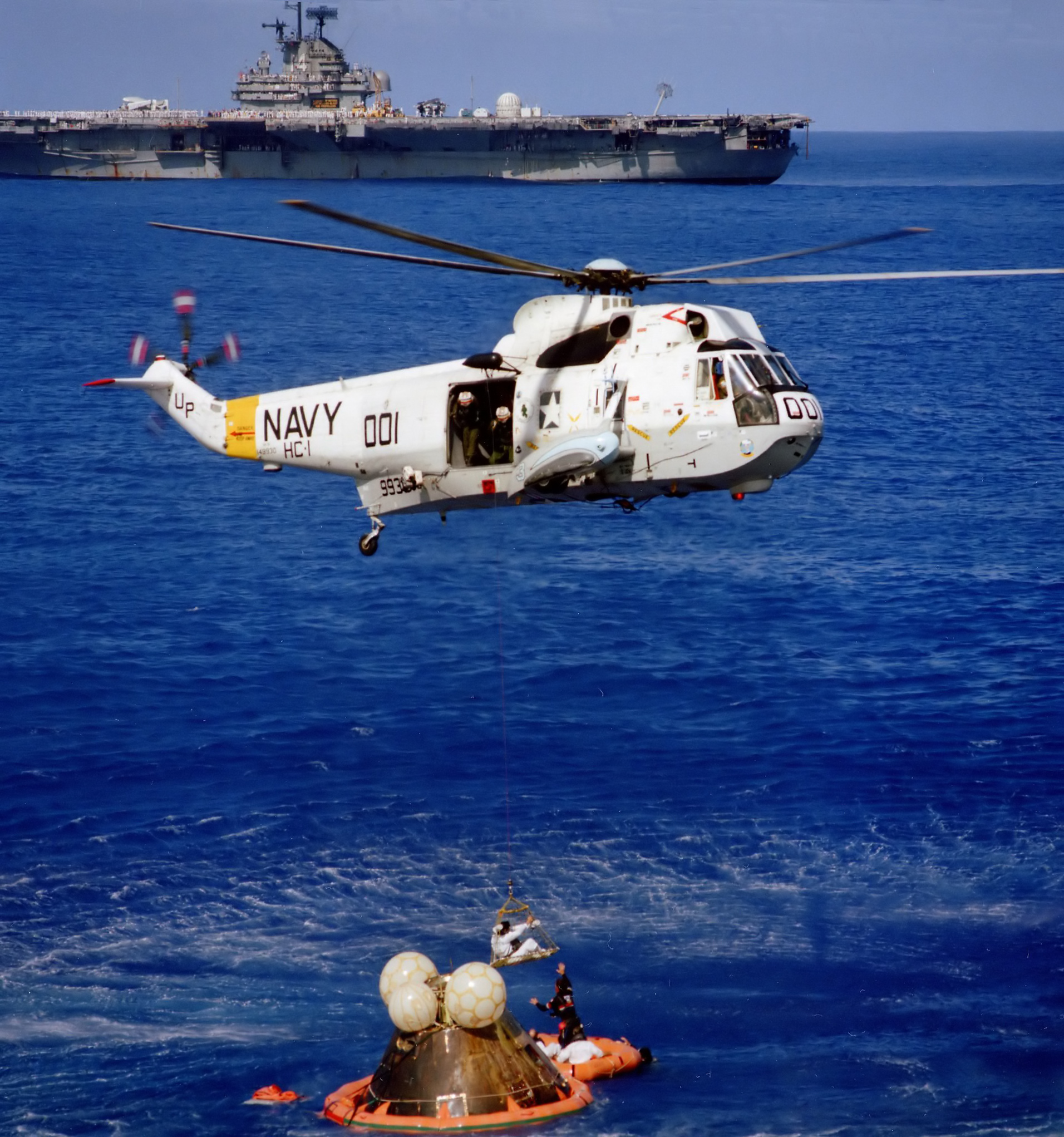
Les opérations de récupération de l'équipage après l’amerrissage.

Le 17 décembre, l'équipage se prépare pour la sortie extravéhiculaire d'Evans. Celui-ci doit récupérer les cassettes des instruments (caméras...) installés dans le module de service car celui-ci doit être largué avant que le vaisseau ne pénètre dans l'atmosphère terrestre. La couchette centrale dans la cabine est démontée pour permettre à Evans de sortir du vaisseau et à Schmitt de se tenir debout dans l'écoutille afin d'effectuer des photos. Les déchets sont placés dans un sac qui sera expulsé au cours de la sortie et les membres de l'équipage enfilent leur combinaison, leur casque et leurs gants pour pouvoir faire le vide dans la cabine. La cabine est dépressurisée et Evans après avoir monté une caméra sur un pied fixé à l'extérieur pour filmer sa sortie, se déhale le long de la coque du vaisseau en utilisant des poignées disposées à cet effet. Comme les autres membres de l'équipage, il est relié par un cordon ombilical au vaisseau qui lui fournit l'oxygène et sert également de sécurité. Il effectue trois allers-retours pour ramener les cassettes de film. Tout se déroule sans incident et Evans manifeste son contentement en chantonnant durant sa sortie avant de réintégrer la cabine après avoir démonté la caméra. Le 19 décembre, trois heures avant de pénétrer dans l'atmosphère terrestre une ultime correction de vitesse de moins d'1 m/s est effectuée. Le module de service est largué 15 minutes avant d'entamer la rentrée atmosphérique. Le vaisseau pénètre dans l'atmosphère à environ 11 km/s et amerrit 15 minutes plus tard à 19 h 24 min 59 s TU dans l'Océan Pacifique à 2 km du point visé : l'amerrissage a lieu à 560 km au sud-ouest des Samoa et à 4 km du porte-avion USS Ticonderoga (CV-14) chargé de récupérer l'équipage. Il s'est écoulé 301 heures et 52 minutes depuis que le vaisseau a décollé.

### Conclusion

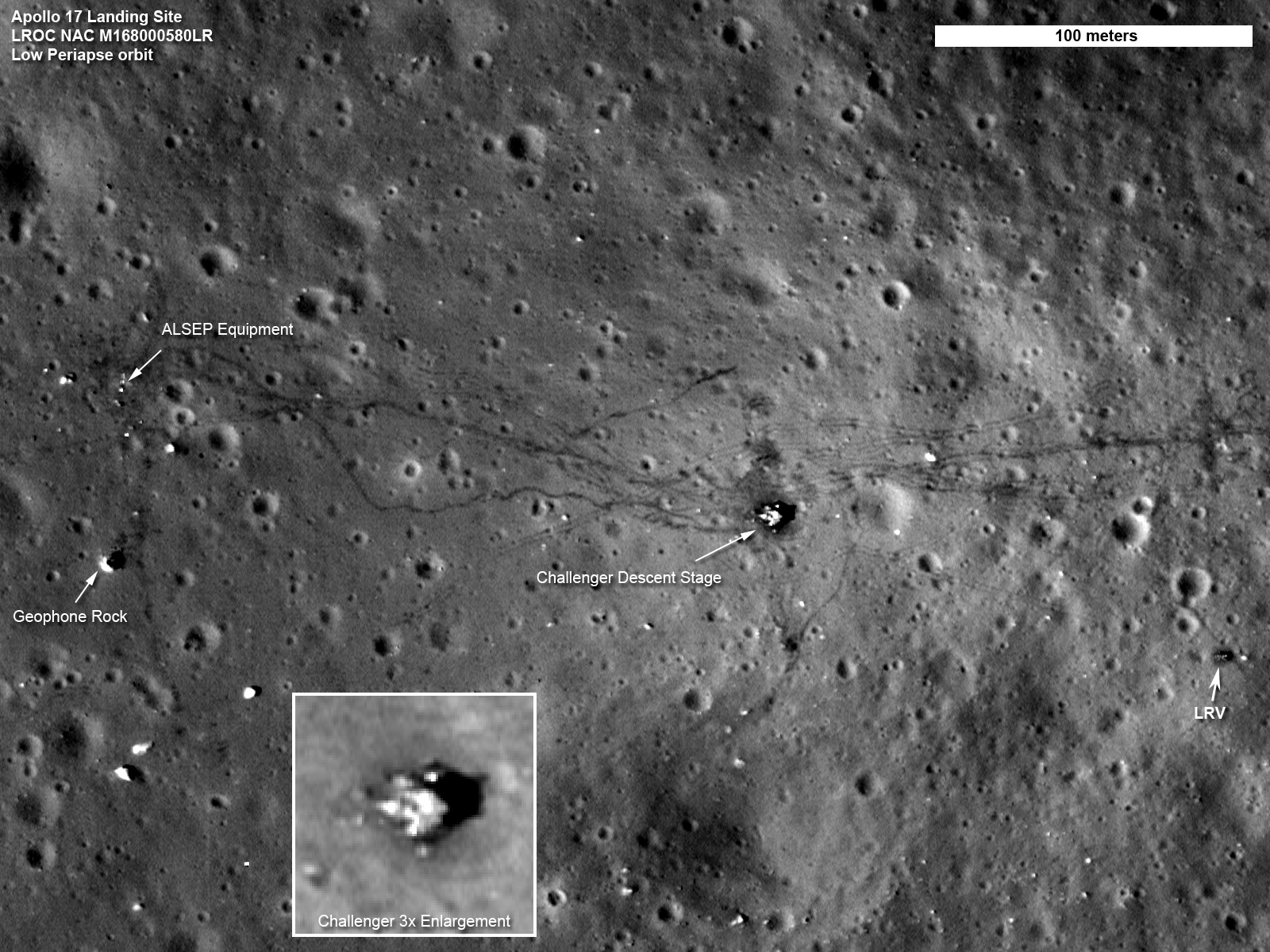
Photographie du site d'atterrissage prise par LRO en septembre 2011.

Apollo 17 a été la plus productive des missions lunaires Apollo sur le plan scientifique et s'est déroulée pratiquement sans incident technique. L'équipage Apollo 17 a fait mieux que les missions précédentes en ramenant 110,40 kg d'échantillons lunaires et a battu quatre records : le temps passé à l'extérieur d'un vaisseau spatial (21 heures 19 minutes), le nombre d'heures passés en orbite lunaire (147 heures 41 minutes), l'éloignement du module lunaire (7,37 km) et la durée d'une mission spatiale (301 heures 51 minutes). Par ailleurs, Schmitt a démontré qu'il n'était pas nécessaire d'être un pilote d'avion professionnel pour devenir un bon astronaute. Les instruments scientifiques de l'ALSEP comme ceux des autres missions Apollo transmettront des données jusqu'au 10 septembre 1977 ; la décision d'arrêter la récupération des données fournies par les instruments installés sur la Lune est essentiellement liée aux contraintes budgétaires que la NASA subit à l'époque. Le module de Commande de la mission est désormais exposé dans la partie ouverte au public (le Space Center Houston) du Centre spatial Lyndon B. Johnson à Houston au Texas.
Aucun des trois astronautes de la mission ne volera plus par la suite. En 2009 puis en septembre 2011, la sonde LRO de la NASA survole à basse altitude le site d'atterrissage et effectue des photographies montrant clairement à la fois le module lunaire et les traces laissées par le rover sur le sol lunaire.
| Temps écoulé | Date (UTC)      | Événement                                        | Remarques                                                |
| ------------ | --------------- | ------------------------------------------------ | -------------------------------------------------------- |
| 0 h 0        | 7/12 à 5 h 33   | Décollage du centre spatial Kennedy              |                                                          |
| 0 h 12       |                 | Insertion en orbite basse                        | Premier arrêt du troisième étage de Saturn V             |
| 3 h 13       |                 | Injection en orbite de transit vers la Lune      | Rallumage du 3e étage de Saturn V durant six minutes     |
| 3 h 42       |                 | Début du largage du troisième étage              | Manœuvre de retournement et amarrage au module lunaire   |
| 86 h 14      | 10/12 à 19 h 47 | Insertion en orbite lunaire                      | Propulseur principal utilisé durant six minutes et demie |
| 90 h 32      | 11/12 à 4 h 59  | Abaissement en orbite lunaire                    |                                                          |
| 107 h 48     | 11/12 à 17 h 21 | Séparation du LEM et du CSM                      |                                                          |
| 110 h 21     | 11/12 à 19 h 55 | Atterrissage du LEM sur la Lune                  |                                                          |
| 185 h 22     | 14/12 à 22 h 54 | Décollage du LEM de la Lune                      |                                                          |
| 187 h 37     | 15/12 à 1 h 10  | Amarrage du LEM et du CSM                        |                                                          |
| 191 h 19     | 15/12 à 4 h 51  | Largage du LEM                                   |                                                          |
| 234 h 2      | 16/12 à 23 h 35 | Insertion sur une orbite de retour vers la Terre |                                                          |
| 254 h 55     | 17/12 à 20 h 27 | Sortie extravéhiculaire d'Evans                  | Durée 1 h 6                                              |
| 301 h 24     | 19/12 à 18 h 56 | Largage du module de service                     |                                                          |
| 301 h 52     | 19/12 à 19 h 24 | Amerrissage de la capsule Apollo                 |                                                          |

## Résultats scientifiques

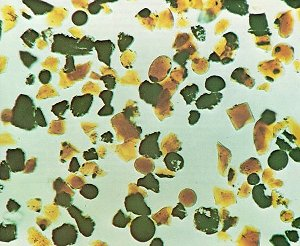
Vue au microscope d'un échantillon des particules orange trouvées près du cratère Shorty.

### Géologie de la vallée de Taurus-Littrow
Les deux objectifs géologiques principaux de la mission d'Apollo 17 étaient d'une part de ramener des roches anciennes des hauts plateaux de la Lune et d'autre part de rechercher et étudier les traces d'une activité volcanique récente. Pour répondre à ces objectifs, l'équipage d'Apollo 17 a collecté au cours de son séjour sur la Lune 741 roches et échantillons de sol lunaire distincts (111 kg) dont une carotte du sol prélevée jusqu'à une profondeur de 3 mètres.

#### Les hauts plateaux
Les roches anciennes collectées par Cernan et Schmitt au nord et au sud du site d'atterrissage au pied des massifs sont essentiellement des brèches formées de roches expulsées lors des impacts ayant créé les mers : les brèches sont constituées d'un agglomérat de fragments de roches cimentées par la chaleur générée par l'impact. Contrairement aux hypothèses formulées avant la mission, les hauts plateaux ne sont donc pas constitués de matériaux intacts de la croute primitive. On considère aujourd'hui que tous les hauts plateaux de la Lune sont recouverts par des brèches. Certaines de ces roches ont subi une fusion lors de l'impact qui a créé la mer de la Sérénité ce qui a permis de dater cet événement : il s'est produit il y a 3,89 milliards d'années. Les brèches contiennent des échantillons de norite, de troctolite et de dunite, qui se sont formées entre 4,2 et 4,5 milliards d'années dans la partie inférieure de la croute lunaire dont ils ont été expulsés par l'impact. À titre de comparaison, le début de la formation du système solaire remonte à 4,56 milliards d'années,.

#### Le processus de formation de la vallée de Taurus-Littrow
La plupart des roches collectées à la surface de la vallée, issues du sous-sol rocheux de la vallée (sous la couche de régolite) sont des basaltes. Celui-ci a fondu à une profondeur comprise entre 130 et 220 km puis s'est frayé un chemin jusqu'à la surface de la Lune avant de se solidifier. La vallée est un graben qui s'est formé après la création de la mer de la Sérénité puis a été comblé par le basalte remonté des profondeurs il y a 3,7 et 3,8 millions d'années selon le même mécanisme mis en œuvre lors du comblement des mers lunaires. Les mesures de la gravité réalisées avec le gravimètre portatif ainsi que les données recueillies par le sismomètre actif indiquent que le sous-sol de la vallée de Taurus-Littrow est constitué par une couche de basalte dont l'épaisseur est comprise entre 1 et 1,4 km. À quelques exceptions près, le basalte de la vallée comme celui collecté par l'équipage d'Apollo 11, contiennent des proportions particulièrement importantes de titane alors que les analyses effectuées par les instruments du satellite Clementine semblent indiquer une teneur beaucoup plus faible de ce métal dans la mer de la Sérénité toute proche,.
Les mers lunaires comme le sous-sol de la vallée sont le résultat d'un volcanisme effusif producteur de lave fluide mais certains géologues, au vu des photos réalisées depuis l'orbite de quelques cratères comme Shorty, avaient émis l'hypothèse avant la mission que les mers avaient pu connaitre des épisodes de volcanisme explosif. Mais l'analyse du matériau orange trouvé près du cratère Shorty par l'équipage d'Apollo 17 a démontré que celui-ci avait été formé il y 3,64 milliards d'années à une profondeur d'environ 400 km. Le cratère Shorty n'est donc pas une manifestation volcanique récente mais un cratère d'impact ordinaire.

#### La formation du cratère Tycho
Certains échantillons de roches collectées par l'équipage d'Apollo 17 ont subi un choc violent il y a 100 millions d'années, ce qui semble coïncider avec l'impact qui a créé le cratère Tycho situé à environ 2 000 kilomètres du site d'atterrissage. On sait que cet événement a éjecté des matériaux sur toute la surface visible de la Lune et les roches collectées pourraient contribuer à une datation plus précise de cet événement.

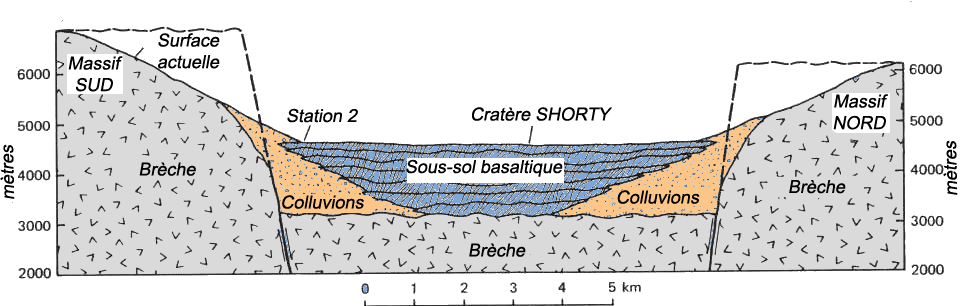
Schéma 3 : coupe géologique de la vallée de Taurus-Littrow reconstituée notamment à partir des éléments recueillis par Apollo 17 (source Étude USGS de 1981).
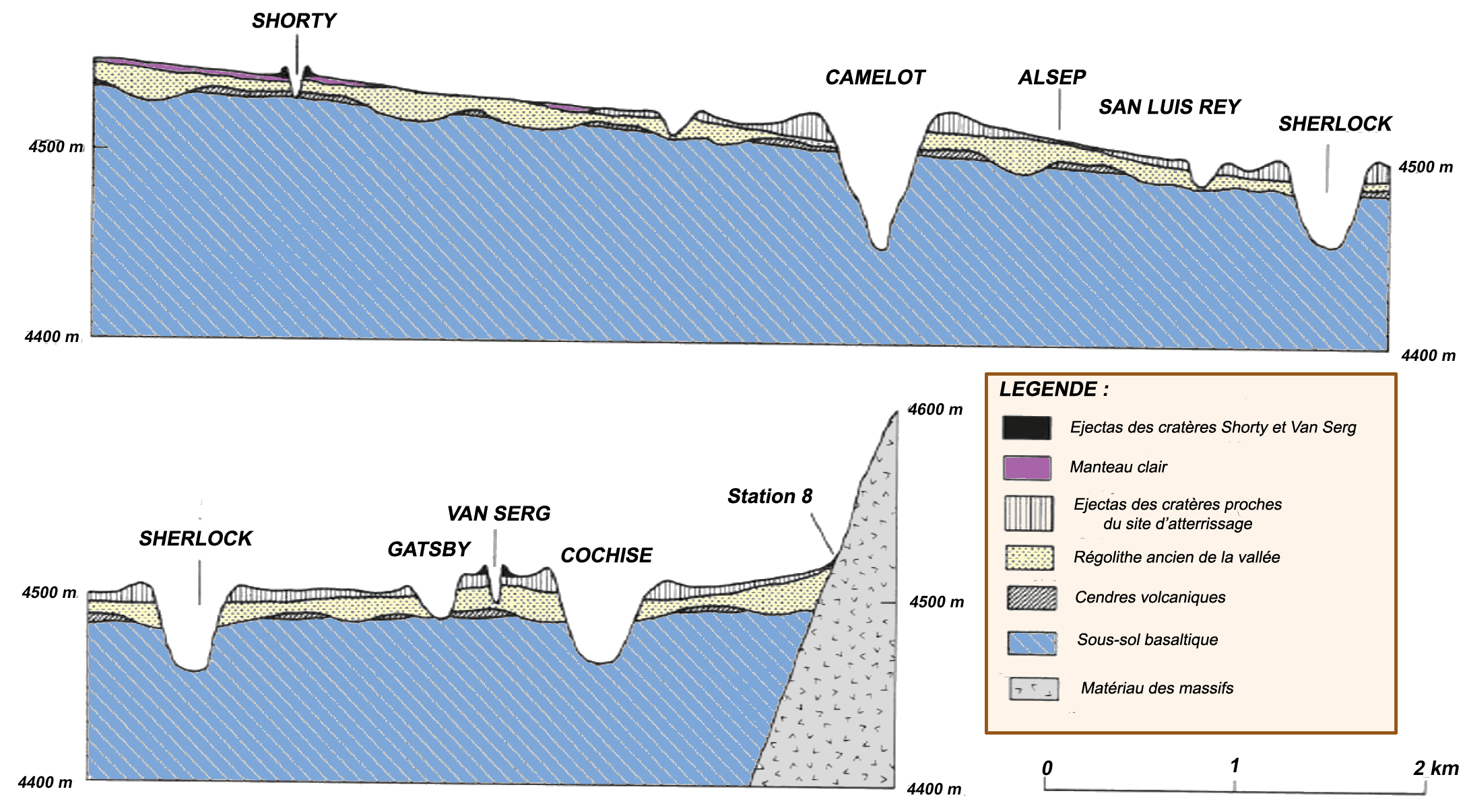
Schéma 4 : coupe géologique détaillée de la vallée de Taurus-Littrow (source Étude USGS de 1981).

### Cartographie et photographies à grande échelle de la surface

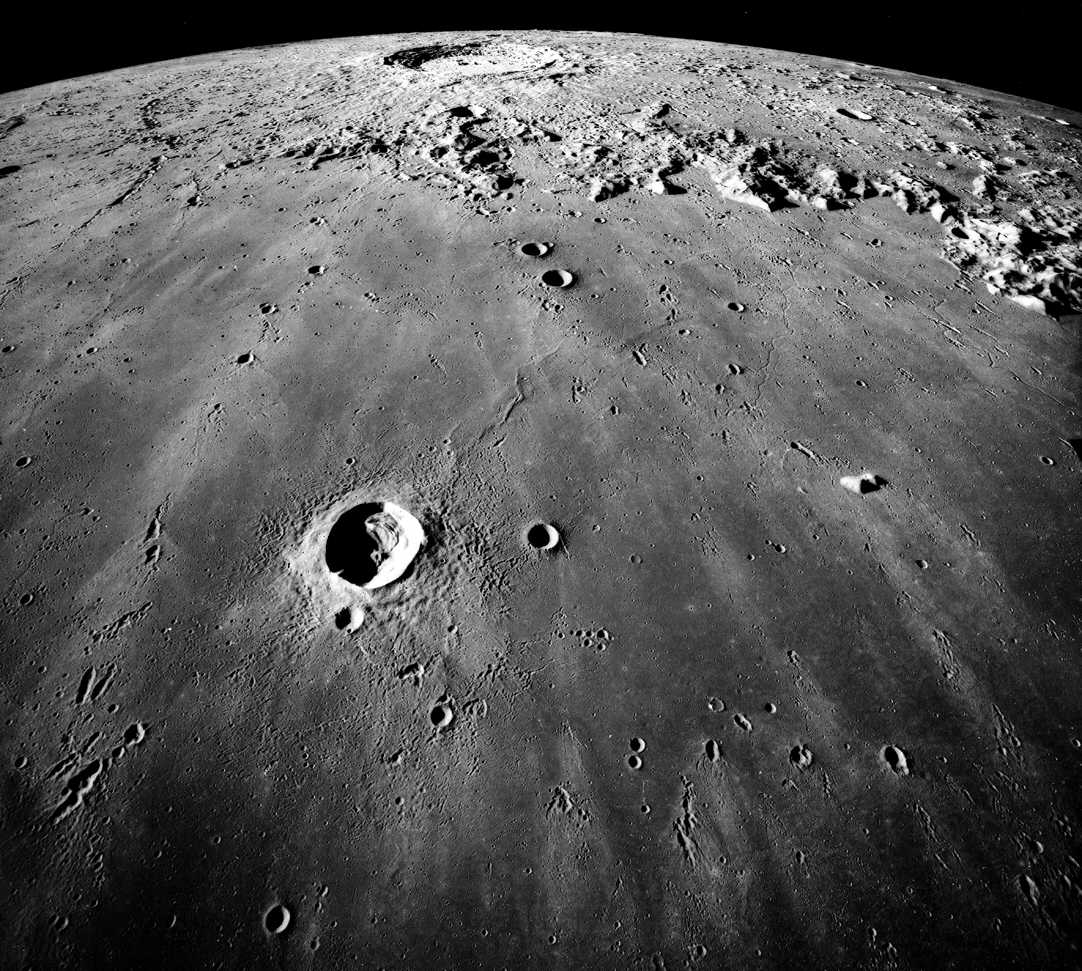
Photographie du cratère Pythéas prise depuis l'orbite.

La caméra panoramique installée dans la baie d'équipement du Module de service a pris 1 580 photographies de la surface lunaire depuis l'orbite lunaire à une altitude moyenne de 110 km. Celles-ci couvrent la zone éclairée à l'aplomb de l'orbite du vaisseau Apollo dont l'inclinaison a dérivé au cours de son séjour de 20° à 23°. Chaque photo couvre une surface de 21 × 330 (largeur) km et utilise une surface de pellicule de 11 × 114,8 cm. Des images stéréo restituant le relief ont été obtenues en basculant périodiquement et de manière automatique l'axe optique de 12,5°. De son côté la caméra utilisée pour cartographier la Lune a réalisé 2 350 photos de la surface lunaire ; chacune couvre une surface de 150 × 150 km.

### Le champ gravitationnel lunaire
Le gravimètre transporté à bord du rover lunaire a été utilisé pour mesurer le champ de gravité de la Lune à 12 emplacements répartis sur toute la largeur de la vallée de Taurus-Littrow. Les variations observées de la valeur de la gravité, qui atteignent au maximum 25 mgal, sont interprétées comme la manifestation d'une couche de basalte plus dense d'une épaisseur de 1 km qui serait située immédiatement sous la couche de sol superficiel et qui s'interromprait à l'aplomb des versants nord et sud (cf. Schéma 3). Les huit charges explosives (masse comprise entre 57 et 2 722 grammes) déployées à une distance comprise entre 100 et 2 700 mètres du module lunaire ont généré en détonant des ondes sismiques qui ont été mesurées par le sismomètre de l'ALSEP. La mesure de la vitesse de propagation de ces ondes recoupent les informations précédentes : elles seraient dues à la présence d'une couche de basalte située sous le plancher de la vallée d'une épaisseur de 1,2 km. À une échelle plus large, les mesures effectuées depuis la Terre de l'effet Doppler sur les ondes radio émises en bande S par le vaisseau Apollo sur son orbite lunaire ont permis de déterminer les variations de vitesse dues aux variations du champ gravitationnel en particulier au-dessus de la mer de la Sérénité.

### L'atmosphère lunaire
La Lune est entourée d'une atmosphère très peu dense qui a été étudiée par les instruments emportés par la mission Apollo 17 :
- les éléments les plus abondants détectés dans l'atmosphère lunaire par l'instrument LACE situé à la surface de la Lune sont l'argon-40 et l'hélium-4. La concentration de l'argon, qui est créé par désintégration du potassium-40 à l'intérieur de la Lune, décroit au cours de la nuit au point de devenir indétectable car ce gaz gèle et est absorbé par les grains de la surface du sol. Peu avant le lever du jour sur la surface de la Lune, on observe un accroissement de la concentration qui peut atteindre 3 × 104 atomes par cm3 au niveau du terminateur. Sa concentration fluctue par ailleurs selon une périodicité de 6/7 mois qui suggère que ce gaz provient d'une source localisée qui pourrait être le cœur semi-fondu dont la dimension est estimée à 750 km de diamètre. De son côté l'hélium, qui ne gèle pas, a une concentration qui atteint 3 × 104 atomes par cm3. Il est apporté essentiellement par le vent solaire mais 10 % proviendrait de l'intérieur de la Lune. On trouve également dans l'atmosphère lunaire des traces très faibles notamment d'argon-36 (2 × 103), de méthane, d'ammoniac et de dioxyde de carbone (103 atomes par cm3 pour chacun de ces éléments)[82] ;
- le sondeur ultraviolet installé dans la baie du module de Commande était chargé de détecter les constituants de l'atmosphère de la Lune depuis l'orbite. Aucun composant n'a pu être détecté par cet instrument : en particulier le nombre d'atomes d'hydrogène est inférieur à 10 atomes/cm3 (limite de sensibilité de l'appareil)[83] ;
- les rayons cosmiques émis par le Soleil et captés par le détecteur installé sur la face exposée du module lunaire montrent que la distribution énergétique des particules durant le séjour de l'expédition Apollo 17, caractérisé par une absence d'activité solaire, est identique à celle mesurée durant la mission Apollo 16 qui avait coïncidé avec une éruption solaire. Par ailleurs, le deuxième détecteur, bien qu'il ait été placé à l'ombre, a été frappé par des rayons cosmiques à priori d'origine solaire ce qui semble indiquer que le champ magnétique interplanétaire a la capacité de réfléchir ce type de rayonnement[84] ;
- l'expérience de mesure des micrométéorites et éjectas LEAM faisant partie de l'ALSEP a fourni des résultats qui reflètent, du fait d'une erreur de conception, essentiellement le transport de la poussière à la surface de la Lune et non les événements qu'il était censé mesurer[85]. Le gravimètre LSG n'a pas fourni d'informations utilisables[86].

### Le sous-sol lunaire
La mesure du flux thermique par les sondes de l'expérience HFE indique une température moyenne en surface sur le site, mesurée sur 4 ans, de 216 kelvins. La valeur du flux thermique (16 mW/m2) et les relevés des températures à différentes profondeurs permettent de déduire la présence d'une couche de régolite d'une épaisseur de 2 à 3 cm, peu dense (1,1 à 1,2 g/cm3) qui surmonte une couche plus dense (1,75 à 2,1 g/cm3). Les données fournies par l'instrument corrélées avec celles d'un instrument identique installé par l'équipage d'Apollo 15 permettent d'extrapoler avec une bonne fiabilité la température interne et la quantité d'isotopes radioactifs contenus dans la Lune.
En ce qui concerne la sonde à neutrons lunaires chargée de déterminer le volume de neutrons thermiques (énergie < 1eV) captés par le régolite lunaire, les données obtenues confirment les travaux théoriques qui prévoient que la pénétration est fonction de la profondeur. Or ce constat n'est pas en accord avec les analyses effectuées en laboratoire sur les échantillons de sol. Les résultats de cette expérience ne permettent donc pas de lever cette contradiction.

### Biologie
Plusieurs expériences embarquées avaient pour objectif de mesurer le risque constitué par les rayons cosmiques lorsque les équipages sortaient de la protection du champ magnétique terrestre.

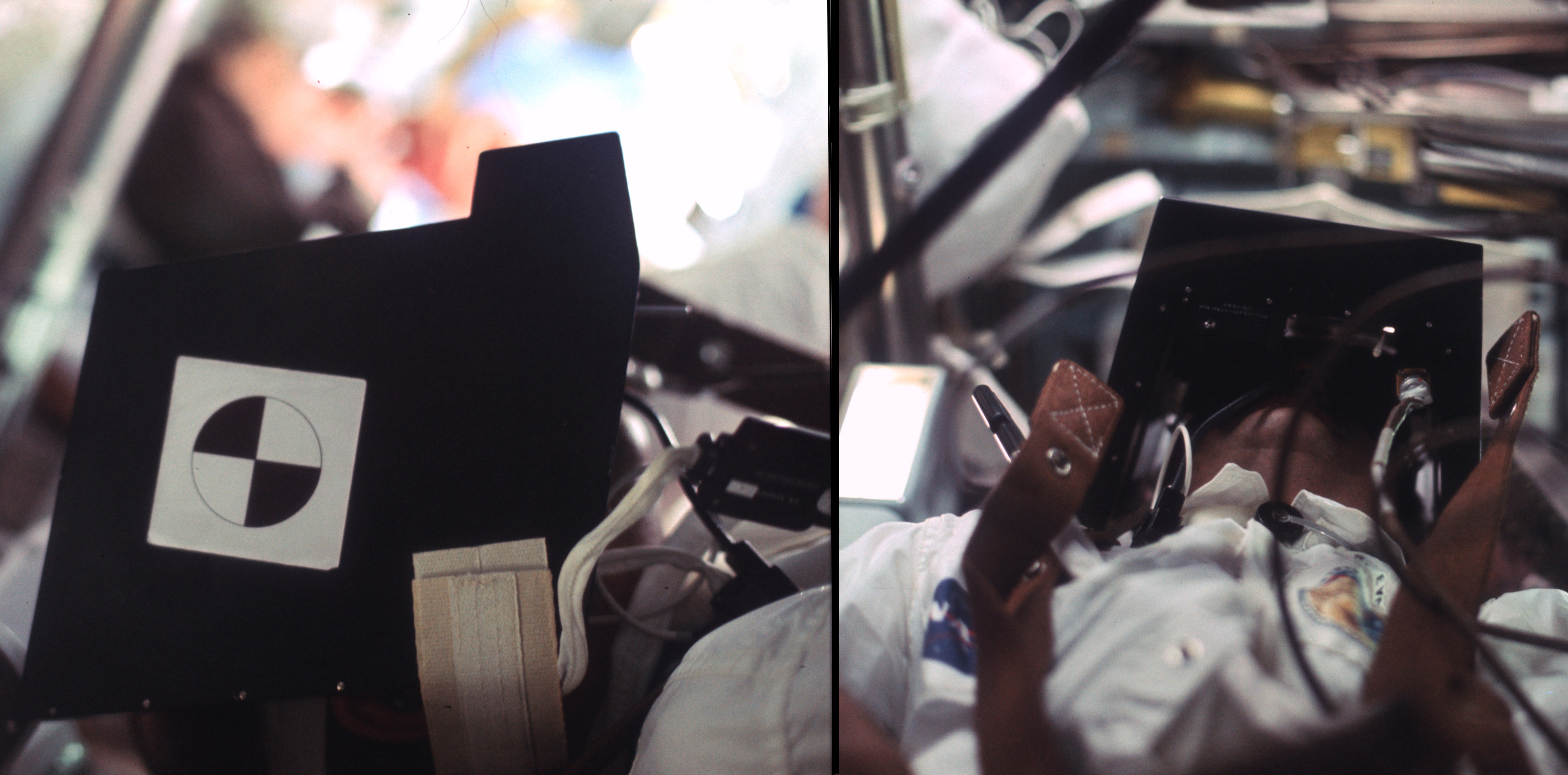
Ronald Evans équipé du casque de l'expérience ALFMED.

L'objectif de l'expérience ALFMED était d'établir l'origine du phénomène des flash lumineux observés par les astronautes des missions Apollo à l'extérieur de la protection du champ magnétique terrestre. Sur le trajet Terre-Lune, un des astronautes a porté le casque de l'expérience ALFMED, au cours de deux séances d'une heure. Ce casque permet de tracer la trajectoire des rayons cosmiques frappant la tête du cobaye et d'évaluer approximativement le poids atomique ainsi que l'énergie de la particule associée. La même expérience avait été mise en œuvre au cours de la mission Apollo 16 mais n'avait fourni aucun résultat exploitable du fait d'un trop grand nombre d'impacts dus à une activité solaire particulièrement importante (la plus importante de toutes les missions Apollo). Le casque utilisé pour Apollo 17 a enregistré 2 360 impacts de rayons cosmiques susceptibles d'avoir traversé les yeux de l'astronaute dont 483 ont interagi avec les tissus biologiques. Compte tenu de leur angle d'arrivée, seuls 15 de ces rayons cosmiques sont susceptibles d'avoir déclenché un phénomène de flash lumineux. Or l'heure de survenue de deux de ces impacts coïncident avec deux des onze flash lumineux observés par l'astronaute porteur du casque. En conclusion et compte tenu des limites de l'équipement, il est probable que le phénomène des flash lumineux résulte de l'impact direct d'un rayon cosmique sur la rétine de l’œil,.
L'expérience BIOSTACK, qui avait été également embarquée sur Apollo 16, a permis de mesurer l'effet des rayons cosmiques sur six types d'organismes vivants : spores de la bactérie Bacillus subtilis, kystes du protozoaire Colpoda Cuculus (de), graines du crucifère Arabidopsis thaliana, œufs de crevette Artemia Salina, œufs de ténébrions Tribolium confusum et œufs de phasmes Carausius morosus. Les échantillons sont situés dans la cabine du module de Commande et ont passé 304 heures dans l'espace. On estime qu'environ 50 % des rayons cosmiques sont parvenus à traverser les parois de la cabine et du récipient contenant l'expérience. La dose totale reçue durant le vol est évaluée à une dizaine de millisieverts (en France la dose moyenne que reçoit une personne durant un an est proche de 2,4 millisieverts). Les résultats ont montré que les spores de bactéries sont insensibles aux rayons cosmiques, la germination des graines est faiblement affectée par ceux-ci tandis que le développement des œufs est fortement affecté. Les résultats de l'expérience confirment que les dommages occasionnés par les particules à haute énergie des rayons cosmiques peuvent détruire un nombre significatif de cellules non remplaçables. Dans le cadre du vol spatial habité, les cellules concernées en premier plan sont celles du système nerveux central qui sont hautement différenciées. Il reste à déterminer le nombre de cellules détruites par chaque impact par rapport au nombre total de cellules formant une unité fonctionnelle. Selon les conclusions des scientifiques, il est probablement nécessaire qu'un très grand nombre d'impacts touchent la région du cerveau affectée à une fonction pour détruire celle-ci et que par conséquent les rayons cosmiques ne constituent pas une menace pour les activités spatiales envisagées à l'époque,,.
Des cinq souris à poche de l'expérience BIOCORE destinée à analyser l'incidence des rayons cosmiques sur leurs cerveaux et yeux, quatre ont survécu au stress de la mission. Les détecteurs de rayons cosmiques implantés sous la peau de leur crâne ont recensé l'impact de 80 particules. L'analyse au microscope des tissus des souris a mis en évidence des lésions au niveau de la peau du crâne et des tissus olfactifs sans qu'une relation puisse être établie de manière certaine avec les rayons cosmiques. Par ailleurs, aucune lésion n'a pu être détectée au niveau du cerveau. Compte tenu des capacités limitées des capteurs utilisés pour l'expérience, aucune conclusion ne peut être tirée de ces résultats,.

## Galerie
- Harrison Schmitt chute sur le sol lunaire.
- Harrison Schmitt chante I was strolling on the Moon one day[Note 16].

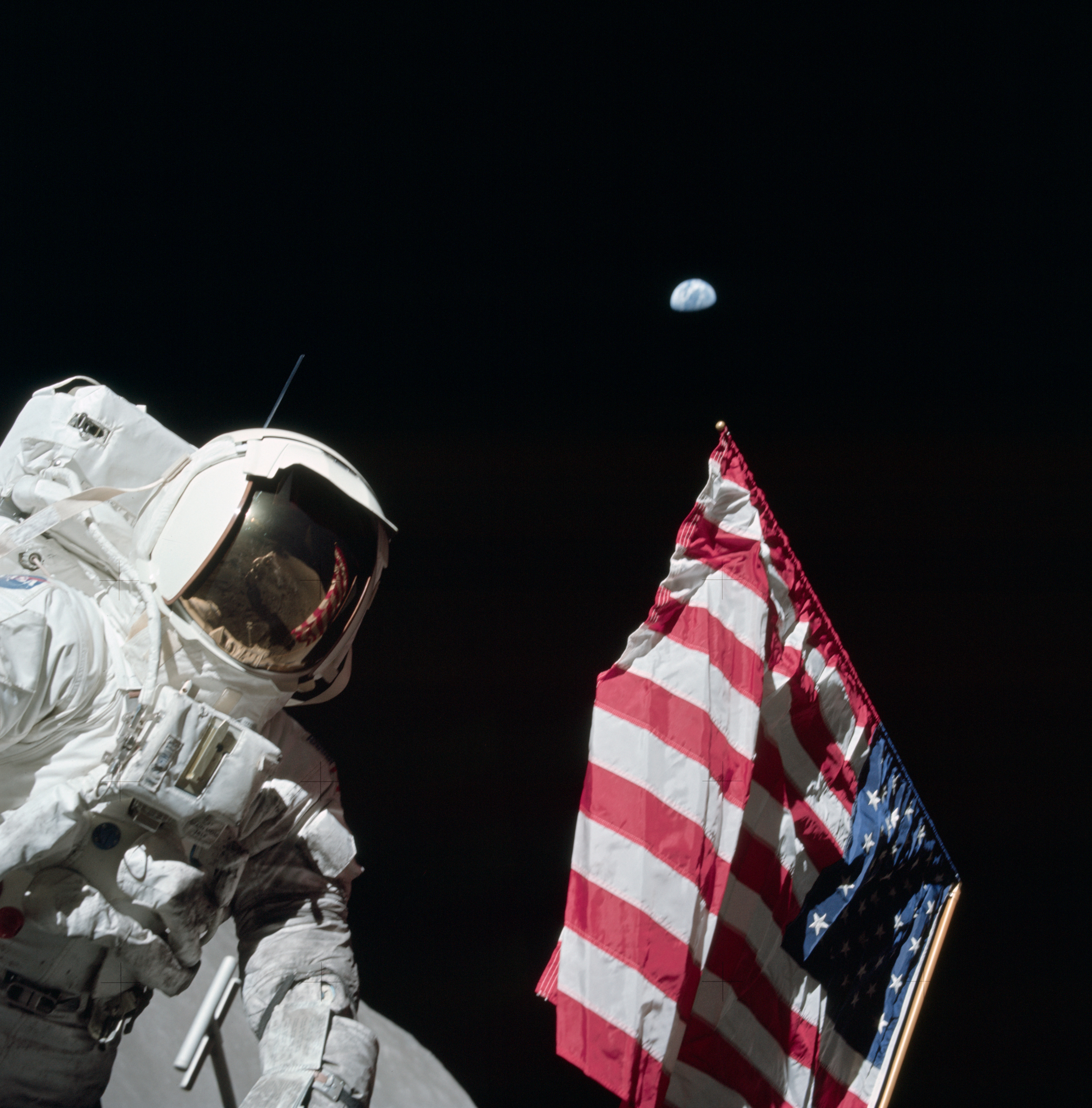
Harrison Schmitt pose avec le drapeau américain et la Terre en arrière-plan au cours de la première EVA d'Apollo 17. Eugene Cernan est visible, par réflexion dans la visière du casque de Schmitt.
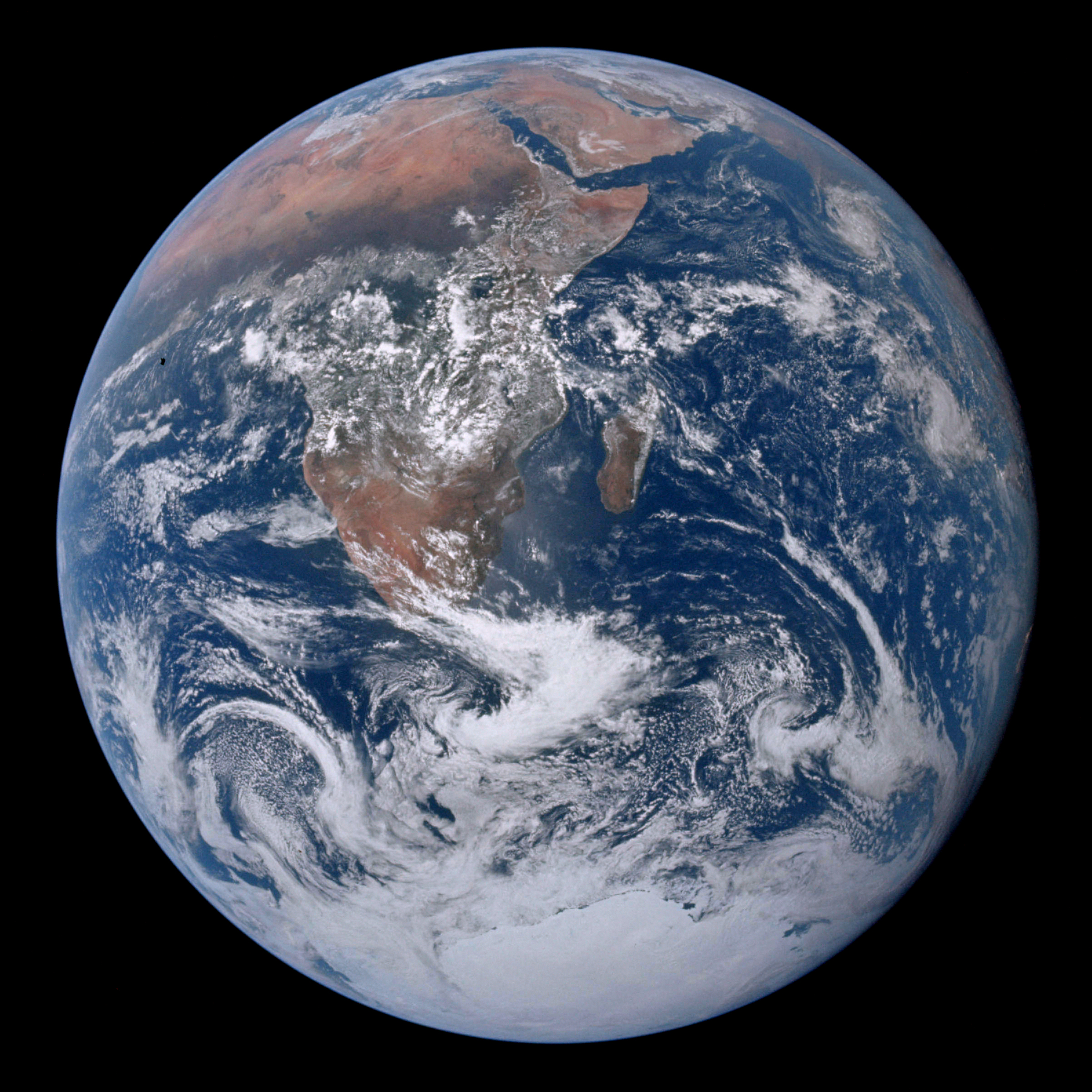
La célèbre photo de la Terre, intitulée « La Bille bleue » fut prise depuis Apollo 17 le 7 décembre 1972.
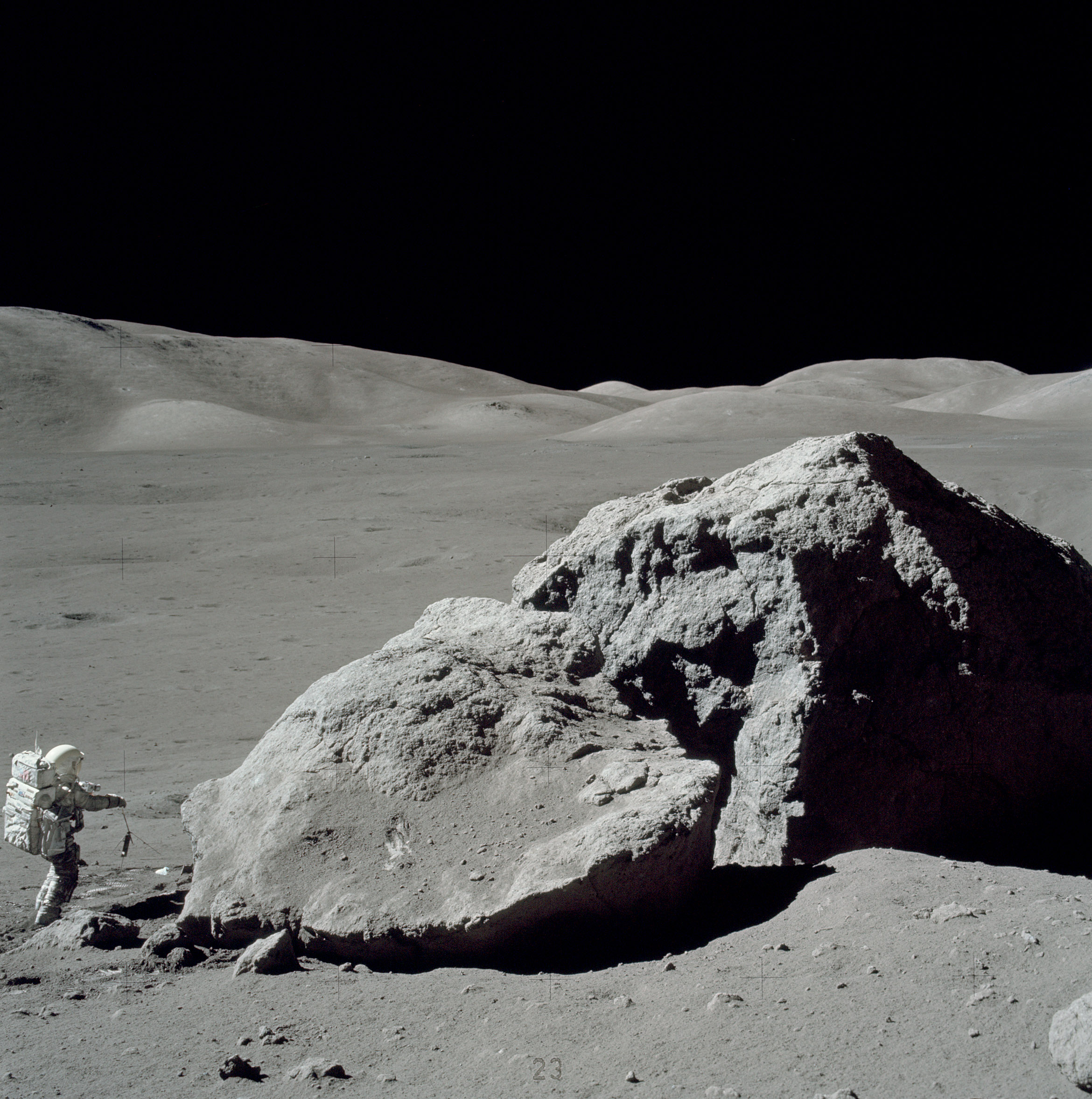
L'astronaute Harrison Schmitt se tenant debout à côté du rocher dénommé « Tracy's rock » durant la troisième sortie extravéhiculaire de la mission Apollo 17.
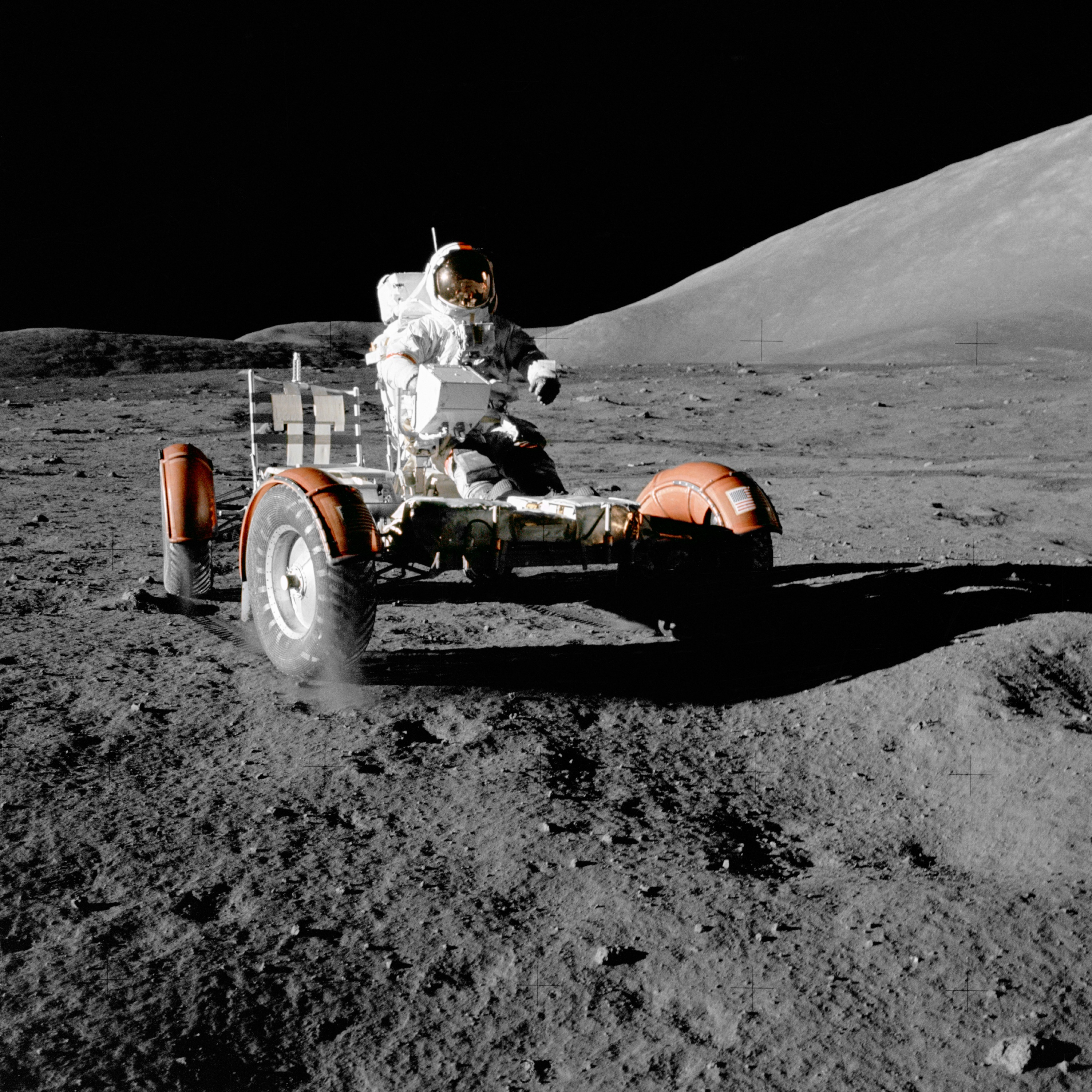
La célèbre image du véhicule lunaire provient de la mission Apollo 17.